# Catedral de Pamplona

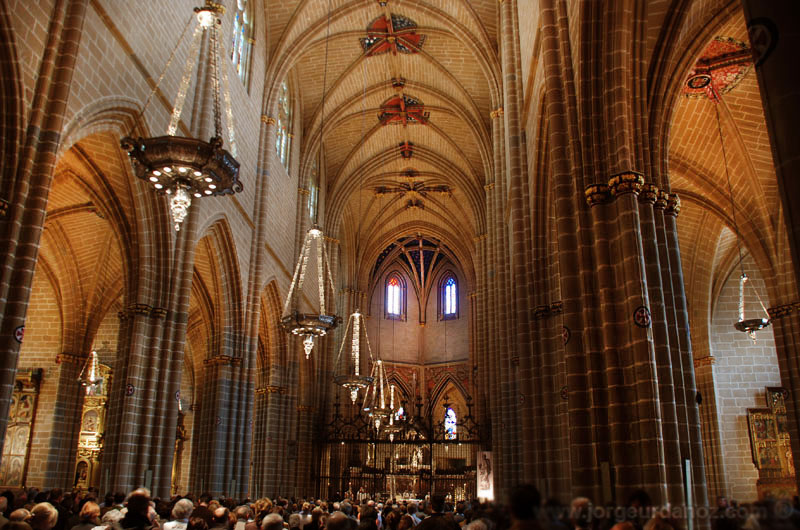
Vista de l'interior del temple

La Catedral de Santa María la Real de Pamplona, a la ciutat de Pamplona (Comunitat Foral de Navarra, Espanya), seu de l'arxidiòcesi de Pamplona i Tudela, és un conjunt arquitectònic eclesiàstic únic, per tractar-se del complex catedralici més complet que es conserva a Espanya. Presenta les edificacions habituals en altres catedrals com església, claustre i sagristies, però a més conserva el rebost (la cilleria), el refetor, la sala capitular i el dormitori, que són més pròpies de la vida comuna a la qual estava subjecte el capítol i que al llarg dels segles s'han anat enderrocant en altres catedrals espanyoles. Les estances que configuren aquest conjunt van ser construïdes en diverses èpoques i estils. Se'n conserven avui dia algunes de les dependències romàniques, però predominant sobretot les edificades en estil gòtic (entre elles, l'església i el claustre) dels segles xiv al xvi. La façana oest, d'estil neoclàssic, es va aixecar a la fi del segle xviii.
Destaquen, en aquest conjunt d'edificis: el claustre, que és considerat una meravella de l'art gòtic europeu i, per descomptat, el millor claustre del segle xiv; la cuina, que és un dels tres únics exemples supervivents de cuina gòtica de tot Europa; i, per acabar, la façana principal, una de les obres més pures i representatives del neoclassicisme a la península.

## Origen

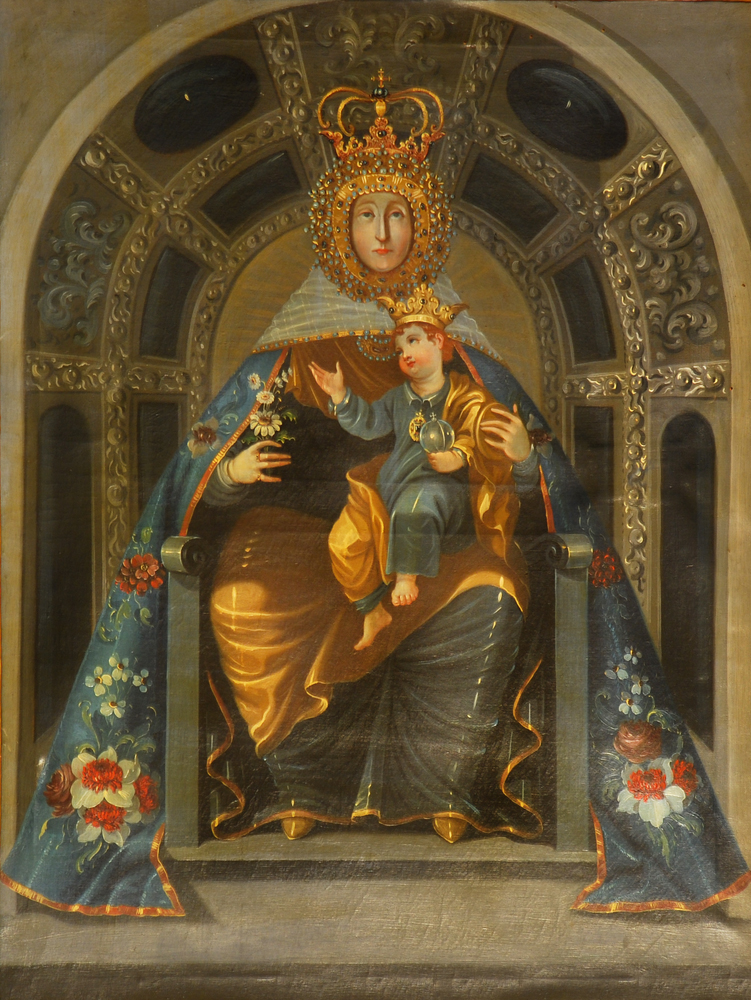
Llenç que representa la talla romànica de Santa María la Real de Pamplona, titular de la seu pamplonesa.

L'edificació actual ocupa una extensa àrea al nucli antic de la ciutat, concretament en la part més alta de La Navarreria. Aquesta és la zona de Pamplona on s'han trobat les restes arqueològiques més antigues, datades en la Primera Edat del Ferro. Sobre aquest mateix emplaçament se situava el nucli principal de la ciutat romana, de la qual s'han trobat nombroses restes en les diferents excavacions arqueològiques realitzades dins i fora de l'edifici, que demostren que el lloc que ocupa el temple corresponia amb la cruïlla del cardo i decumanus, els dos carrers que representaven el centre neuràlgic de tota ciutat romana.
La primera vegada que es té constància de l'església de Pamplona és l'any 589, en un document en el qual s'esmenta al bisbe d'aquesta ciutat al tercer Concili de Toledo, i si existia un bisbe, havia de tenir una càtedra i, per tant, existia una catedral. No obstant això, la primera prova física de l'existència d'una edificació eclesiàstica en aquest lloc es va trobar inserida en els fonaments de l'edificació romànica, i és un capitell llaurat per tres de les seves cares, datat al segle ix o x, la qual cosa corroboraria l'existència d'una església per aquestes dates.
El 924 hi havia una cèlebre església, que va ser demolida per Abd-ar-Rahman III (església a la qual pertanyeria el capítol). El rei Sanç Abarca (970-994) va donar a Santa María la vila de Pamplona. Sanç el Major va reconstruir el primer temple diocesà, i l'impuls decisiu va ser donat al segle xii. És l'any 1086, quan el bisbe Pedro de Roda substitueix canonges seculars per una comunitat fixa de canonges regulars, conforme a la regla de Sant Agustí, creant així el capítol catedralici, al mateix temps que va demolir el primer temple diocesà i va començar la construcció d'una nova catedral en estil romànic, aixecada entre 1100 i 1127. Va ser consagrada el 12 d'abril de 1127 pel bisbe Antso Larrosa amb l'assistència del rei Alfons el Batallador.
Durant el final del segle xiii i la primera meitat del segle xiv, es va construir el nou claustre en estil gòtic, i al llarg del segle xiv s'hi van aixecar algunes edificacions també gòtiques com la capella Barbazana i el refetor. L'1 de juliol de 1390, s'esfondra la catedral romànica per la zona del cor, la façana i la zona de la capçalera van romandre intactes. Després d'aquest succés, es va començar ràpidament a construir una nova església, aquesta vegada com la resta de les edificacions del segle anterior com el claustre, en estil gòtic.
Diferents intervencions es van efectuar als següents segles en tot el conjunt, la més incisiva és la substitució de la façana romànica per una neoclàssica a la fi del segle xviii.

### Catedral romànica

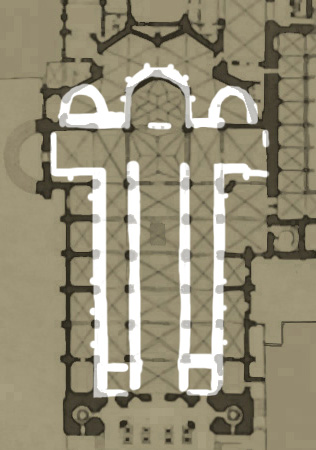
En blanc, la planta de la construcció romànica i en negre, l'actual gòtica.

Aquesta edificació aixecada a principi del segle xii, entre 1100 i 1127, era de grans dimensions (70 metres de llarg per 50 d'ample), i només era superada en aquesta època per la catedral de Santiago de Compostel·la. Estava magníficament llaurada i constava de tres naus, una central i dos laterals, que tenien una amplària una mica menor a les actuals. De fet, la planta d'aquesta catedral coincideix en gran manera amb la qual s'aixecaria segles després en estil gòtic. Constava de tres absis, el central és semicircular a l'interior i poligonal a l'exterior, i els laterals són semicirculars en tots dos casos. És molt peculiar la gran distància que hi ha entre els absis laterals i el central. Sota l'absis lateral dret hi ha una cripta de tres naus sostingudes per columnes exemptes i adossades i amb un altar.

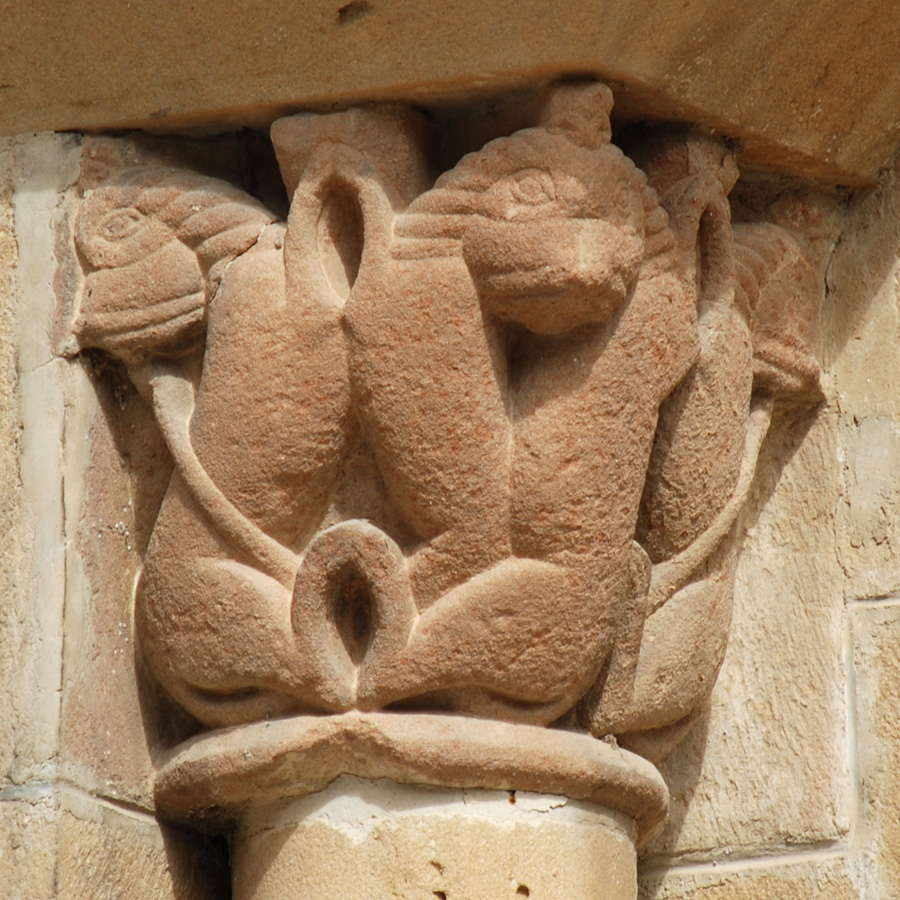
Capitell romànic de la cilleria.

En les següents dècades es van construir en estil romànic diferents edificacions del conjunt, com la capella de sant Jesucrist, que pertanyeria al palau real i episcopal, la cilleria i també el claustre (desmantellat a la fi del segle xiii per substituir-ho l'actual gòtic), del qual només se'n conserven alguns dels magnífics capitells al Museu de Navarra.
La façana d'aquest temple es va mantenir dempeus fins al seu desmantellament al segle xviii per a aixecar l'actual església neoclàssica. De l'antic edifici només se'n van conservar alguns capitells i talles de figures humanes, així com el dibuix de la planta, realitzat en el plànol del projecte de la nova. Se sap per diferents documents que tenia dues torres, la sud, d'alçada similar a la nau central, i la nord, de major port i coronada amb una cuculla, per la qual cosa es referien a aquesta com la torre, on s'albergaven les campanes.
En les excavacions a l'interior de l'església en els anys 90 del segle xx, es van descobrir els fonaments de la fàbrica romànica, així com la cripta, així se'n va poder determinar les dimensions i la distribució. A més d'aquests, les úniques restes romàniques que es conserven in situ són l'esmentada capella de sant Jesucrist, restes sota les sagristies i la cilleria amb les torres i l'antiga porta d'accés (parcialment reconstruïda). En unes recents recerques s'han trobat restes romàniques sota les sagristies, així com restes d'un palau de la mateixa època al costat sud del claustre.

## Església

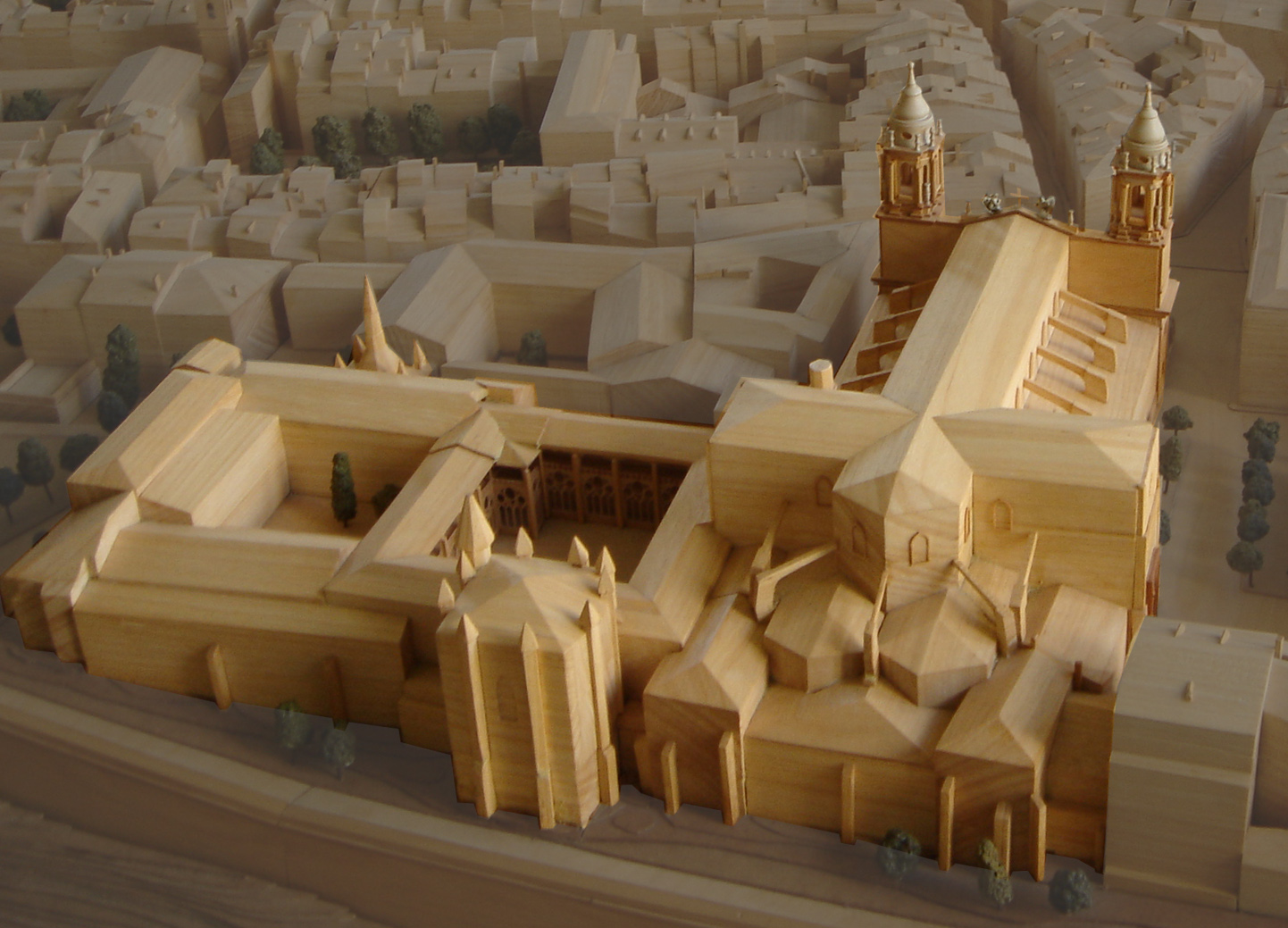
Maqueta del conjunt catedralici.

La raó per la qual s'aixeca l'actual temple gòtic és la sobtada ensulsiada de l'anterior. Això va obligar a començar les obres amb celeritat, com que la catedral servia de marc per als actes més importants del regne, com la coronació i unció, el baptisme i l'enterrament dels reis. Per aquesta raó, la reconstrucció era l'objectiu primordial per als reis Carles III el Noble, Elionor de Castella i de Manuel, i els seus successors, cosa poc habitual en aquella època en la qual el cabildo i els bisbes solien sufragar els costos de les intervencions en els conjunts catedralicis i en les quals els reis únicament pagaven capelles, retaules o peces d'orfebreria. En aquest cas, a causa que la ruïna de l'edifici anterior era gairebé total, i davant la impossibilitat que el cabildo ni el bisbe assumissin per si sols els costos de la nova construcció, els mateixos reis destinarien una part de les seves rendes en els successius anys per aixecar el nou temple, com faria més tard la seva filla Blanca.
A la fi del segle xiv l'estil imperant en tot Europa era el gòtic. A Navarra, que tenia frontera amb França i on havien regnat diferents llinatges francesos, com els Évreux (que governaven en aquests anys) i els xampanya, la influència francesa va ser molt important i constant al llarg dels segles xiii i xiv i, per això, la nova església es va fer en estil gòtic francès.
El dia 27 de maig de 1394 va ser col·locada la primera pedra, com es pot llegir en la inscripció del relleu del segon pilar de la nau central des del creuer, en el costat de l'Evangeli, inscrit sota un relleu que representa a tres canonges agenollats davant una Verge sedent, en la qual posa: 
| «                | Inscripció actual: C P L M : ECCL : PAMPILON : AN : M : CCC : XC : IIII | Interpretació: C(a)P(itu)L(u)M : ECCL(esie) : PAMPILON : AN(no) : M : CCC : XC : IIII. | » |
| — José E. Uranga |                                                                         |                                                                                        |   |

### Interior
La planta de la catedral, com és habitual, està composta pel cos de naus, el creuer i la capçalera.
El cos de naus consta de tres naus, una central de majors dimensions (12,2 m d'ample per 25,3 m d'alt) i dos laterals (7 m d'ample per 12,8 m d'alt) que es distribueixen al llarg de sis trams, encara que l'últim, el més proper a la façana, es va aixecar juntament amb la mateixa a la fi del segle xviii.

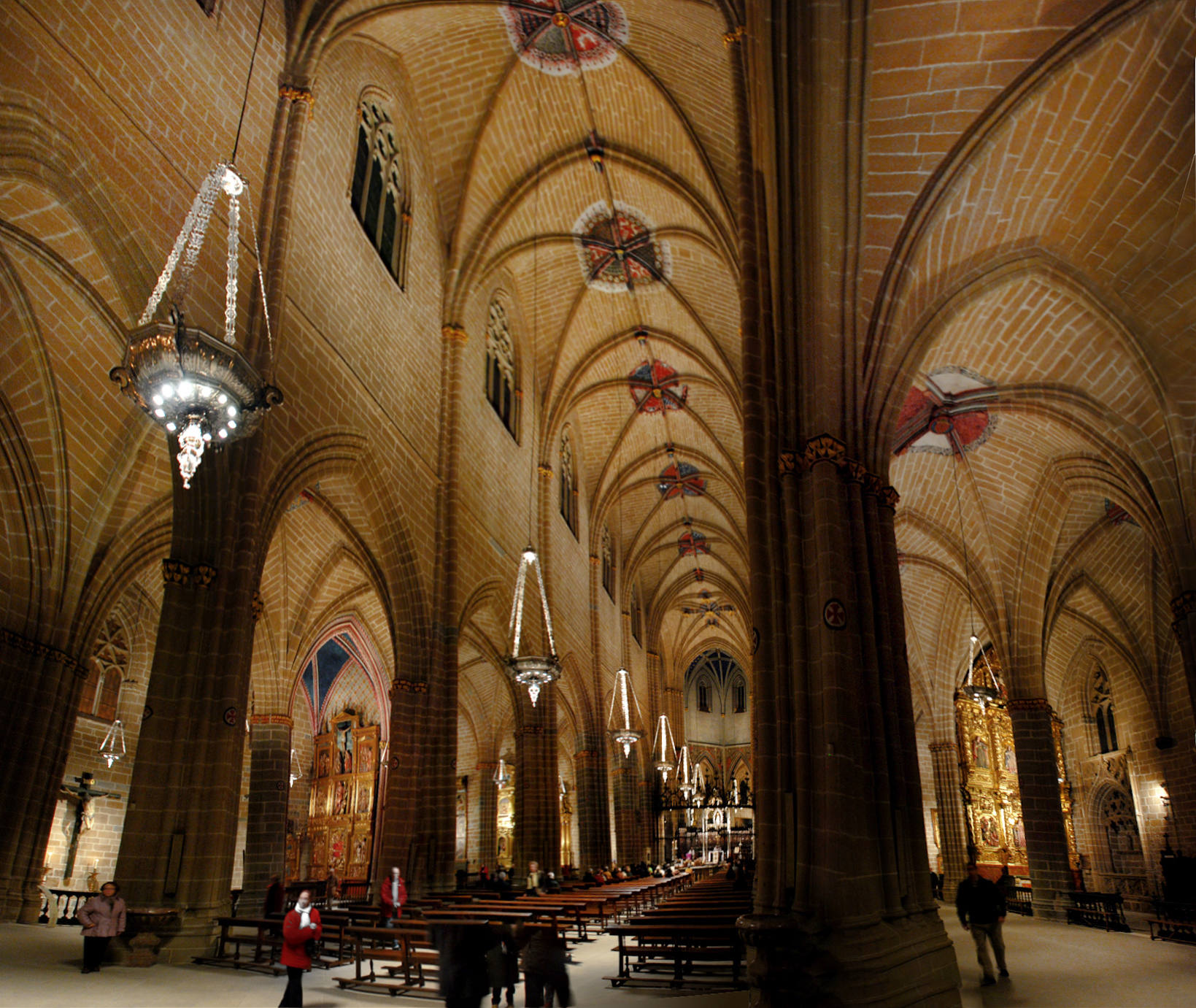
Fotocomposició de l'interior de l'església catedral des dels peus de la nau.

Adossades al llarg de les naus laterals hi ha una sèrie de capelles, a excepció dels dos trams més propers al creuer pel costat de l'epístola, on hi ha un espai indefinit que s'explica per la necessitat d'unir l'església amb l'accés al claustre que ja estava conclòs. Encara que la majoria de les capelles corresponen a un tram de la nau que queda entre els contraforts, les dues capelles més properes a la façana occidental ocupen un espai que correspon a dos trams. Totes són rectangulars i tenen unes dimensions de 5,2 m d'ample per 6,5 m de llarg, menys les dobles que dupliquen aquesta longitud, i l'alçada en tots els casos és la mateixa de les naus laterals.
Els suports de la nau principal estan composts per pilars exempts de forma romboidal amb dotze fines columnetes separades per motllures còncaves. Aquestes, reben el pes dels arcs faixons i formers, així com dels nervis diagonals. Els pilars que se situen entre la nau lateral i les capelles no són exempts, per la qual cosa encara que similars als anteriors, en part tenen una estructura modificada. Per altra banda, les capelles dobles posseeixen un pilar exempt, que pel seu costat intern i extern, no posseeix motllures, sinó una secció semicircular.
Els arcs són ogivals, amb un apuntament molt marcat i de perfil molt motllurat.
És ressenyable l'espai de mur que queda entre els arcs de les naus laterals i les finestres de la nau central. Això es deu al fet que les finestres no poden ser més llargues donat que es troben per l'exterior amb la coberta de les naus laterals i les capelles, en ser aquestes últimes de la mateixa alçada de les anteriors. No és estrany que es doni aquest cas, però sí que ho és que aquest espai de mur buit no s'hagués solucionat amb una traceria o un trifori, la qual cosa dona un aspecte de mur pesat i una impressió negativa.

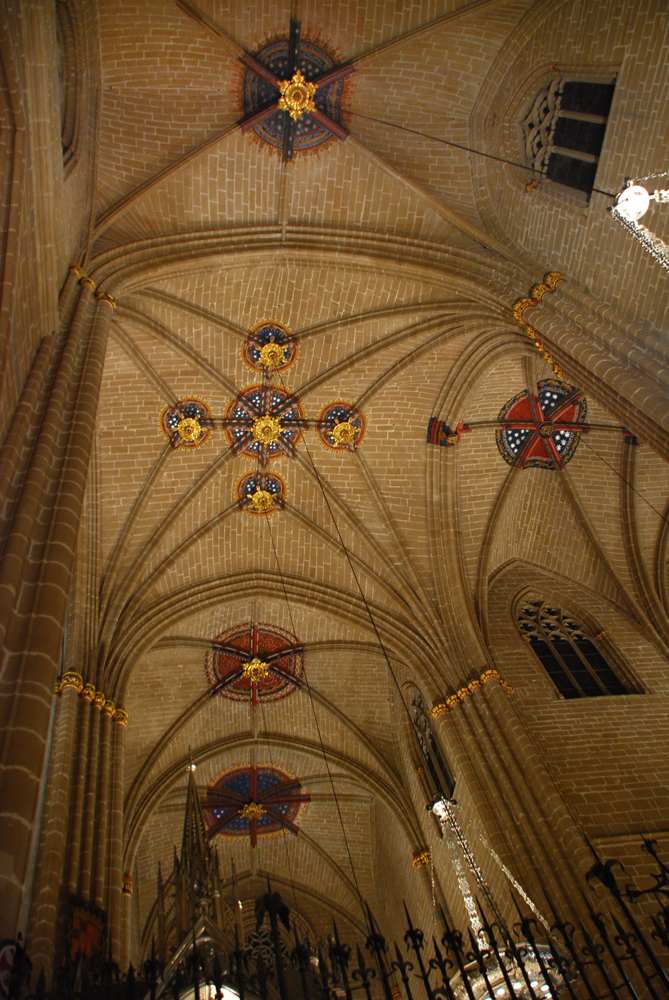
Voltes del creuer.

Les finestres de la nau central són les de major grandària. Hi ha dos per tram, a gran alçada, que són alternativament de major i menor grandària i presenten un disseny alternatiu al seu torn. Estan compostes per un arc apuntat, abotzinat, integrat per dos arquivoltes, recolzades a cada costat en sengles columnetes. La part inferior està rematada per un ampit en talús i a l'interior està dividit per dos mainells que subjecten una traceria en el vèrtex. Els dos dissenys que es repeteixen són, en els trams imparells, una sèrie d'arcs apuntats molt aguts, assecants i tangents, l'interior del qual s'omple mitjançant quadrilòbuls inscrits en cercles. En els trams parells, la traceria està formada per tres grans cercles que contenen al seu torn tres quadrats de costats corbs amb quadrilòbuls inscrits.
Les finestres de les capelles són similars encara que de menor grandària i estan dividides únicament per un mainell. Les traceries són diferents encara que constituïdes pels mateixos elements bàsics.
La catedral de Pamplona presenta una preferència pel mur enfront de l'obertura. Existeixen diferents teories sobre aquest tema, des de qüestions climàtiques i lluminoses, fins a altres més estilístiques, com la tendència en el segle xv cap a la revaloració del mur, o a la mateixa tradició del gòtic navarrès, més escàs en obertures que altres coetanis.
Tot el cos de naus de la catedral, està cobert per voltes ogivals. La nau central presenta voltes de creueria simple, barlongues, una per tram, separades per arcs faixons i reforçades per lligadures longitudinals que uneixen les claus de la volta amb l'arc faixó. L'arc ogival és de major alçada que el faixó. Tant els nervis com els faixons tenen secció triangular, aguda i motllurada. Els faixons reposen en una columneta que baixa pel mur i per tot el pilar de la nau.
Les claus de les voltes i dels faixons, estan decorades amb motius heràldics, esculpits i policromades, i al seu torn, els nervis i lligadures porten un petit escut prop de la clau però únicament policromat. Començant pel creuer es troben les armes de Carles III el Noble, reina Blanca, Navarra-Evreux, inicial de la reina Blanca, i en el cinquè tram, l'escut del bisbe Martín de Peralta. El sisè tram, en ser construït en el període neoclàssic, no presentava policromia ni escut heràldic, motiu pel qual, en l'última restauració (1992-1994) es va fer una recreació hipotètica a partir dels exemples conservats en la resta de l'església, que sí que són originals i coetanis de l'arquitectura. El més ressenyable de la decoració de les claus és que la policromia no només es va aplicar en les claus i els escuts, sinó que abasta uns 4 metres de diàmetre al voltant de les mateixes, estant per tant policromada part de la volta. Tot i semblar un fet aïllat, això era una pràctica habitual en l'edat mitjana, on es policromava la pedra, tant llisa com esculpida.
Les voltes de les naus laterals tenen una estructura similar però no estan unides les claus amb el faixó per una lligadura. Igual que la nau central, els faixons, les claus i els nervis tenen escuts heràldics de reis i bisbes i, en el voltant de la clau també es troba policromada part de la volta. Per altra banda, les capelles estan cobertes per voltes de creueria simple i les claus estan decorades, encara que no en tots els casos, amb escuts heràldics.

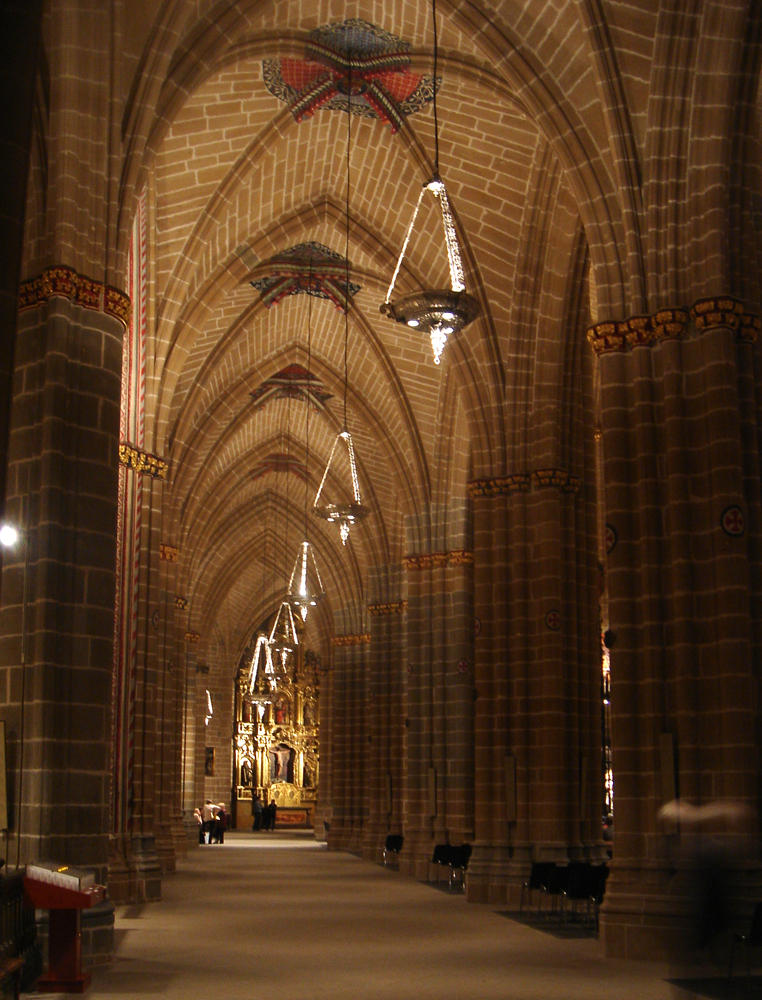
Nau lateral costat de l'Evangeli.

Com és costum, les capelles estan sota l'advocació d'un o més sants, i al llarg dels segles algunes han canviat de titularitat. Avui en dia se les coneix com (començant pels peus de la nau, costat de l'Evangeli): Capella de Sant Joan Baptista, capella de Santa Cristina, capella de Sant Josep i Sant Tomàs, capella de Sant Andreu, capella Prudenci de Sandoval (en la girola), capella del Santíssim (en el braç sud del creuer), capella de Sant Joan Evangelista i capella de Santa Catalina (ambdues en el costat de l'Epístola). Antigament la girola estava dividida en capelles (fins a 1747) i els retaules que actualment es conserven in situ així ho testifiquen. Com en l'actualitat els retaules no corresponen sempre amb una capella que ho albergui.
El creuer és quadrat, i els dos braços estan formats per dos trams cadascun, el primer és rectangular, de l'ample de la nau lateral i el següent gairebé quadrat. La volta està a la mateixa alçada que la nau central i és suportada per pilars similars als d'aquesta, però en aquest cas estan composts per setze columnetes en comptes de dotze.
Tots dos braços compten amb dues finestres disposades una enfront de l'altra en el tram més proper al creuer. L'estructura és similar a la de les finestres, però la traceria és flamígera. Dues petites rosasses perforen les parets laterals, amb una traceria flamígera, similar a les de l'ala nord del claustre.
La coberta del creuer està composta per una volta de tercelets, amb les seves cinc claus. Els trams més propers dels braços presenten una creueria simple, barlonga, reforçada per lligadura longitudinal, i els trams més externs, compten amb voltes de creueria simple, de pla quadrat i amb lligadures longitudinals i transversals. Els nervis presenten un perfil més agut i complex que els de la nau, la qual cosa s'explica perquè pertanyen a una fase constructiva posterior. Un altre fet que demostra que va ser construïda en època posterior, és l'absència de talla en les claus, encara que aquest fet és dissimulat, ja que estan tapades amb grans claus postisses de fusta daurada. Les voltes al voltant de les claus es troben novament policromades.
La capçalera de la catedral de Pamplona està composta pel presbiteri, i per una girola que fa de capelles. El presbiteri té com a planta un pentàgon irregular. La girola està composta per quatre trams, els dues centrals són hexàgons regulars idèntics, i els altres dos trams, pentàgons irregulars i desiguals entre si.

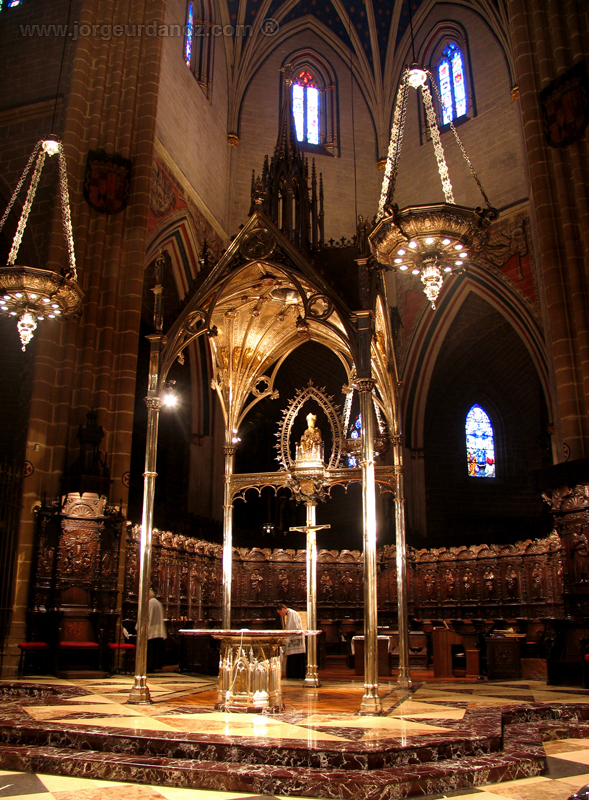
Presbiteri amb el baldaquí neogòtic i la talla de la Verge del.

El presbiteri és de la mateixa alçada de la nau central i el creuer. S'uneix a aquest per un ampli arc apuntat. Cap a la girola, trobem quatre petits arcs molt apuntats que reposen sobre tres columnes circulars amb alguna columneta adossada per rebre el pes dels arcs de la volta. Les finestres són semblants a les de la nau però amb un sol mainell, de menor grandària i amb traceries flamígeres.
La coberta és una volta de nervis de forma estavellada adaptada al pentàgon irregular. Posseeix cinc nervis principals que formen cinc plements. El nervi contigu al creuer és molt més ample que la resta perquè talla amb l'arc triomfal. Els nervis principals estan units entre si dos a dos per mitjà de tercelets, menys els propers al creuer que no són pròpiament tercelets i que tallen amb l'arc triomfal. Al seu torn, els tercelets s'uneixen mitjançant lligadures als nervis principals, formant així un estel de sis puntes. Les unions d'aquests punts estan proveïdes d'unes claus tallades amb fullatge. El perfil dels nervis és idèntic al del creuer.
El més destacable de la girola, són les dues portes d'entrada a les sendes sagristies. Ambdues tenen una estructura similar, formada per un arc canapel decorat amb fullatge naturalista, amb l'intradós ornamentat, superposat per un arc conopial amb fullatge i rematat per floró, tot això limitat als costats per pinacles caixeats. Sembla que es poden datar a la fi del XIV i originàriament estarien destinats a albergar sepulcres, però que es van eliminar per poder donar accés a les sagristies creades amb posterioritat després de la girola.
Únicament hi ha tres petites finestres en la girola. Una que conserva la traceria original sustentada en un mainell, una altra que manca d'aquesta i una tercera, amb una traceria que sembla moderna.
Les cobertes estan dividides per nervis en sis parts o en cinc, segons el tram. Les claus encara que disposades per albergar un escut heràldic, només una està tallada, mentre que la resta estan ocultes per claus de fusta com en el creuer.
La major peculiaritat de la capçalera d'aquesta catedral, és que conjumina dos elements poc habituals en les catedrals gòtiques. D'una banda, la girola que es fusiona amb les capelles, i per una altra que té un nombre parell de paraments laterals en el presbiteri, la qual cosa fa que en comptes de situar-se una obertura al fons d'aquest, hi hagi una columna.

### Exterior
El cos de naus presenta a l'exterior dos paraments diferenciats. L'inferior que correspon a les capelles i el superior que correspon a la part alta de la nau central.
Les finestres presenten el mateix esquema que a l'interior, amb la diferència que sobre l'arc hi ha un guardapols sustentat per mènsules de caps humans pel costat nord, i d'animals pel costat sud. Cada tram està separat per un contrafort senzill de forma quadrangular, cinc en el costat nord i tres en el sud. D'aquest contrafort surt un senzill boterell amb forma de cambra de cercle que es recolza en un altre contrafort igualment quadrangular. No es té certesa de si l'absència de pinacles en aquests, es deu al fet que mai van existir o que van desaparèixer. Al costat sud hi ha una petita porta apuntada tapiada.
|  |  |  |

El creuer coincideix en alçada i amplària amb el cos de naus. La façana sud només és visible en part, ja que està adossada al claustre. Per contra, el costat nord és visible en el seu conjunt. Observem una de les rosasses en la part alta, i en la baixa, la porta gòtica de Sant Josep.

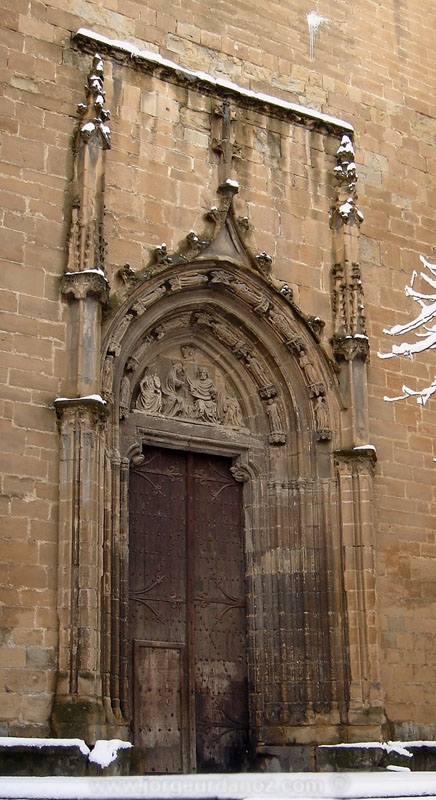
Alçat de la porta de Sant Josep,, façana nord.

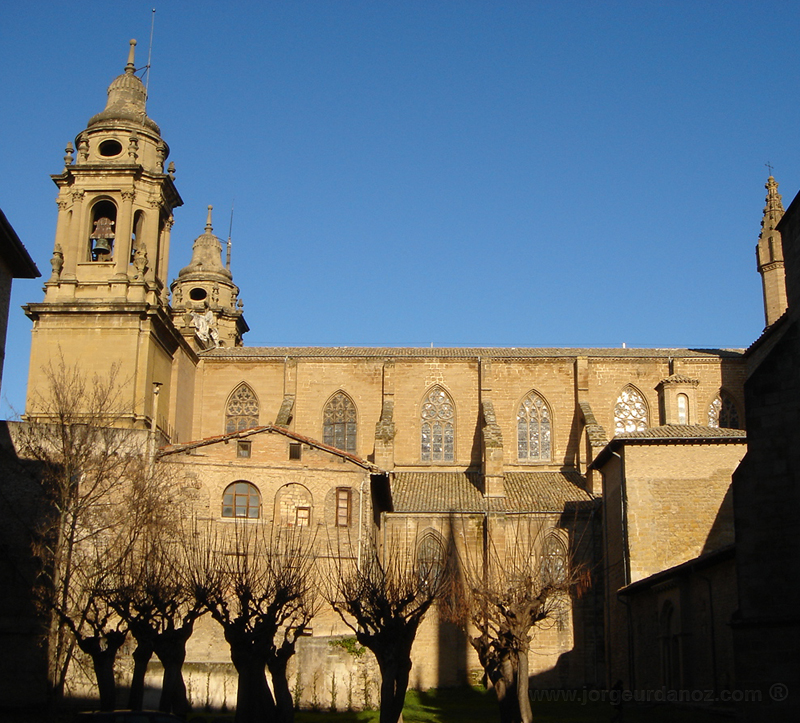
Vista exterior de la façana sud des del pati de l'Arcedinat.

Aquesta porta, de cap a 1425, s'atribueix a Jehan Lome de Tournay i al seu taller. Composta per un arc lleument apuntat amb tres bordons en els brancals i dues àmplies arquivoltes figurades. L'arc conopial coronat per un doble floró, tot emmarcat per dos desenvolupats contraforts que acaben en pinacles i protegit amb un guardapols amb motius vegetals. En el timpà es representa la Coronació de la Verge.
La cornisa del creuer presenta una consecució d'esferes, en canvi en la nau veiem un motiu vegetal. Són destacables les dues escales de cargol, una que acaba en una rematada gòtica a la manera d'un gran pinacle, i l'altra, la nord, acaba de forma abrupta, com si estigués sense acabar o hagués estat escapçada. Tenen a l'exterior planta poligonal i petites finestres al llarg d'aquestes.
Les cantonades del braç sud del creuer, acaben en forma cilíndrica a la part baixa, rematada per una filigrana a manera de corona, i d'aquí parteixen unes columnetes que presumiblement acabaven en uns pinacles.
La capçalera té en la part del presbiteri la mateixa alçada i amplària que la nau principal, creant d'aquesta manera una creu llatina. Presenta un esquema similar al de la part superior del creuer, la qual cosa vindria a quadrar amb l'etapa constructiva en la qual van ser aixecades ambdues parts. Novament dues de les finestres presenten guardapols (a diferència de les del creuer).
Els contraforts són llisos fins que arriben a l'últim tram on són motllurats. Tant aquí com en la capçalera, sabem de l'existència dels pinacles, ja que un va sobreviure als diferents avatars i es va desmuntar del seu lloc als anys 90 del segle XX per por que no es desplomi. Per tant, tots els altres es van caure, molt probablement en l'explosió del molí de la pólvora el 1756, que tant va danyar al conjunt de la catedral i especialment els seus ornaments, com vidrieres, traceries i pinacles. L'any 2011 s'han estudia les reposicions dels pinacles, que de nou decorarien l'auster exterior del temple.

### Façana
Malgrat l'ensulsiada parcial de la catedral romànica el 1390, l'església va mantenir intacta la façana, construïda en aquesta època i d'escàs valor per falta de simetria, de les torres desiguals. D'aquesta primitiva façana únicament ens queda el dibuix de la planta, en un plànol de Ventura Rodríguez de 1783, quan anava a ser substituïda per l'actual, i algunes talles que es conserven en el museu de Navarra.

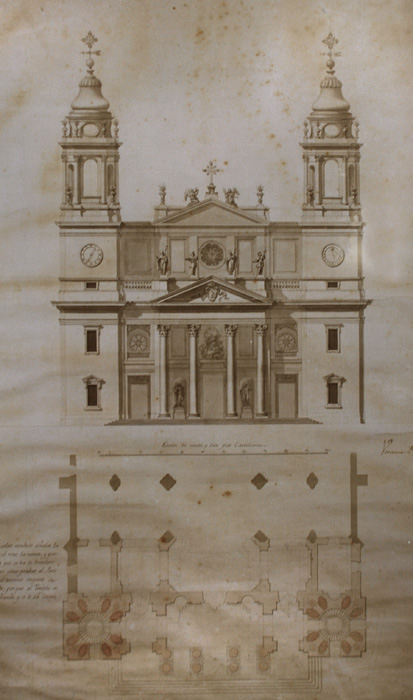
Disseny per a la façana principal de la catedral realitzat per Ventura Rodríguez.

En el segle xviii les pretensions del Cabildo de dotar d'una portada digna a l'església catedral, van veure per fi la llum. Havia estat una constant al llarg dels segles però va caldre esperar fins a finals del segle xviii perquè definitivament s'escometessin les obres. Després de rebre una sèrie de dissenys, tots ells del barroc tardà, el Cabildo va decidir demanar consell a Felipe García de Samaniego, a qui va encarregar la labor de posar-se en contacte amb la Reial Acadèmia de San Fernando, la qual va rebutjar tots els dissenys i va proposar que se li encarregués a Ventura Rodríguez, que en aquells dies era un gran exponent del nou estil academicista, així com el director de la susdita institució.
El Cabildo finalment li va encarregar el disseny i aquest va presentar l'avantprojecte de la façana que avui veiem construïda, el 5 de febrer de 1783. Va ser executada per Santos Ángel de Ochandátegui, per exprés desig de Ventura Rodríguez.
És una composició tripartida, frontis clàssic entre dues torres laterals. Malgrat ser una ruptura total amb l'interior i de tapar per complet la morfologia, no en descura ni les proporcions ni la il·luminació, i manté les rosasses per il·luminar les naus.
És una composició totalment academicista, amb un típic frontó tetràstil apariat en profunditat, lleument avançat a la resta i separat en un pòdium amb escales. Les columnes de fust llis, descansen sobre plint i basa àtica, amb capitells corintis, i suporten un entaulament amb un arquitrau, un fris llis, cornisa i un frontó de grans dimensions amb l'escut del Cabildo de la ciutat com a únic adorn.

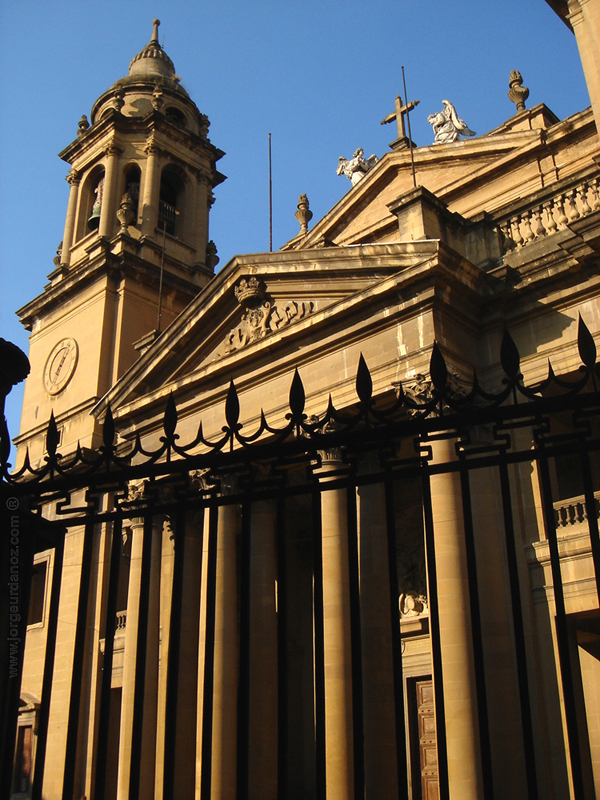
Façana neoclàssica dissenyada per Ventura Rodríguez.

Sobre aquest cos s'aixeca un segon reculat, que substitueix les columnes per pilars adossats al mur, incloent al centre la rosassa i rematat tot això per un nou frontó de les mateixes dimensions que l'inferior, sense decoració, i coronat per una creu i dos àngels a banda i banda en posició oratòria i dos flamers.
Els cossos laterals serveixen com a unió entre el frontó i les torres. Ho fan de forma senzilla, amb formes quadrangulars, en els quals el més destacable són dues baranes pètries.
Les torres estan dividides en tres cossos. L'inferior amb paraments nus i dues grans finestres, una d'elles amb frontó sobre mènsules. Rematat el conjunt amb un entaulament de cornisa volada, passa a un segon cos igualment nu amb un entaulament a la base i un rellotge de sol a la torre nord i un mecànic en la sud com a únics adorns, que encaixen amb les dimensions de la rosassa central. El tercer cos, el de campanes, té un desenvolupament vuitavat. Amb flamers en les cantonades i columnes compostes emmarcant les obertures, que estan rematats amb arcs de mig punt. Els dels angles són més petits. Sobre això un volum cilíndric envoltat per vuit flamers i damunt una rematada en forma de campana.
Aquest disseny s'emmarca dins de l'última etapa d'aquest arquitecte que havia anat abandonant gradualment el gust pel recarregat tan propi del barroc. Ell mateix destaca que la façana té els elements justs i necessaris per ser bella i destaca també la proporció de les seves parts i del conjunt.
El disseny original de Ventura Rodríguez incloïa un alt relleu de la Mare de Déu sobre la porta principal, que avui dia podem contemplar, realitzat el 1798 per Julián San Martín, així com sis escultures que mai van arribar a realitzar-se per la falta de mitjans econòmics per part del Cabildo. Aquestes eren les de Sant Pere i Sant Pau en els nínxols de l'atri, i sobre el frontó inferior, quatre escultures de sants navarresos. Totes elles subjugades a l'arquitectura, alguna cosa contrari a les primeres creacions barroques de Ventura Rodríguez.
L'atri davant la façana, que amb els típics pilars rematats amb gerros i units per reixats de ferro, tanca la plaça que delimita, va ser una idea i disseny d'Ochandàtegui, que el va proposar al Cabildo per definir i millorar l'espai davant de la nova edificació. Tota la façana, interior de les torres, casa del campaner, campanes i l'atri, està fruit d'una profunda restauració de l'any 2010. A més de la consolidació d'elements petris, substitució de parts danyades o perdudes, neteja i protecció de tot el conjunt, s'està construint un museu a l'interior del que va anar la casa del campaner per donar a conèixer millor aquesta edificació.
La façana de la Catedral de Pamplona va servir de model per al disseny de la façana de la Catedral de San Cristóbal de La Laguna a l'illa de Tenerife (Illes Canàries).

## Claustre

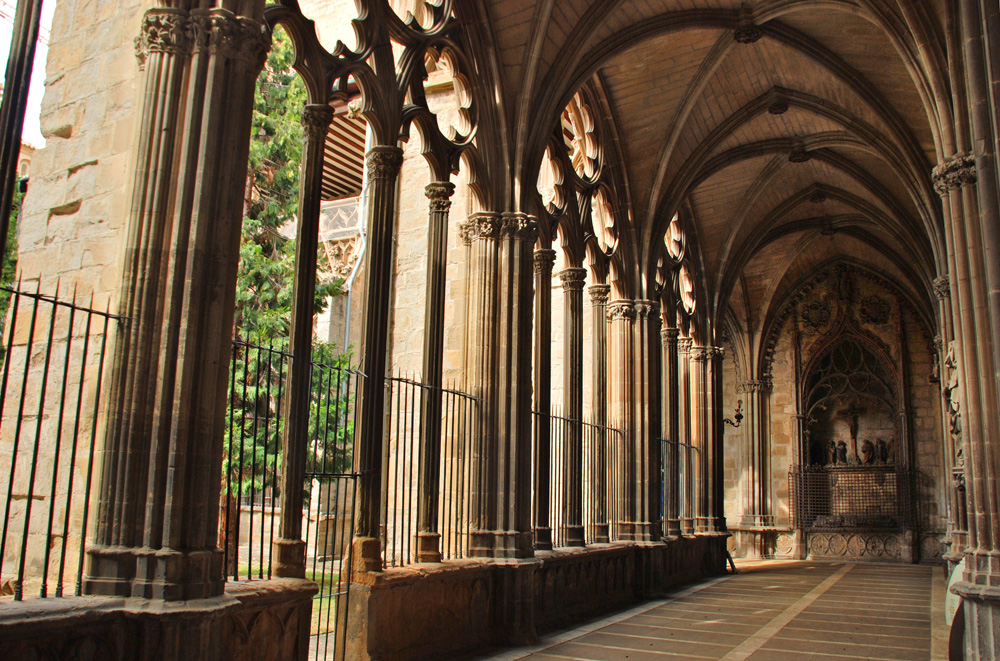
Costat oest del claustre, el més antic.

L'actual claustre va ser aixecat entre 1280 i 1360 aproximadament. És considerat un dels millors exemples de claustre gòtic de tot Europa i sens dubte, el millor del segle xiv.
Existia un altre en el mateix lloc de factura romànica, però que pel que sembla era en mal estat (especialment després de la guerra de la Navarreria el 1276), pel que sota l'episcopat de Miguel Sánchez de Uncastillo, es va reconstruir en el nou estil imperant. D'aquest claustre primitiu es conserven alguns capitells magníficament llaurats al Museu de Navarra.
Són recognoscibles tres etapes constructives, que s'atenen al seu torn a canvis morfològics i evolucions en la solució de la decoració de certs elements.
Les obres van haver de començar pel costat est, en el qual les traceries són més senzilles, i va continuar l'avanç pel costat Nord, Oest i finalment el Sud, on observem una major complexitat en el disseny d'aquestes.
És un claustre quadrat, amb un mur perimetral sobre el qual s'obren diferents portes, i a l'interior, una sèrie de finestrals d'arcs apuntats dividits per tres mainells que descansen en un sòcol i que suporten diferents traceries, separat cada tram a l'interior per un contrafort rematat en pinacle, i sobre els arcs, la majoria d'ells presenta un gablet que sobresurt del mur. Cada costat del claustre té sis trams que donen al jardí interior d'aquest, units tots ells en les seves cantonades per un tram compartit entre cada dues galeries, amb la peculiaritat que entre la Sud i l'Oest es troba un tram inserit a la zona del jardí que alberga un lavatori. Per tant, sense explicar aquest tram, ja que no forma part de les galeries, tenim un total de 28 trams en total.
En els mainells de les finestres s'endevina una influència probablement de Normandia. Es va començar per l'ala est. El disseny de les seves traceries és el més antic, i la qualitat de les seves talles difereix, la qual cosa fa suposar el pas per diferents mans. Les claus mantenen una unitat fins a part de l'ala Nord, en les quals emmarcades en una orla, veiem al·lusions a treballs relacionats amb els diferents mesos de l'any. Els carcanyols del costat Est no es van realitzar fins a anys després, quan tota ella ja havia estat conclosa, per homogeneïtzar-ho amb el nou disseny de la resta dels trams.

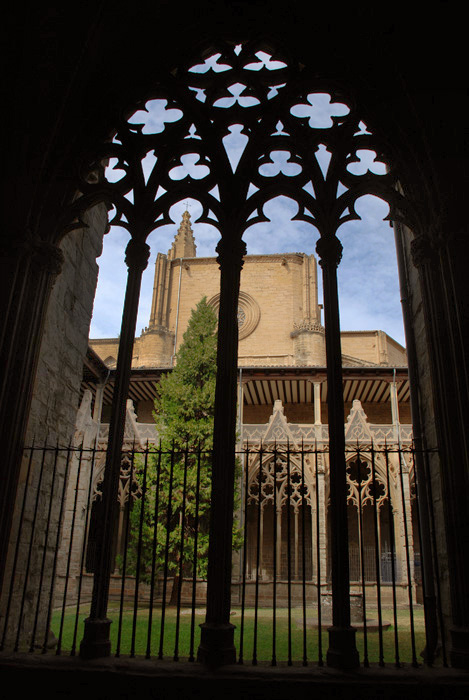
Traceria del costat sud del claustre. Al fons, el costat nord del mateix i la façana sud de la catedral.

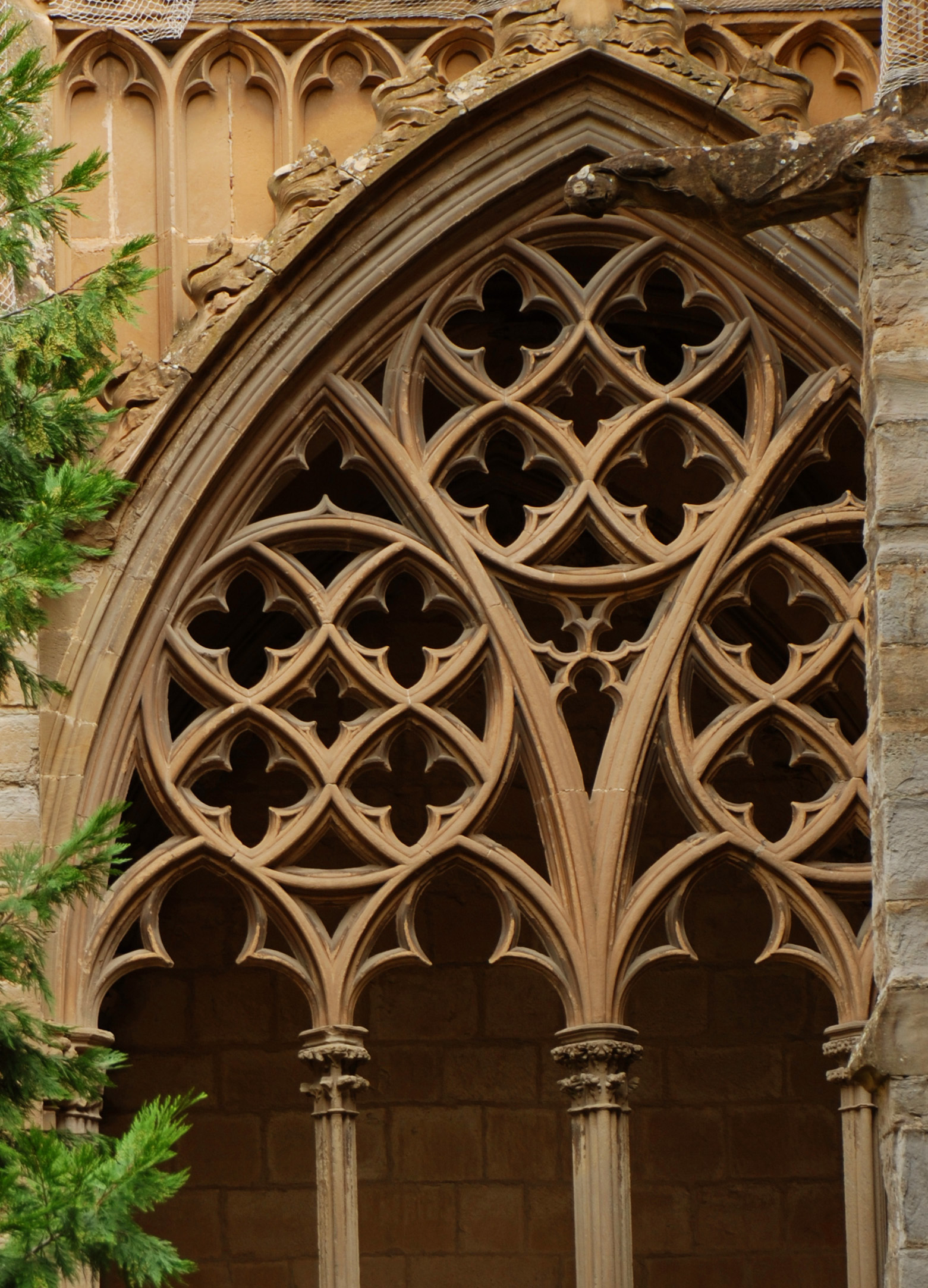
Detall de la traceria d'un tram de la galeria oest.

A la segona etapa es deu l'execució final del tram nord i del tram Oest amb el lavatori. Així mateix cal pensar que són d'aquesta mateixa època les portes del Refetor, que es va construir el 1330, i la de l'Empara, que donava accés a l'església. Aquesta última està flanquejada per belles traceries adossades al mur. Per tot el mur interior recorre un sòcol d'igual estil que el que es troba sota les finestres. En aquest tram hi ha un lleuger canvi en el disseny dels pilars i també canvien els dissenys de les claus.
Les traceries de l'ala Nord, alternen el disseny de l'Aquest amb un altre més complex. A més, estan rematades amb un gablet que vola per sobre de les voltes. El tram Oest presenta una mateixa traceria amb una característica forma de creu al centre, i gablet per sobre de la volta, igual que el tram Sud. Aquest últim pertany a la tercera etapa de construcció del claustre. S'observa l'enrevessament de les formes, amb més finor i complexitat en el conjunt de les traceries d'aquest costat.
Una quarta etapa vindria a suposar l'adequació de parts ja acabades, així com la unificació de certs dissenys decoratius, encara que l'estructura del claustre ja era acabat.
Els capitells presenten dos tipus diferenciats de representacions, d'una banda les figuratives i per un altre les vegetals. Pel que fa a les figuratives, en les ales Nord i Est, abunden els capitells historiats amb animals reals o fantàstics i personatges de la vida religiosa o profana, moltes vegades acompanyats de dissenys vegetals.
Les voltes de les naus són de creueria simple, separades per arcs perpianys apuntats. En el centre, així com en els arcs faixons, trobem claus, gairebé totes tallades i policromades.
No se sap quan es va dur a terme, però va haver de ser al segle xv quan es va aixecar el sobreclaustre. Per això es van suprimir els pinacles que es trobaven sobre els ampits. Únicament es van substituir les rematades per unes pilastres acanalades a manera de prolongació del fust. Es van elevar els murs laterals i es va cobrir tot amb un lleuger forjat de revoltons de fusta. Aquest sobreclaustre, malgrat que hagi canviat la morfologia del disseny original de forma irreversible, ha contribuït en bona manera a la conservació del conjunt.

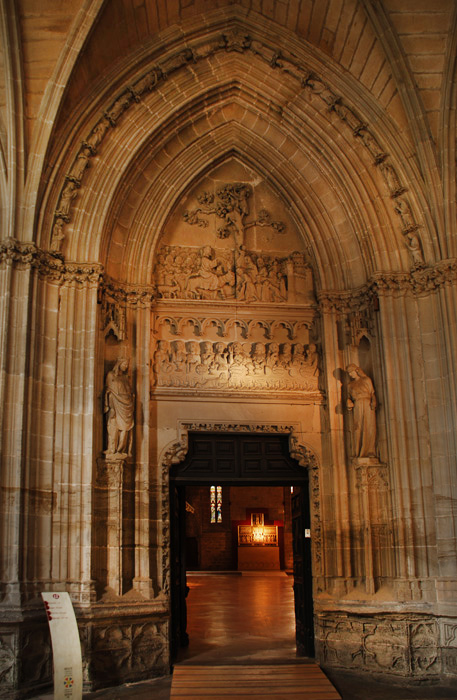
Porta del Refectori.
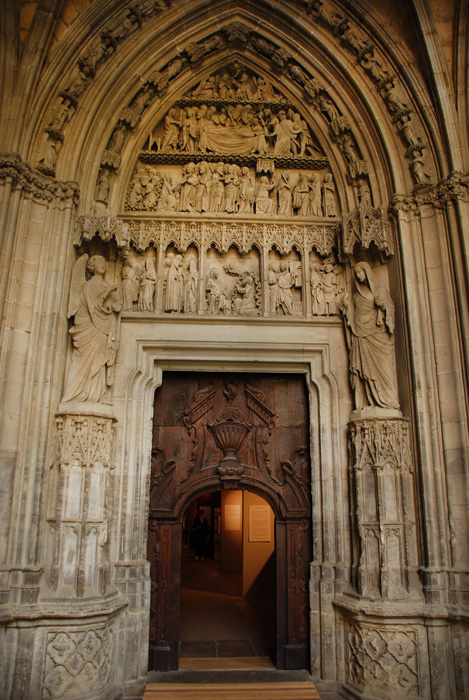
Porta Preciosa (dormitori).
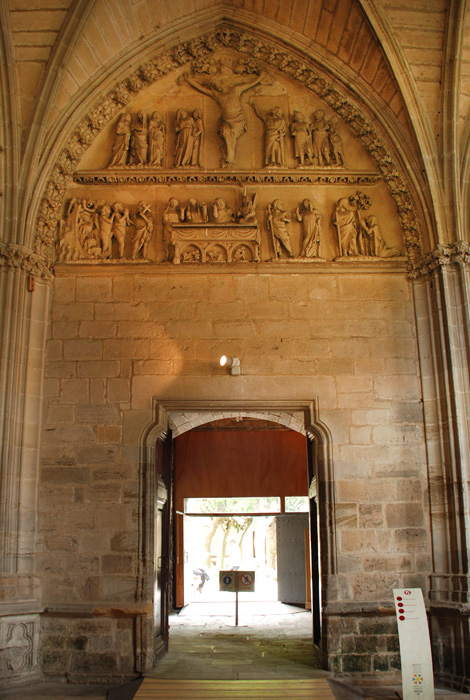
Porta Ardiaconat (accés).
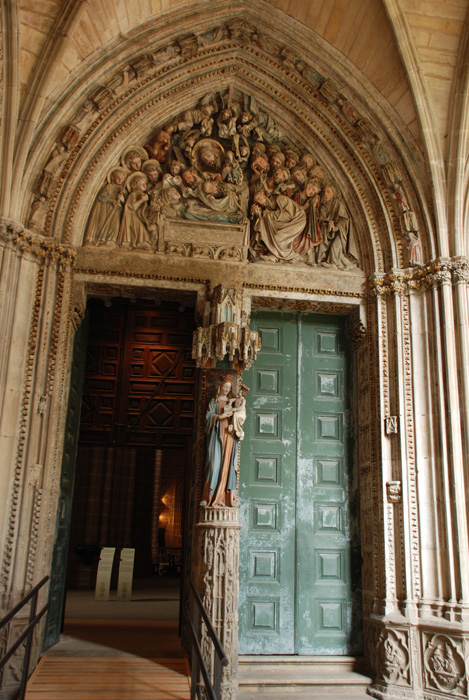
Porta de l'Empara (església).

Encara que no es troben in situ avui dia, són molt destacables les pintures murals que decoraven certs paraments del claustre i que ara es poden contemplar en el Museu de Navarra. Una representació de l'Arbre de Jesé del segle xiv, que ocupava tota la paret del tram oposat a la porta de l'Ardiaconat, i una imatge del judici final que es trobava dins del nínxol del sepulcre de Sánchez de Asiaín. Així mateix, podem veure encara en el mateix claustre la policromia de les claus, així com restes sobre el relleu de l'adoració dels Reis Mags, en alguns arcs adossats al mur, en els sepulcres de Sánchez de Asiaín i els Garro (aquest últim manté gran part d'aquesta policromia) i en un dels plements del tram contigu a l'anterior sepulcre del bisbe, hi ha una pintura mural que representa les armes dels Evreux, que conjuminen les flors de llis i les cadenes de Navarra. En un altre dels trams veiem uns plements decorats amb una volta blava estavellada. També és destacable la policromia sobre les talles de la porta de l'Empara, especialment sobre els rostres dels personatges del timpà, als quals confereix gran expressivitat i realisme.

## Dependències claustrals
Entorn del claustre, se situen una sèrie de dependències que al llarg dels segles han servit per al funcionament de la vida regular en la qual vivien els canonges, així com altres dependències i capelles necessàries per al culte ordinari a l'església catedral.
|  |

### Capella Barbatzana

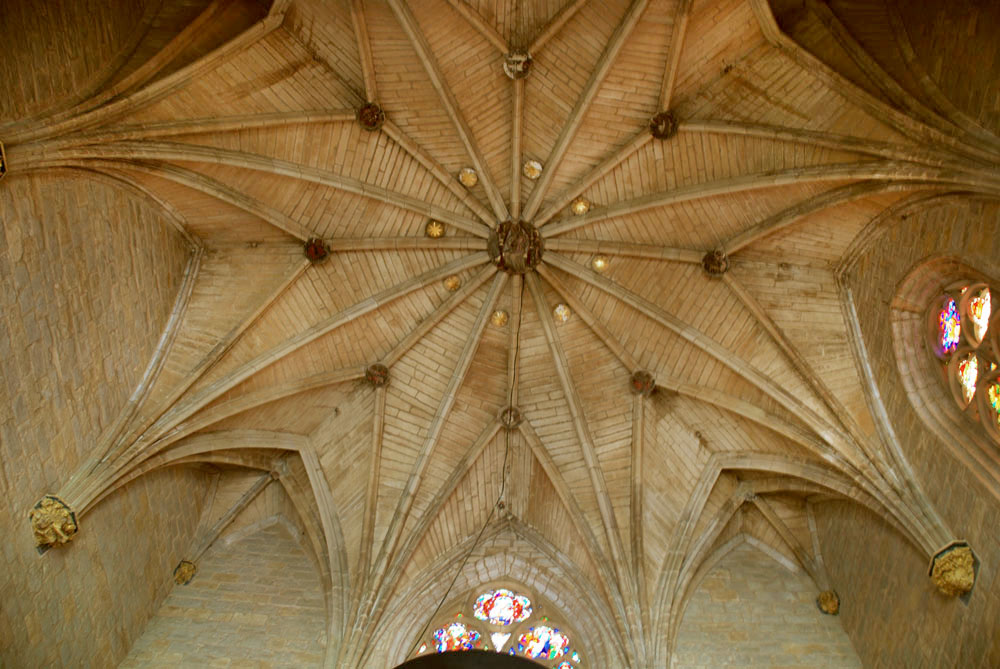
Volta en estrella de la capella.

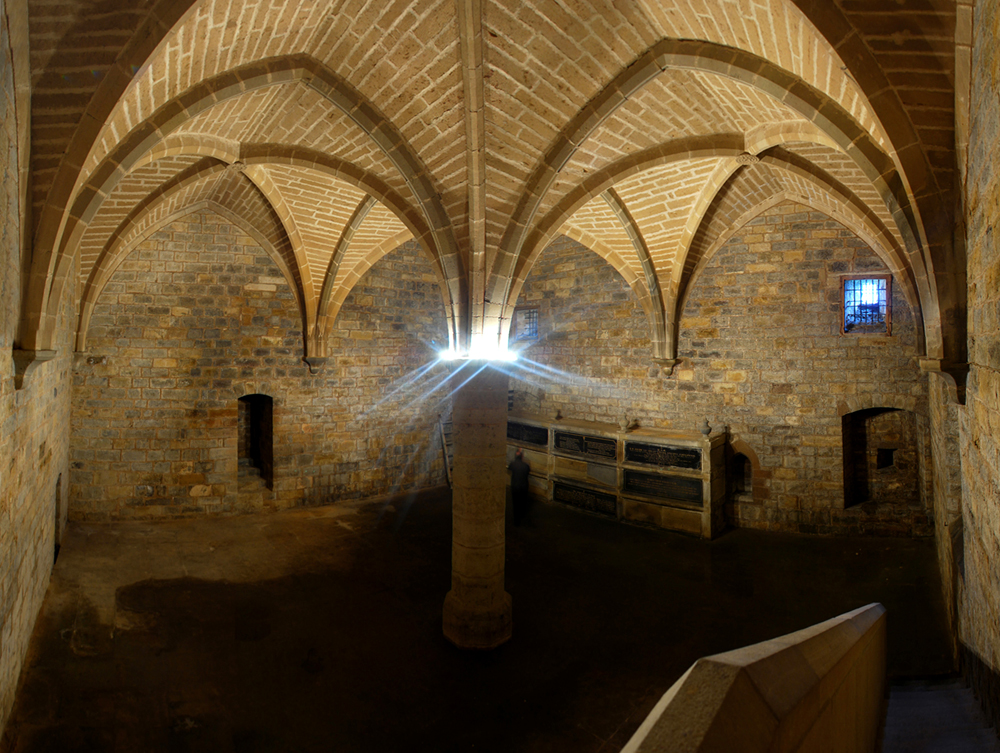
Fotocomposició de la cripta.

Encara que les primeres dades documentals sobre la construcció són de 1378, per la disposició, unió amb el tram est del claustre (on es troba) i mateix treball en la decoració, cal pensar que es va començar al mateix temps o proper al començament de les obres del claustre gòtic, a la fi del segle xiii. Actualment i des de fa diversos segles, serveix com a capella i alberga el sepulcre del bisbe Arnaldo Barbazán (que en va promoure la construcció). Però en origen, per la situació en el claustre, la sumptuositat i per la disposició de porta i finestres en el mur que dona a aquest claustre, és clar era la sala Capitular i seu judicial.
Consta d'una cripta i sobre ella la capella pròpiament dita, que s'hauria creat per salvar el gran desnivell del terreny. És de base quadrada, amb un pilar octogonal al centre amb capitell llis del que parteixen vuit arcs que divideixen la volta en quatre trams de creueria simple. Aquests se situen a uns 6 m. del sòl. Actualment serveix com a enterrament i posseeix diferents nínxols adossats al mur en el qual descansen diversos bisbes de Pamplona.
A l'estada a nivell del claustre, damunt de la susdita cripta, on es troba la capella, s'accedeix des del claustre per una àmplia porta flanquejada per dos grandiosos finestrals decorats amb fines traceries, cosa molt usual a les sales capitulars construïdes en aquest segle. A l'interior hi ha una planta quadrada que a certa alçada passa a ser octogonal per mitjà de la inserció de trompes d'angle.
Està coberta per una volta d'estel de vuit puntes, amb un intricat conjunts de tercelets, lligadures i nervis, units en alguns casos per vuit petites claus i en el qual destaca la clau central amb un relleu policromat de la Verge. La volta descansa sobre unes mènsules adossades al mur que representen animals. En els murs ens trobem dos grans finestrals, un enfront de la porta, i un altre en el costat de llevant. Tots dos en la part central i a una considerable alçada.
A l'exterior ens presenta com una potent torrassa prismàtica de quatre cares, amb robusts contraforts (dotze), rematats per unes piràmides a manera de pinacles, destacant un per ser més grans i alts, que alberga a l'interior l'escala de cargol. La capella està rematada entre els contraforts amb una airosa galeria d'arcs apuntats sota una teulada, encara que en el seu moment havien d'estar a l'aire lliure, el que es dedueix de la disposició dels elements.
Antigament a l'interior hi havia un retaule manierista que ara és a una església madrilenya, i dos retaules laterals que avui són a l'interior de la catedral. Se'l va reemplaçar per la Verge del Consol, una talla gòtica del primer terç del segle xiv, procedent del Refetor.

### Refetor

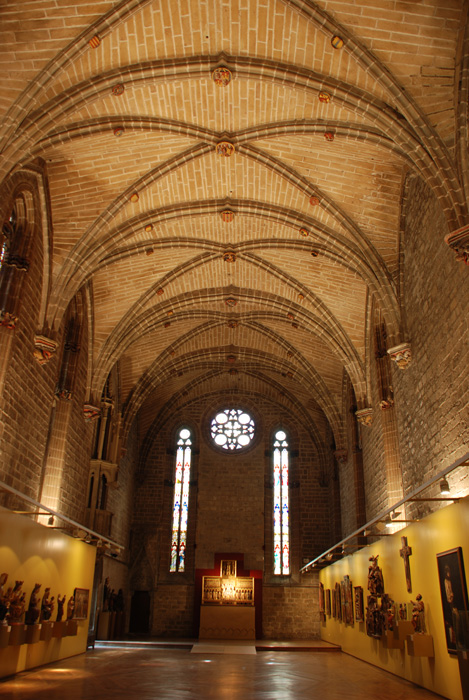
Refectori.

El refetor és al costat sud del claustre, oposat a l'església. Va ser construït entre 1328 i 1335. Està format per una única nau rectangular de 31 m. de llarg per 10,5 m. d'ample i 13 m d'alçada, coberta d'una sola volta de creueria simple, amb claus decorades i amb escuts heràldics tant en les voltes com en els arcs faixons. Igual que en la nau de la catedral, presenta uns petits escuts en els nervis, i en aquest cas també en els nervis dels arcs faixons.
Té cinc portes, i la més important és la que l'uneix amb el claustre. Aquesta porta ocupa tota l'obertura, amb arquivoltes figurades, timpà esculpit amb una representació de l'Últim Sopar (tema que es relaciona amb la funció de menjador de l'edifici) i escultures a banda i banda en els brancals.
A l'interior hi ha vuit llargs i estrets finestrals amb vitralls, a més d'una rosassa. Les finestres tenen la peculiaritat d'estar dividides en dos trams de forma transversal, cosa molt poc usual i que alguns autors atribueixen a un origen anglès.
Tant les mènsules que sustenten la volta, com els capitells de les finestres, estan profusament decorats amb talles d'animals i personatges.
Com és habitual en aquesta mena de dependències, posseeix un púlpit adossat al mur, (encara que l'única cosa que conserva de l'original és la consola) des del qual un dels canonges feia lectures de l'Evangeli mentre la resta menjaven.
Un element que ens recorda el seu origen com a menjador, és un petit buit situat en el mur occidental, d'arc de mig punt amb intradós trilobulat, que servia per comunicar directament la cuina amb el refetor i poder així passar els aliments d'un costat a un altre.
Sobre la paret del fons es trobava una magnífica pintura mural del segle xiv que actualment es conserva en el Museu de Navarra i que representa escenes del Calvari de Crist, acompanyades d'una interessant representació heràldica. Aquest mateix motiu heràldic es repeteix en les claus i els escuts dels nervis de la volta, encara que no en tots, ja que s'alternen amb altres claus de motius religiosos. Totes elles estan ricament policromades, així com els capitells.
Amb la desaparició de la vida monacal en la catedral, aquest edifici va esdevenir obsolet i després d'unes reformes al segle xix, va ser transformat en capella. Actualment recull part de les peces del Museu Diocesà.

### Sala Capitular

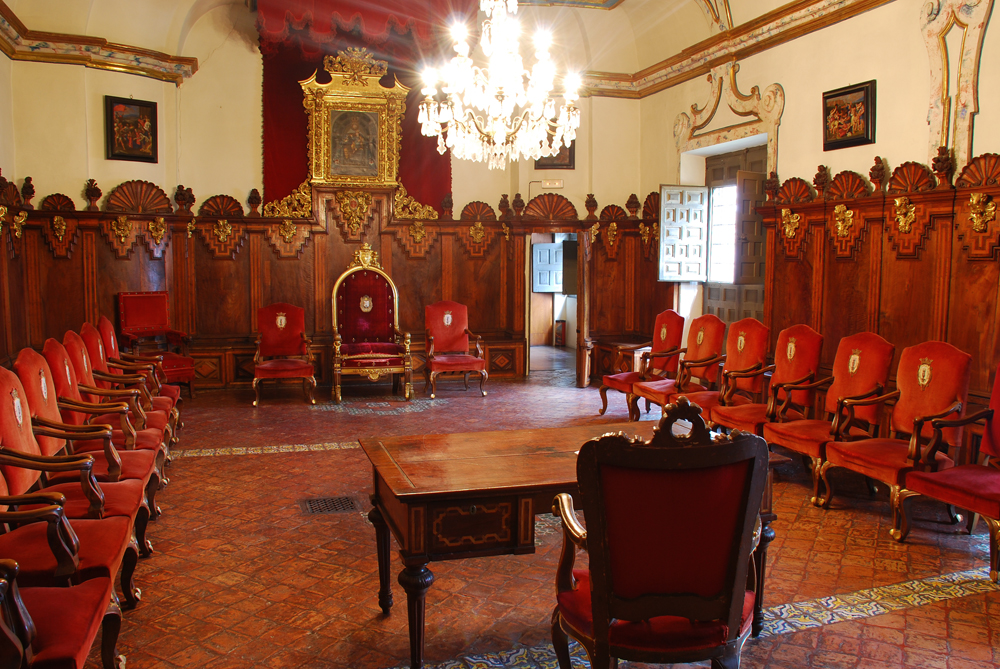
Sala Capitular.

Realment es troba en la part posterior de la capçalera de l'església i no en el claustre com és habitual en aquest tipus de dependències, però pel seu caràcter d'edifici claustral, se cita en aquest apartat.
Es tracta d'una sala rectangular situada entre les dues sagristies, que comunica amb ambdues per mitjà de sengles sales de pas, la que connecta amb la sagristia rococó alberga al seu torn dues petites capelles. Està coberta per una volta d'artesa amb compartiments decoratius. Té una disposició és nord-sud, que la situa de manera transversal a la nau de l'església.
Es va inaugurar el 17 d'octubre de 1727. El 1765 es va manar decorar al gust rococó perquè no desmereixés a la recentment redecorada sagristia. Es van pintar i van daurar elements, es van afegir talles rococó i es va afegir un bell dosser.
L'estada s'il·lumina per dos finestrals oberts en el costat de la muralla. Al llarg de la paret, existeix un banc corregut en el qual es disposaven els seients, encara que actualment els canonges utilitzen cadires. El sòl de taulells és coetani a l'obra de l'estada.
La butaca episcopal que hi ha sota el dosser, va ser utilitzada el 1982 pel papa Joan Pau II quan va visitar el castell de Javier.

### Sagristies

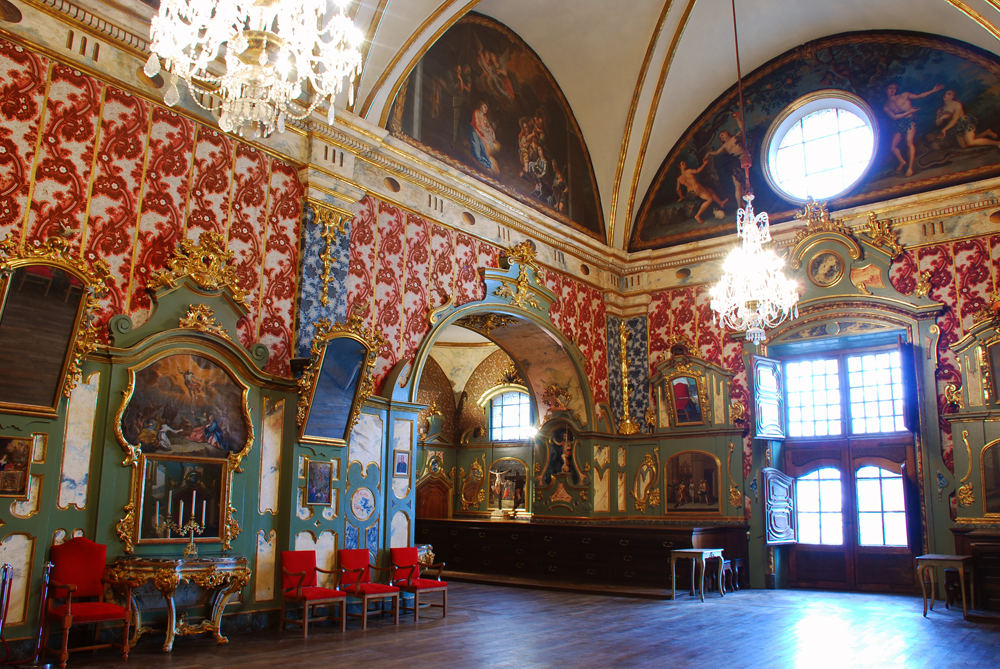
Sagristia dels Canonges.

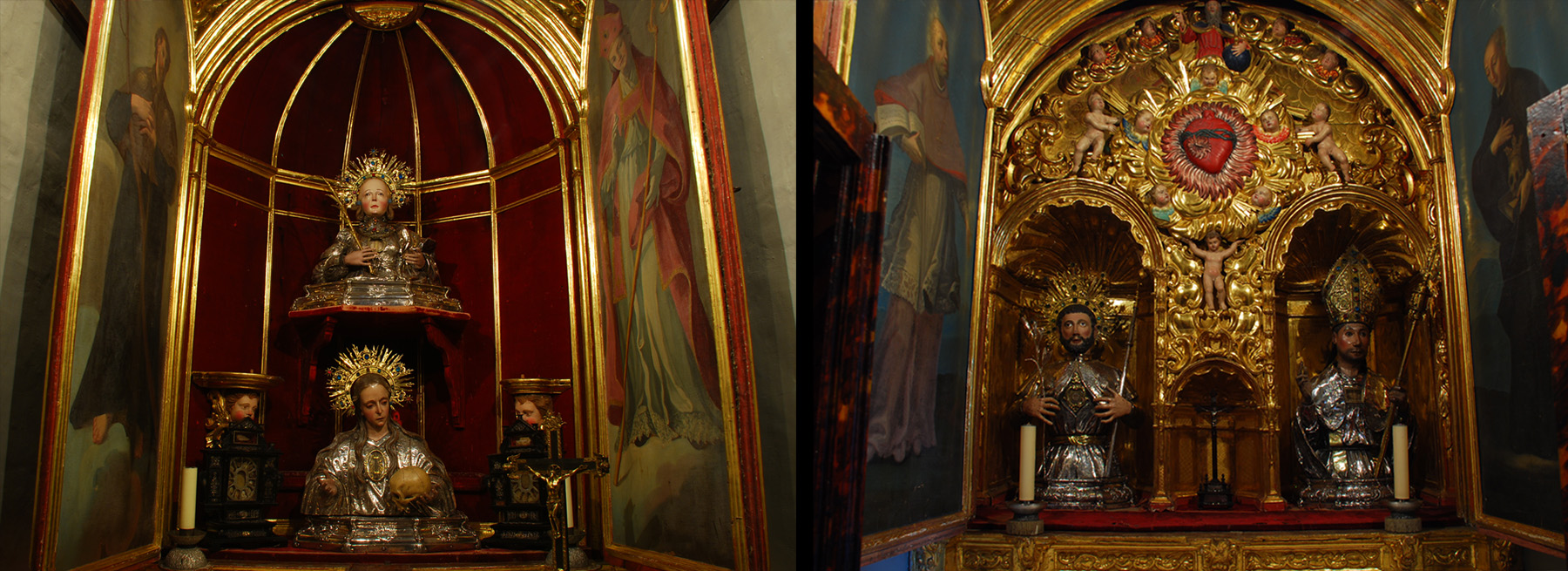
Capelles laterals en el tram d'accés a la sala Capitular.

La catedral posseeix dues sagristies situades després de la capçalera de l'església, a banda i banda de la sala Capitular anteriorment citada, la sagristia dels Beneficiats (o Capellans) i la dels Canonges (o Major). Ambdues van ser decorades al segle xviii.
La dels Beneficiats, respon al típic exemple de sagristia del barroc hispànic que hereta el model renaixentista de Covarrubias. És un gran rectangle sense fornícules que conté calaixeres als costats llargs, i un gran finestral i la porta d'accés des de l'església en els costats curts. Coberta amb una volta de canó amb llunetes, dividida en tres trams per arcs faixons, amb una decoració molt senzilla, reservada gairebé en exclusivitat als llenços que pengen de les seves parets.
La sagristia dels Canonges per contra, és un magnífic exemple del rococó. Encara que l'edifici original és del segle xvi, la posterior decoració del segle xviii en va canviar totalment l'aspecte original. De grans dimensions, disposada de forma rectangular amb volta de creueria en dos trams, té als peus, on hi ha el finestral, dos annexos laterals de menor grandària i alçada acollits per cúpula sobre petxines, igual que en el costat oposat a la finestra, en el qual un annex de forma ovoidal allotja a l'interior una font de marbre barroca. Les parets de la sagristia estan decorades en seda granada i blava, amb formes vegetals, i sobre elles pengen miralls, coures i llenços. La part baixa imita marbres i acull fornícules i reliquiaris. Al fons, als costats de la finestra es disposen unes curvilínies calaixeres. En la part alta dels murs s'allotgen sota la volta uns grans llenços de Pedro de Rada de 1762. Com a rematada, l'estada està adornada amb consoles, canelobres i dos llums d'aranya. Aquesta capella té accés directe al claustre, a la Barbazana, a l'església i a la sala capitular. És enmig d'aquest últim accés on trobem dues petites capelles laterals amb taules pintades i quatre busts reliquiaris.
A les dues sagristies s'accedeix des de l'església per sengles portes gòtiques, que realment són antics sepulcres reutilitzats per a aquest fi, i que repeteixen l'esquema dels altres coetanis que es troben en la catedral i es tracten en l'apartat de sepulcres.

### Cuina

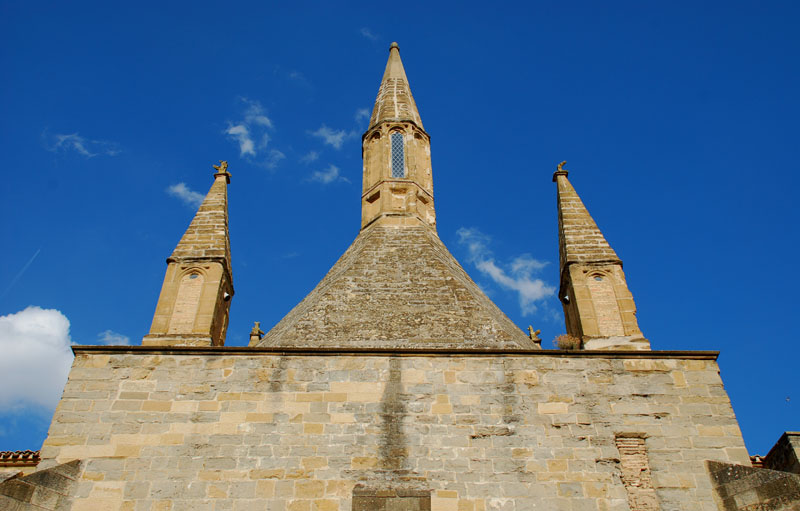
Vista exterior de la cuina.

Adossada al mur occidental del refetor, es troba, com era costum, la cuina. És d'excepcional bellesa i un dels tres exemples supervivents d'aquest tipus d'edificacions en tot Europa. Està formada per dues estades, l'avantcuina, d'una amplària que correspon al primer tram del refetor, de planta rectangular i coberta de fusta, i per la mateixa cuina, que té una longitud equivalent al segon i tercer tram del refetor. La coberta és l'element més singular d'aquesta construcció. Serveix al mateix temps de coberta i xemeneia i té una volta troncopiramidal, de vuit draps sustentats per trompes. Part dels elements propis d'aquesta estructura canvien de disposició, per poder escometre la funció de xemeneia, com la creació de buits perquè pugui sortir el fum.
A l'exterior se'ns presenta com un volum prismàtic coronat per una piràmide de vuit cares, rematada per una llanterna que fa de xemeneia, rematada per un con de vuit cares. Així mateix, altres quatre llanternes (aquestes de secció quadrada), rematen les quatre cantonades de l'edificació.
L'alçada total que aconsegueix aquesta edificació és superior a la de la nau central de l'església (per tant major als 25 metres).

### Dormitori

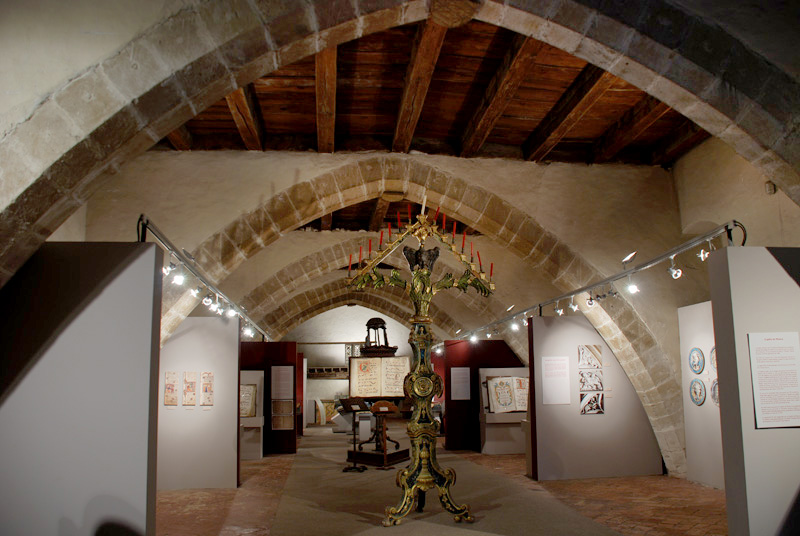
Interior de la part inferior del dormitori.

Com a conseqüència del manteniment del règim de vida regular del capítol a la catedral fins al 1860, s'ha conservat aquesta dependència comunitària, que a més sembla l'únic exemple que se'n conserva, la qual cosa dona una idea de la seva importància.
És al costat sud del claustre, paral·lel al refetor. Està datat entre 1408 i 1419, quan vicari Lancelot de Navarra, fill de Carles III hi era vicari. Consta de dues altures, i va substituir un anterior manat construir en temps d'Arnaldo Barbatzan, a principi del segle xiv. La idea de posar una doble alçada és perquè en estar allunyats del sòl, les camarilles en les quals es dividia, siguin més confortables i menys humides.
La part baixa està composta per cinc arcs diafragma apuntats, amb l'escut de Lancelot de Navarra en la clau. És una estada austera, ja que únicament serveix com a base al dormitori pròpiament dit.
Sobre una coberta de fusta, es troba el dormitori. Actualment no es conserven les divisions de les camarilles, però sí els arcs diafragma que sostindrien la coberta.

### Cilleria

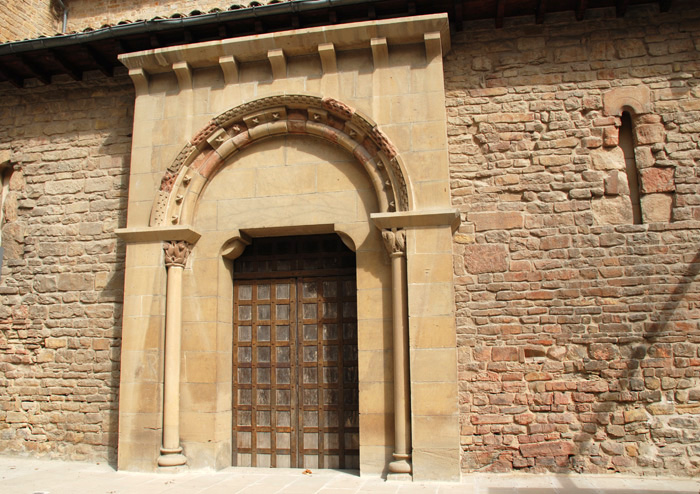
Exterior de la cilleria i la porta romànica reconstruïda.

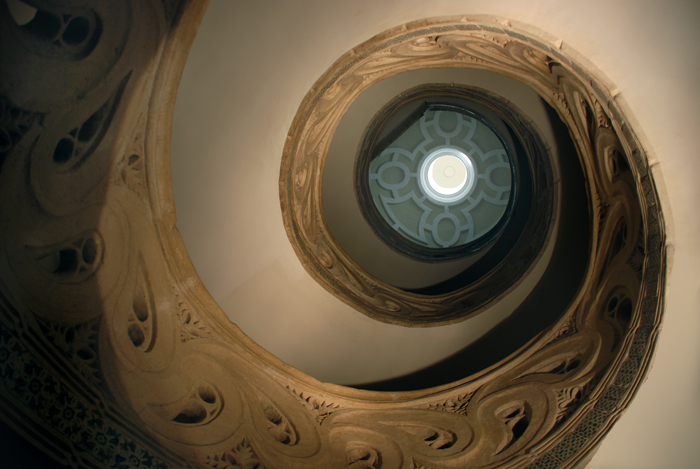
Escala de cargol d'accés al sobreclaustre.

La cilleria és un dels pocs vestigis romànics que queden en peus. És una edificació estreta i llarga, que en origen tenia dues altures, encara que avui no existeix tal divisió. Antigament, servia com a magatzem i rebost pel capítol. Té murs gruixuts de carreus, i unes petites finestres en el mur occidental a manera de sageteres. En tots dos extrems presenta dues torrasses quadrades, en un, que ara està recrescut amb maó, es troba la magnífica escala de caragol d'accés al sobreclaustre, i en l'altre les portes que comuniquen el claustre amb l'exterior de l'edifici.
A la meitat del drap del mur exterior de l'edifici, hi ha una porta formada per un arc de mig punt amb tres arquivoltes, una amb escacat, la segona amb estels i la tercera i més interior, llisa. L'arc recolza en dues columnes amb sengles capitells llaurats amb motius animals. Aquesta porta ha estat fruit d'una profunda reconstrucció a l'entorn de 1940. en la qual es van eliminar totes les parts molt danyades i es va tornar a aixecar on es trobava però a un nivell superior, incloent parts tallades de l'original romànica que eren en millor estat, com a part de les arquivoltes i els capitells de les columnes que la flanquegen.
L'escala del sobreclaustre és helicoidal, amb un ampli ample d'esglaó, de suau pendent amb un ull central d'inusitada grandària (gairebé dos metres), sense cap suport més que el mateix mur dins del qual s'hagi inscrit. Descriu una hèlix de quatre passos, ja que dona quatre voltes completes. No són habituals les escales de caragol amb ull, ja que encara que faciliten la il·luminació, en dificulten la llaura.
Es troben pocs exemples d'aquest tipus anteriors al segle xiv, encara que en segles posteriors són més habituals en esglésies de tot Europa, així com en les espanyoles.
La decoració es reserva al passamans que recorre tota l'escala i en el qual veiem un dibuix flamíger d'escàs calat, rematat en l'inferior per unes olambrilles mudèjars entre restes de marques. És probable que a l'origen fos decorada amb més color igual que els murs, que avui veiem nus. Aquesta muralleta recorda als treballs mudèjars aragonesos.
Es remata l'escala amb una cúpula sobre petxines simples decorada amb cintes i draps, sobre la qual descansa una llanterna que il·lumina l'estada. De factura posterior a l'escala, cal pensar que en el seu moment aquesta rematada seria més petita i coberta amb un ric artesonat més d'acord amb l'estil de la muralleta.
En l'actualitat, la cilleria conté part de les peces del Museu Catedralici Diocesà, en concret les de major valor, l'orfebreria i talles d'ivori.

### Capella de Sant Jesucrist

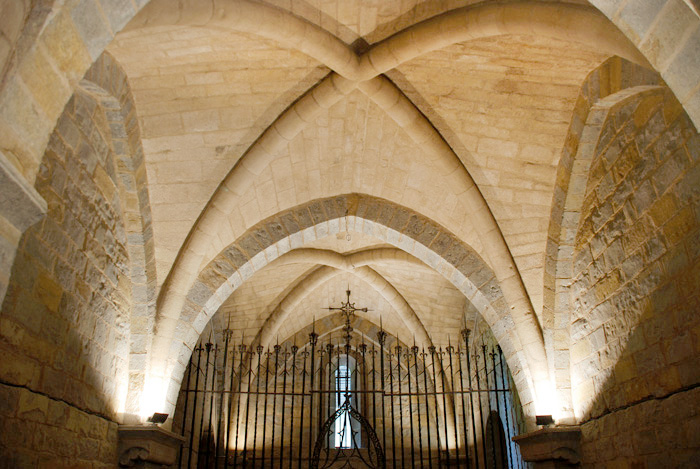
Capella de Sant Jesucrist.

En el costat més oriental del conjunt catedralici, després del dormitori, es troba la capella de Sant Jesucrist o la capella de Pedro de Roda. D'estil romànic, datada a la fi del segle xii, és una de les edificacions més antigues que es conserven.
Està formada per una sola nau de dos trams i capçalera recta. La coberta és de volta de creueria. Els trams estan separats per un arc faixó lleugerament apuntat que descansa sobre uns capitells de modillons en rotllo, i la separació amb la capçalera presenta dues columnes llises amb basa senzilla i capitell sense decorar.
Conserva dues portes d'accés a banda i banda de l'últim tram. La porta nord presenta llinda en arc de mig punt amb un senzill fris que ho emmarca. Aquesta porta comunica amb el dormitori baix.
Una reixa gòtica, divideix els dos trams de la nau. Té una tipologia      similar als tancaments laterals del presbiteri, encara que de menor alçada i presenta una major decoració sobre la llinda de la porta, així com una rematada en forma de creu.
Es creu que aquesta construcció formaria part d'un palau real i episcopal que es trobava en aquest costat del conjunt catedralici.

### Biblioteca Capitular

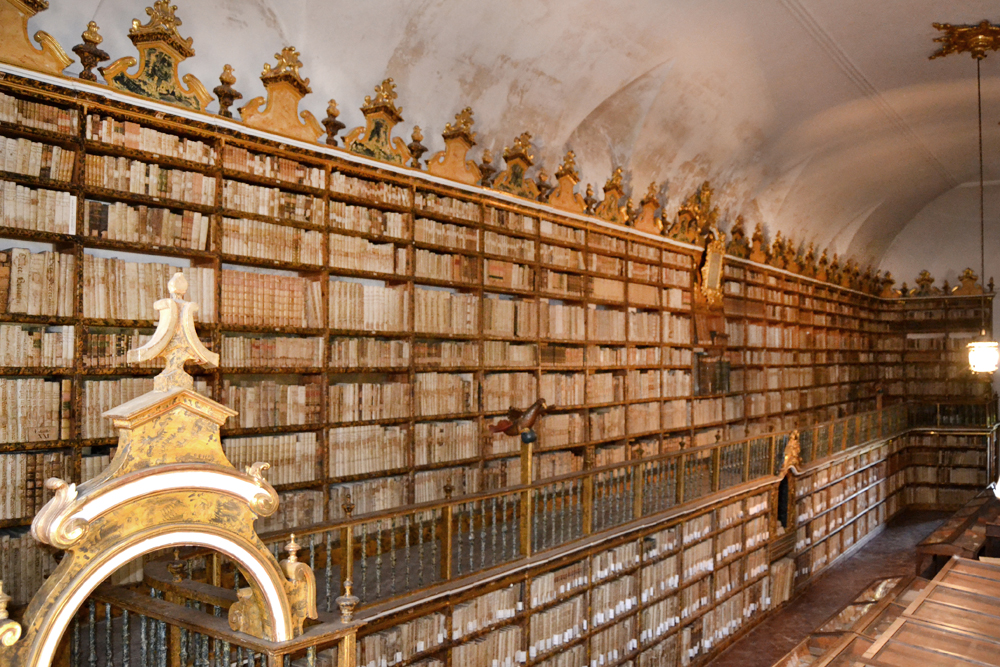
Vista parcial de la Biblioteca Capitular.

En ple segle de les llums, l'any 1760 el cabildo mana construir una gran biblioteca que recollís tots els documents que posseïa i que havien anat peregrinant per diferents estades.
Es va decidir aixecar l'edifici entre l'angle sud-est del refetor i el sud-oest del dormitori. Té 25 metres de llarg per 8 d'ample, i està il·luminada per uns finestrals en un dels costats, mentre que en l'altre es disposen dos pisos de prestatgeries, tot això realitzat amb fusta del Roncal. El pis superior consta d'un passadís amb balustrada i les prestatgeries estan rematades amb adorns rococó, tot això sobredaurat.
Al final de l'edificació, es va construir sobre la capella de Sant Jesucrist una terrassa coberta en el mateix lloc d'una altra ja existent.
Avui dia es poden fer consultes en l'Arxiu i Biblioteca Capitular de Pamplona, que entre les seves parets alberga 135 còdexs, 141 incunables i més de 15 000 volums antics i històrics, als quals recentment s'han sumat 8000 volums de l'anterior arxiver-bibliotecari.
La peça més antiga que alberga l'arxiu és un document de l'any 829, recollit en el Llibre Rodó, del segle xiii. Entre les altres obres destacables es troben el missal de Pamplona, els breviaris medievals dels segles XIV al XV, l'evangeliari del segle xiii, la Bíblia hebrea amb masorts zoomòrfiques (segle xv), i el Comentari a l'III Llibre de les Sentències de Tomàs apòstol.

## Arts sumptuàries i béns mobles
En aquest apartat es recullen els diferents objectes i peces associades al culte (en ús o desús), així com totes aquelles obres adquirides amb la finalitat d'enriquir l'interior del conjunt d'edificis catedralicis.
El museu Catedralici Diocesà de Pamplona, que ocupa part de les dependències del monument, conserva gran nombre d'objectes de culte i litúrgia de la catedral, així com altres portats des de diferents parròquies de Navarra. Aquesta col·lecció inclou diferents peces d'orfebreria, retaules, talles marianes, casulles, ternes, creus parroquials, documents, i un llarg etcètera.
Així mateix, formen part d'aquest apartat elements, que encara que no són transportables, han estat treballats i concebuts entorn de la seva funció i a l'edifici, com els retaules, les talles i llenços, el cor, vitralls, campanes, i encara que en alguns casos formen part intrínseca de l'edifici, també s'inclouen els diferents tipus de sepultures com sepulcres i mausoleus.

### Retaules i capelles
Són destacables els nombrosos i valuosos retaules que posseeix l'església catedral. A vegades, les maçoneries originals s'han substituït per retaules de major valor artístic portats d'altres localitats navarreses, per la qual cosa el sant al que està dedicada l'obra de vegades no es correspon amb el sant que dona nom a la capella en la qual es troba.

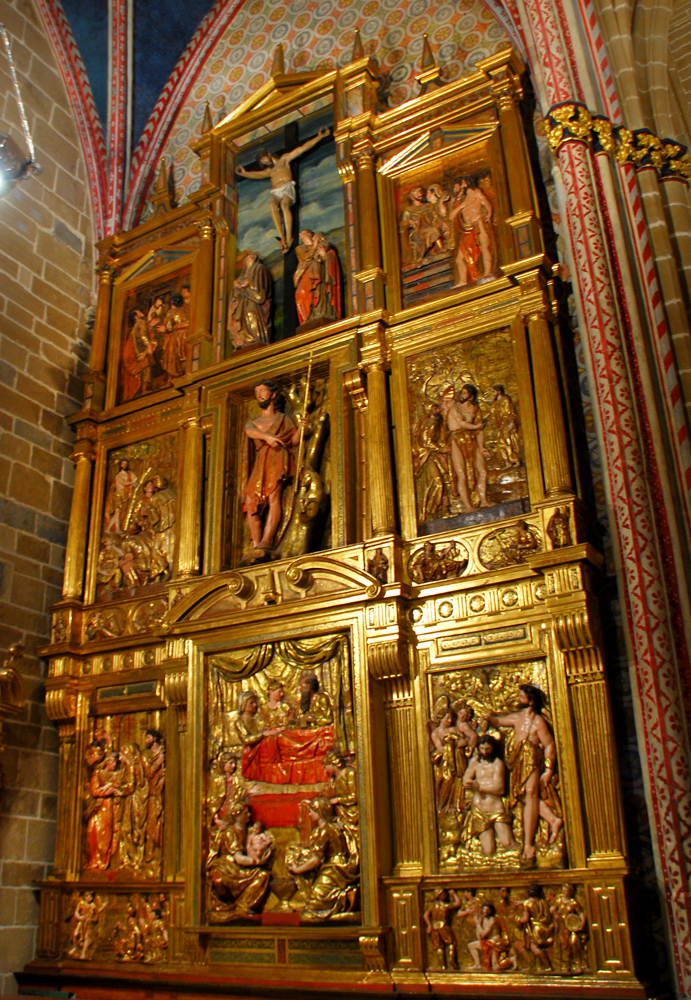
Retaule de Sant Joan Baptista en la capella homònima.

Als peus de la nau, en el costat de l'Evangeli i després del baptisteri, en la capella de Sant Joan Baptista (que va ser parròquia de la catedral), es troba un retaule renaixentista de la segona dècada del XVII i dedicat al mateix sant. Guarda relació amb els retaules romanistes del taller de Sangüesa. Es compon de banc, cos d'estirps acanalades, seguit de fris dòric de mètopes i tríglifs, dividit en tres carrers, la central culminada en frontó trencat per volutes, segueix a aquest un entaulament en què s'hagin uns ovals amb les virtuts i sobre ell un segon cos de tres carrers amb columnes estriades de capitell jònic. Tot està rematat per un àtic de tres cossos amb columnes estriades corínties i culminant el carrer central que és una mica més alta, amb un frontó triangular entre piràmides. Iconogràficament narra els principals episodis de la vida de Sant Joan Baptista, tot això en baixos relleus als carrers laterals i figures d'embalum en els dos pisos superiors del carrer central.

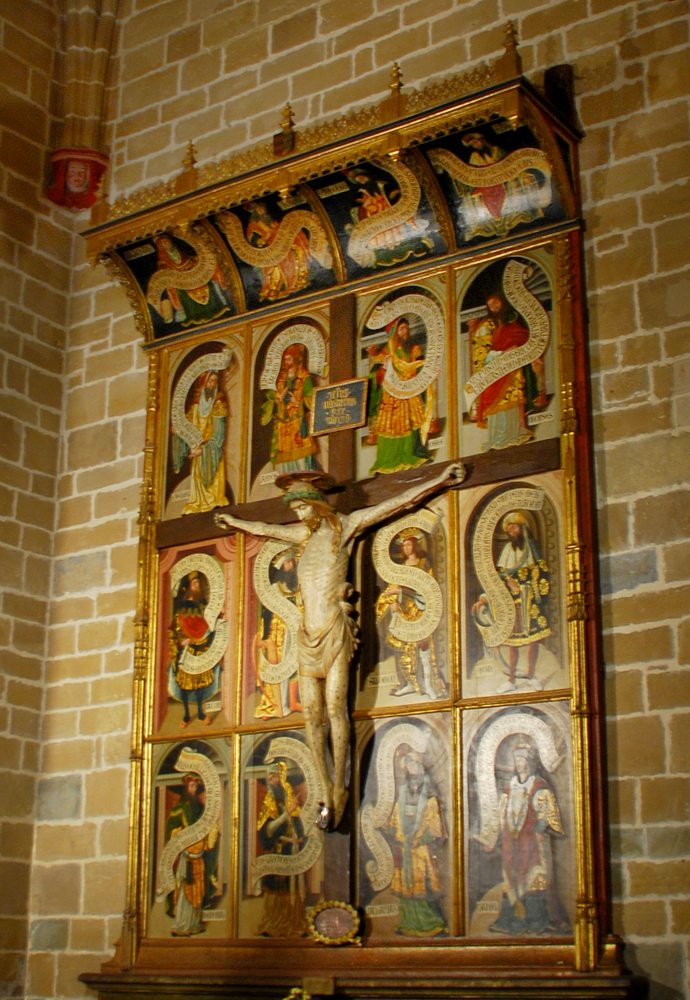
Retaule del Crist de Caparroso, en la capella de Santa Cristina.

En la següent capella, la de Santa Cristina, està el retaule gòtic del Crist de Caparroso, pintat sobre taula, en el qual es representa als profetes i una talla del Crucificat, tot això del segle xv tardà o principis del XVI. Està compost per setze taules policromades disposades en quatre carrers iguals. Cadascun dels profetes està sobre una arquitectura, luxosament vestit i amb una filactèria amb un text que ho identifica. La talla del Crist, d'1,95 metres d'alt, demostra en el  naturalisme contingut, que pertany al gòtic septentrional europeu. El retaule va ser creat al segle xix amb els elements ja citats.
En la capella contigua de Sant Josep i Sant Tomàs (antiga capella de les Ànimes i de la Trinitat), està el retaule barroc de Sant Josep, patró de la confraria de fusters. Datat al segle xviii, estructuralment és senzill, enquadrat dins de les línies classicistes que imperaven a Pamplona en aquelles dècades. Diversos retaules d'aquesta mateixa època, com el del convent de les Carmelites Descalces a la mateixa ciutat, i els col·laterals de la catedral, mantenen un estil similar, resistint-se a l'ús de l'ordre salomònic. Sobre un pedestal, dos cossos jalonats per parells de columnes corínties estriades, el primer amb fornícula i imatge del Sant, el segon amb taula pintada, igual que l'àtic, que està rematat per un frontó corb, tot això amb rica decoració barroquitzant. La talla exempta de Sant Josep és del segle xvi, la mateixa que presidia el retaule anterior de 1560. En el segon cos una pintura de l'altre patró de la confraria, Sant Tomàs. En l'àtic, una pintura de la crucifixió, realitzada el 1565 per Juan de Goñi i que està reaprofitat de l'anterior retaule renaixentista ja citat.
En l'última capella d'aquest costat, la de Sant Andreu (abans de Sant Martí), es troba el retaule de les Relíquies, del segle xvii. Aquest, juntament amb el de Sant Agustí (que es troba al començament de la girola), va ser un dels laterals de la capella Barbazana, regalats pel bisbe Prudenci de Sandoval. D'un carrer i una alçada amb àtic, la part central conté un grup de capsetes-reliquiari entre parells de columnes corínties estriades reculades, i l'àtic alberga un llenç que representa a Santa Maria Magdalena. Al banc hi ha un afegit barroc de 1731 per albergar el cos d'un sant (a l'igual es va fer en els dos retaules col·laterals de la girola i en el bessó de Sant Agustí ja citat), en aquest cas Santa Columba.

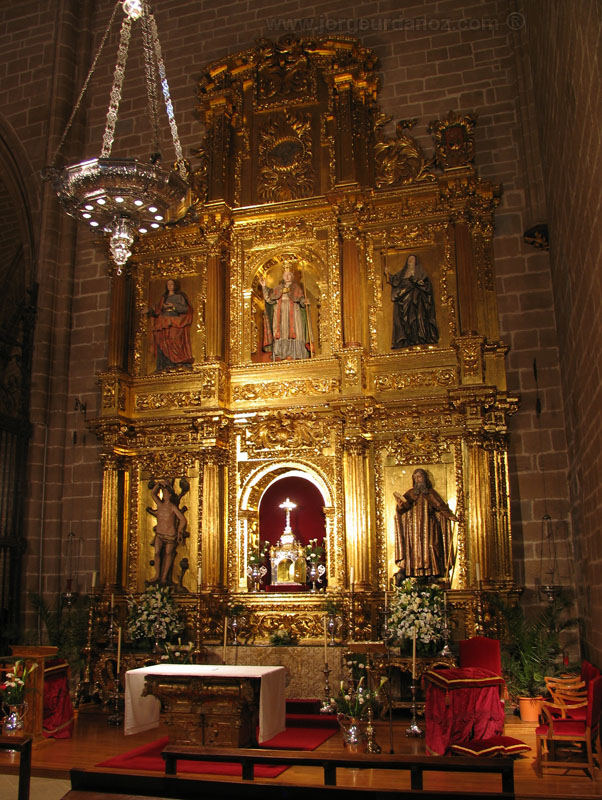
Capella del Santíssim, amb el retaule barroc bessó del de Sant Jeroni d'Estridó, en l'altre extrem del creuer.

En el creuer nord destaca un gran retaule barroc, que era un dels dos col·laterals, realitzat el 1683. Dedicat a Sant Jeroni d'Estridó, és idèntic fins a en el més mínim detall a l'un altre col·lateral dedicat a Sant Gregori, que es troba en l'altre costat del creuer, en el sud. L'esquema arquitectònic i decoratiu de tots dos és idèntic, petit banc amb mènsules vegetals i taulers decorats, dos cossos de tres carrers (la central més ampla) i coronat per àtic entre aletons i blasons. Els compartiments estan articulats per columnes corínties de fust acanalat, els carrers laterals estan conformades per caixes amb alts relleus i les centrals per fornícules que alberguen talles d'embalum rodó. Adorna tot el conjunt nombrosa decoració vegetal amb bastant relleu. Representa el sant en la fornícula principal, amb Sant Ferran rei d'Espanya i Sant Francesc Xavier als seus costats; en el segon cos trobem Sant Francesc d'Assís al centre, i a banda i banda a Sant Saturní i Sant Fermí. En l'àtic hi ha un relleu del Pelicà Eucarístic en un tondo envoltat per rajos.

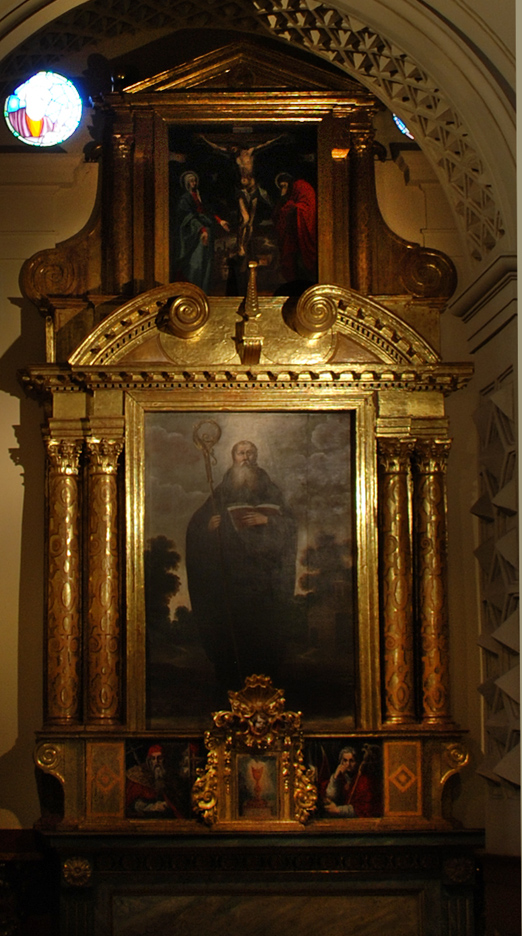
Retaule de la capella Prudenci de Sandoval.

Ja en la girola, es pot veure la capella Sandoval amb un retaule de 1620 que fa conjunt al costat dels altres de la Barbazana, dels quals avui es conserven dues dins de l'església catedral (el retaule principal va ser a parar a una església de Madrid). D'estructura senzilla, arquitectònicament sever (com correspon al primer barroc o les fases finals del romanisme), està compost per banc amb nets i mènsules externes, un únic cos articulat per columnes de capitell corinti i àtic entre aletons amb frontó triangular de com rematada. El programa iconogràfic que desenvolupa és el dels Pares de l'Església al seu banc, el titular, Sant Benet de Núrsia en un llenç al centre i un Calvari en l'àtic.
Seguint per la girola, trobem el retaule de Sant Agustí, del segle xvii (anteriorment citat), bessó del de les relíquies. D'un carrer i una alçada amb àtic, la part central amb un llenç del sant entre parells de columnes corínties estriades reculades, i l'àtic alberga un llenç que representa a la Verge del Pòpul. Al banc l'afegit barroc per albergar el cos de Sant Innocenci I.
Al fons de la capçalera queden les dues portes de les sagristies i entre elles, es troben dos grans retaules barrocs, de 1709. El primer anomenat de Santa Bàrbara o del Crist dels Capellans i el segon està dedicat a Sant Fermí. L'estructura d'ambdues és igual, i estan disposats de forma simètrica. Consten d'alt sotabanc, banc, dos cossos de tres carrers i àtic. El carrer central està avançada, la qual cosa atorga cert moviment a l'obra. El banc està compost per nets acompanyats de pinjants de talla decorativa com en els taulers. Els cossos s'articulen per mitjà de columnes corínties de fust acanalat. El carrer central amb fornícules més profundes que les laterals, en tots dos casos rematades per volades targetes amb volutes, fruits i talles vegetals. L'àtic distribuït de manera similar, està rematat per un frontó corb partit de volutes i als costats decoratius aletons de fullatges. Crida l'atenció la mescla d'ordres clàssics propis del romanisme per a les columnes, amb la decoració profusa en fullatge pròpia del barroc més avançat. Als bancs tenen inserides les urnes similars a les dels retaules de les Relíquies i Sant Agustí per albergar els cossos de Sant Fidel i Santa Deodata. Iconogràficament, el retaule de Sant Fermí reserva el seu espai central per a una talla d'embalum rodó d'aquest patró, als seus costats els dominics Sant Domènec de Guzmán i Sant Tomàs d'Aquino, en el segon pis, Sant Andreu apòstol i als seus costats Sant Antoni de Pàdua i Sant Pere Nolasc. En l'àtic una dinàmica imatge de Sant Miquel matant al dimoni remata el conjunt. El retaule de Santa Bàrbara està presidit per una talla del Crist dels Capellans, una bona escultura romanista del XVII. Als seus costats, Sant Felip Neri i Sant Ignaci de Loiola. En el segon cos la titular entre dos sants canonges o cardenals. L'àtic ho ocupa Santa Àgueda, i els aletons van ser substituïts per escultures de Sant Joan de la Creu, Santa Teresa, Sant Miquel i l'Àngel de la Guarda.

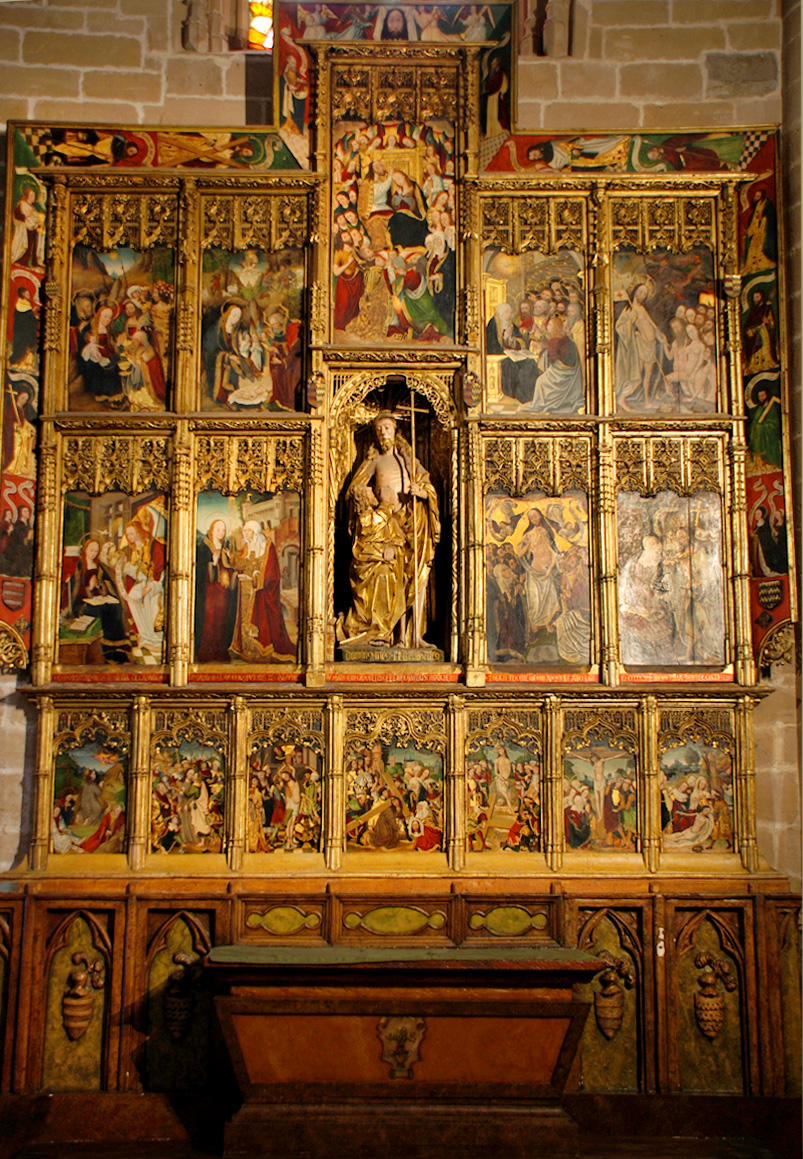
Retaule de Tomàs apòstol.

Al final de la girola pel costat de l'Epístola, està el retaule gòtic de Sant Tomàs, de 1507. Consta d'un sòcol amb les armes de Marcilla i Úriz que són les de Caparroso de Pamplona, banc amb set episodis de la Passió, cos de cinc carrers de dos pisos cadascuna i coronament, separades per columnes i pinacles, i rematades totes les taules amb fina traceria. La fornícula del centre l'ocupa una talla del Sant. En el cos del retaule es presenten nombroses escenes de la vida de Crist. El guardapols conté figures policromades de sants, àngels i dels mecenes de l'obra i els seus escuts. Es tracta del retaule més valuós de tot el conjunt, tant pel bon estat de conservació, com pel colorit.

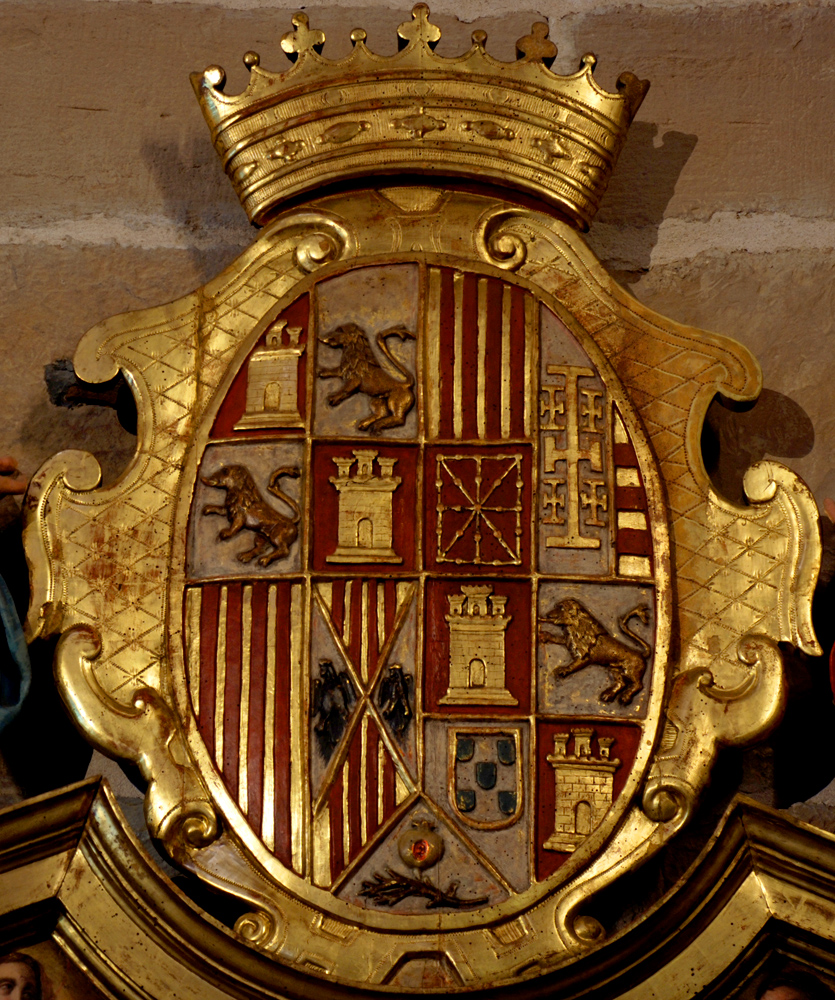
Escut de la monarquia espanyola en el retaule de la Pietat.

Al costat d'aquest últim es troba el petit retaule de la Pietat, realitzat el 1601 per Domingo Bidarte i Juan Claver. Amb un baix relleu de la Verge sostenint el cos jacent de Crist, molt similar a l'estil de Miquel Àngel, del que clarament pren exemple. En la petita predel·la estan pintats la col·locació del cos de Crist en el sepulcre i als costats Sant Miquel i Sant Lluís rei de França. Al capdamunt s'aprecia l'escut de la monarquia espanyola, en concret en temps de Felip II, ja que en aquest altar se celebraven les misses en honor dels reis d'Espanya.
En el braç sud del creuer, ara capella del Santíssim (tancada per l'antiga reixa renaixentista del cor), s'aprecia un gran retaule barroc dedicat a Sant Gregori, idèntic al de Sant Jeroni al creuer nord. Consta d'un petit banc amb mènsules vegetals i taulers decorats, dos cossos de tres carrers, la central és més ampla, i coronat per un àtic entre aletons i blasons. Els carrers són articulats per columnes corínties de fusta acanalat. Les laterals estan conformades per caixes amb alts relleus i la central per fornícules que alberguen talles d'embalum rodó. Adorna tot el conjunt nombrosa decoració vegetal amb bastant relleu. El programa iconogràfic presentava a Sant Gregori, encara que en l'actualitat aquesta talla ha estat substituïda per un sagrari. A banda i banda les talles en alt relleu de sant Sebastià i sant Antoni Abat al pis inferior, i al superior sant Agustí al centre i als costats Santa Mònica i una altra santa. L'àtic es representa el Pelicà Eucarístic, aquesta vegada alimentant als seus pollets.
Segueix la capella de Sant Joan Evangelista. Un retaule gòtic del primer terç del segle xvi portat d'Itoiz, decora des de 1929 aquesta capella que va fundar al segle xv el bisbe Sanç Sánchez de Oteiza, en substitució d'un retaule neoclàssic que tapava el sepulcre del citat bisbe. És una obra de maçoneria gòtica, però les taules pintades denoten un estil més proper al renaixement per les traces i els senzills estudis de perspectiva i paisatges propis d'aquesta època. Sobre un sòcol amb els escuts del bisbe, se situa un banc de cinc cases i sobre ell una predel·la sobre la qual s'assenta el retaule. Tres carrers disposats en dos pisos, envoltat tot això per un guardapols i emmarcades els carrers per pilastres rematades en pinacles, cada cos interior està protegit per una traceria. Tot això gòtic, es veuen traces del nou estil en la porta del sagrari del banc, així com en el cordill i els motius vegetals d'aquesta zona. Iconogràficament ens representa als quatre evangelistes al banc, en les taules veiem a anta Eulàlia, Santa Bàrbara, Santa Catalina, Sant Julià, Sant Fermín, San Antón, Sant Bartomeu i un Calvari.

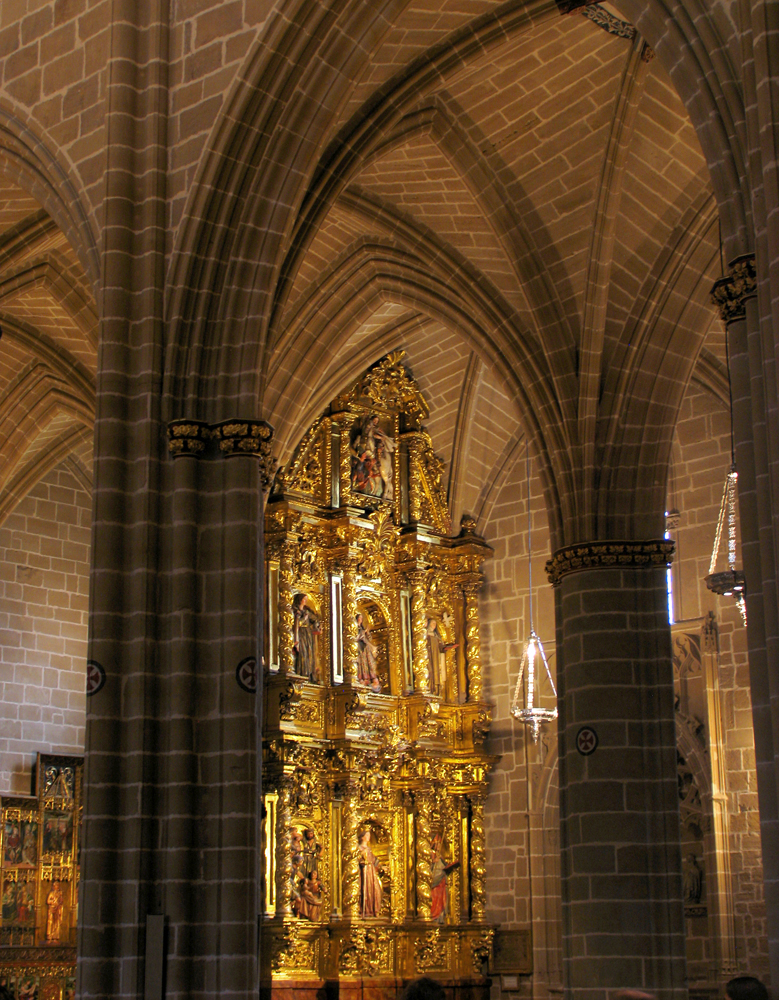
El retaule barroc a la capella de Santa Catalina i darrere, el gòtic de Sant Joan Evangelista.

Finalment hi ha la capella de Santa Catalina, amb retaule barroc de 1683. Aquesta capella va ser una de les més importants de la catedral, cosa que s'aprecia pel sumpturòs retaule i per altres dades, com que posseïa òrgan propi fins a final del segle xix. Estilísticament es compon per un alt pedestal, banc, dos cossos i àtic. El pedestal és descomunalment alt, però és la forma d'evitar la desproporció de les formes i aconseguir així que el retaule arribés fins a l'alt de la volta. El banc està compost per quatre grans mènsules vegetals i tres taules amb el mateix motiu. Els dos cossos consten de tres carrers (la central una mica més ampla), articulades per columnes salomòniques decorades amb garlandes. Els carrers centrals presenten nínxols i les laterals només simulacions d'aquests. L'àtic està compost per una caixa central flanquejada per columnes salomòniques i dos aletons. Una profusa i profunda decoració, recorre tots els punts del retaule, d'acord amb l'època de màxima esplendor barroca en el qual va ser realitzat. Iconogràficament és un bon reflex de la devoció del cabildo i la devoció espanyola de l'època. La fornícula principal té una talla exempta de Santa Catalina, flanquejada per un relleu dels Sants Innocents i un alt relleu del bisbe Sant Babil. En el segon cos, la Immaculada en embalum rodó i als seus costats Santa Maria Magdalena i Santa Teresa de Jesús. En l'àtic, relleu de Santiago Matamoros.
El retaule major de la catedral, obra mestra del manierisme, es va traslladar després de la remodelació que va sofrir l'edifici el 1940 a l'església de Sant Miquel de Pamplona, edifici construït expressament en estil Ferrerià tant a l'interior com a l'exterior (a causa que el retaule està inspirat en el retaule major de L'Escorial, d'aquest mateix estil arquitectònic) i acabat el 1854, per albergar aquesta magnífica obra d'art, on podem admirar-la avui dia. Es tractava sens dubte del retaule més valuós del conjunt, i obra de gran qualitat, emmarcada dins del programa retaulístic renaixentista que es va crear a altres catedrals veïnes com Burgos i Saragossa, i que tancava el presbiteri per la banda posterior, on ara es troba el cadirat del cor.

### Talles i pintures
Són nombroses les talles que alberguen els murs del conjunt catedralici, ja sigui a l'església catedral o el museu catedralici diocesà. Entre elles, les més antigues són imatges marianes del segle xii i XIII, encara que es conserven exemples de tots els segles posteriors. La més important d'elles és la mateixa imatge de Santa Maria la Real que es troba dins del temple.

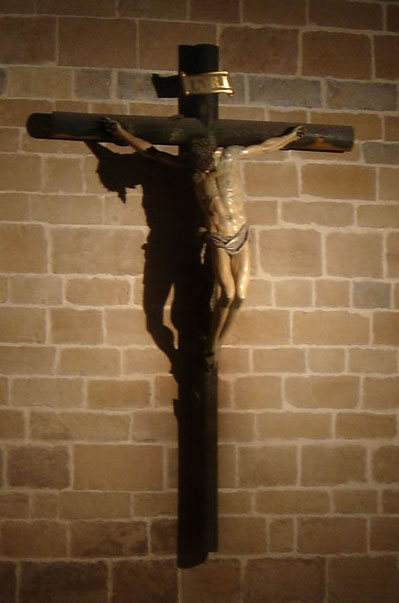
Crist d'Ancheta.

Una de les joies de la catedral és el Crucificat del Trascor o Crist d'Ancheta, realitzat cap a 1577 per l'escultor basc Juan de Ancheta (o Anchieta). És sens dubte un dels millors Crucificats de tot el segle xvi espanyol, i està al nivell de l'altra obra mestra manierista com és el Crucificat de Pompeo Leoni de L'Escorial.
De grandària alguna cosa menor del natural, està resolt d'una manera extraordinària. Es demostra el total coneixement anatòmic muscular que té del cos humà en la forma de tractar tors, braços i cames. Les mans són molt expressives i la caiguda del cap, dramàtica. El seu rostre és gairebé imperceptible, d'expressió rigorosa però serena. El seu cos descriu una àmplia corba alhora que els seus braços mostren un balanceig propi del manierisme.
Va ser realitzat per a la capella Barbazana, on era fins a 1857 quan va ser traslladada a la nova capella del Trascor. Va gaudir de gran devoció com ho demostren les processons que es feien al seu honor els dimecres i divendres de quaresma des de final del segle xvii. Actualment és al primer tram de la capella de Sant Joan Baptista, als peus de l'església pel costat de l'Evangeli.
Dues escultures de sants jesuïtes, Sant Ignaci de Loiola i Sant Francesc Xavier, es troben en la capella Sandoval. Aquestes escultures són representacions molt primerenques de tots dos sants, segurament realitzades molt poc temps després de la canonització, esdevinguda el 1622. De grandària alguna cosa menor que el natural, s'emmarcarien alhora que l'obra de Juan de Ancheta, dins del romanisme.
Dos grans llenços situats en la girola, van ser realitzats el 1840 per Juan Gálvez per al mur del trascor. Representen l'Últim sopar i l'Oració en l'Hort.

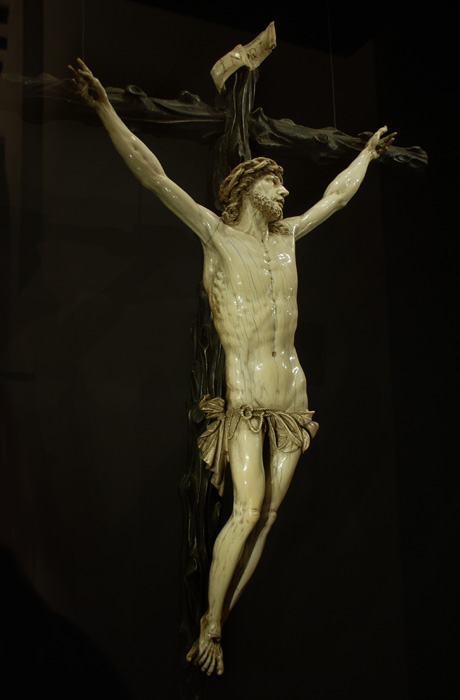
Crist de marfil.

En el primer tram de la nau lateral, on es troba la porta d'accés al claustre, hi ha un gran llenç que representa sant Cristòfol, obra de Pedro de Rada, realitzat el 1773 en substitució d'un retaule anterior.
A més d'altres llenços que pengen a l'interior de la catedral, com el del Baptisteri, o els dos del segle xvii de la capella del Santíssim, al llarg de tot el conjunt catedralici hi ha nombrosos quadres dels segles xvi al xx, de qualitat artística menor.
Els cancells de la porta de sant Josep i la rematada de la d'accés al claustre, van ser realitzats el 1736. En fusta de color, són un bon exemple de l'art de l'època, recolzen damunt la caixa coronaments amb frontons partits i escultures de bisbes i canonges en les rematades.
A la capella Barbazana hi ha el cadirat del cor de la parròquia de sant Joan, on va ser traslladada a mitjan segle xx. És senzilla encara que està tractada amb major barroquisme que el cadirat de la sala capitular. També en aquesta capella hi ha una Verge gòtica que antany era al refetor.
Al mur exterior de l'escala de caragol que puja a la coberta del creuer, en la cara que dona a la porta del claustre, se situa sobre una peanya llaurada i sota un dosser de pedra, la talla gòtica del segle xv de la Verge de les Bones Noves. Bella llaura en pedra que desvetlla un caràcter humanitzant de la Verge en relació amb el Nen.
Són nombroses les mostres d'escultura decorativa al llarg de tot el conjunt catedralici, tant a l'interior com a exterior, que ocupen el lloc de claus, mènsules i capitells. A l'interior de l'església, aquesta decoració és vegetal en la gran majoria dels capitells de columnes i columnetes, mentre que les mènsules tenen talles animals o humanes. Són especialment interessants pel caràcter cronològic, les talles heràldiques de les claus. Al claustre aquestes llaures s'alternen segons les etapes constructives, les més primitives són llaures historiades, mentre que les últimes se centren al món vegetal. S'hi ha d'afegir les llaures de les magnífiques portes del claustre, així com la poca decoració exterior del conjunt.
La policromia de la pedra, ja fora de les talles o dels draps dels murs, va ser una pràctica molt estesa en tota l'edat mitjana i de la qual es conserven de forma excecpcional nombrosos exemples. Destaca sobre totes la pintura mural gòtica del refetor que avui podem veure al Museu de Navarra. Entre les escultures que avui s'exposen al Museu Diocesà, destaquen dues talles de sants provinents dels retaules de la catedral i dos crucifixats d'ivori del xvii, un de petites dimensions i un altre molt més gran que es trobaven també en el temple.
Al Museu s'exposa el retaule de les Navas, una magnífica mostra gòtica de talles d'embalum rodó i alt relleu guarnides en una suntuosa arquitectura amb traceries gòtiques.

### Cor
El cadirat del cor va ser realitzada entre 1539 i 1541 sota la conducta d'Esteban de Obray, encara que llaurada per nombroses mans, entre d'altres les de Guillem d'Holanda, al qual se li atribueixen les millors talles. Constitueix una de les últimes baules dels grans cadirats renaixentistes que es van construir al nord peninsular.

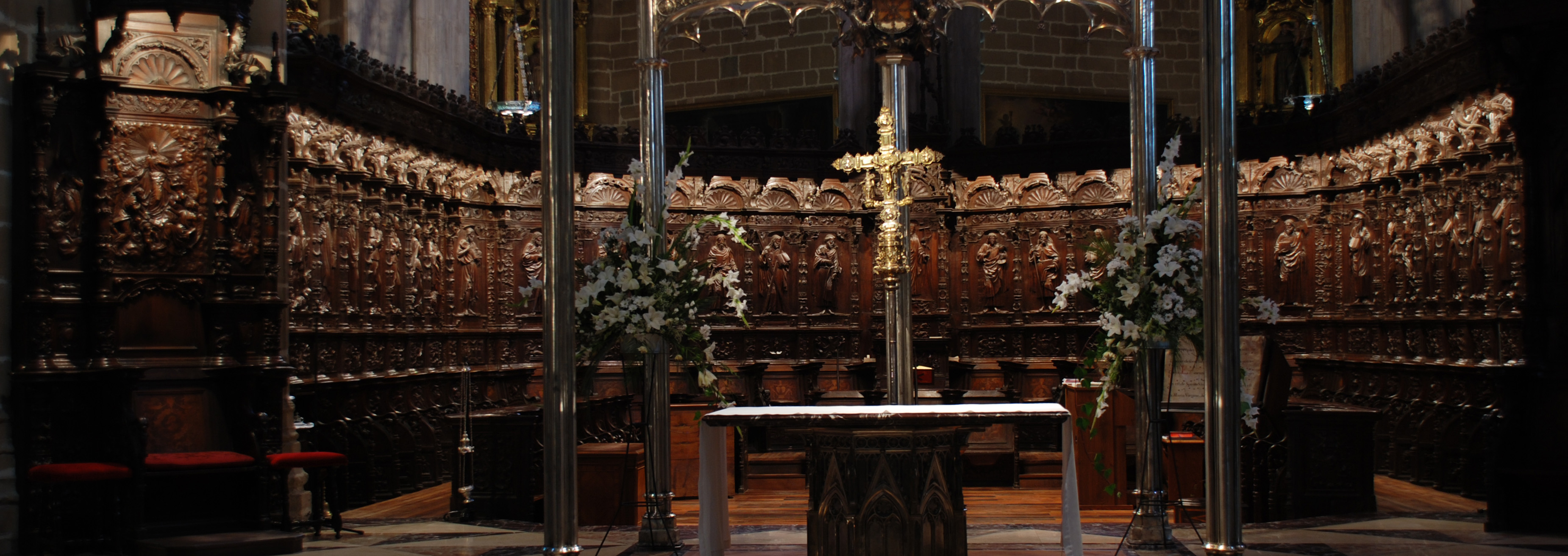
Cor renaixentista al presbiteri

Va ser una gran obra concebuda pel prior de la catedral, Sanç Miguel Garcés de Cascante, persona que va viure en Roma en la cort del papa Juli II, mecenes de Miquel Àngel, Bramante i Rafael entre d'altres, la qual cosa va influir de forma decisiva en el seu gust per l'art i especialment per l'estil renaixentista italià. Aquest nou gust estilístic ve determinat per l'origen francès de gran part dels seus artífexs, que tenien en Normandia un referent del nou estil italià importat pel mecenatge del cardenal Rouen Georges d'Amboise.
Ja va existir en la catedral pamplonesa un altre cadirat de principis del segle xv realitzada per artistes mudèjars de la qual avui no queda rastre.
Antigament estava situada en el segon i tercer tram de la nau central, més propers al creuer, i presentava la típica forma d'"O" oberta cap a l'altar major. Constava de 59 cadires altes, distribuïdes en un ordre superior destinat a personalitats i canonges d'ofici. El cadirat baix tenia un setial amb tres cadires, una pel prior i dos per als seus ministres, graderies d'accés a la part superior i a banda i banda, deu cadires, un altre accés i onze més, creant un total de 45 seients baixos. Destaca sobre totes elles la cadira el bisbe, amb faristol i un dosser a manera de baldaquí.

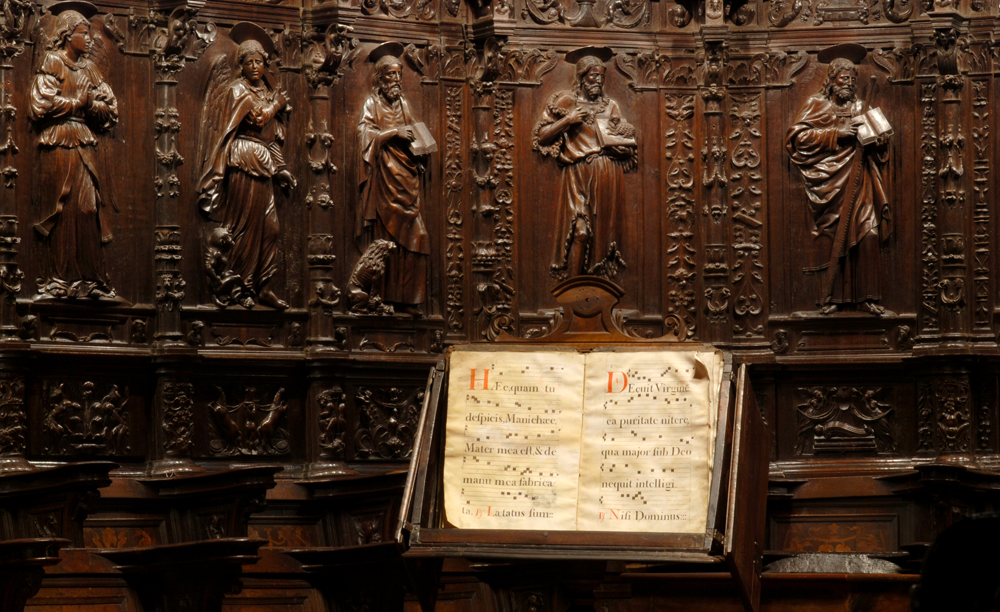
Detall de la cilleria.

El 1946 és traslladada al presbiteri, on té menor espai, per la qual cosa gairebé un terç de les cadires es van vendre a la Diputació Foral per sufragar els costos de l'obra, en concret dotze d'aquestes cadires altes i vuit baixes que es conserven en la capella del Museu de Navarra, i una cadira alta va ser regalada a la Nunciatura de Madrid. Actualment es troben en el presbiteri 33 cadires altes, les 3 aïllades del prior i els ministres, i 23 cadires baixes. La resta estan desaparegudes.
Tots els setials posseeixen un seient abatible amb misericòrdia, envans de perfil curvilini, fronts amb balustres i atlants que suporten els poms que representen figures monstruoses. Els respatllers presenten panells amb marqueteria. Sobre les cadires altes, a més d'això, es troben en el respatller un fris, un tauler amb una talla humana flanquejada per pilastres (les figures representen Sants i Apòstols presidits pel Salvador), petxina sobre aquesta, tot això rematat per guardapols amb mènsules i un nou fris amb rematades de timpanets. La cadira episcopal està coronada per una gran agulla amb pinacles d'estil gòtic.

### Orfebreria
La catedral de Pamplona alberga una de les més notables i riques col·leccions d'orfebreria d'Espanya, tant per originalitat d'alguna de les seves peces que es poden considerar úniques, com pel nombre d'aquestes. D'especial rellevància són el reliquiari del Lignum Crucis i el del Sant Sepulcre, tots dos gòtics, i la Custòdia de plata i un evangeliari del mateix metall d'època renaixentista.

#### Santa María la Real

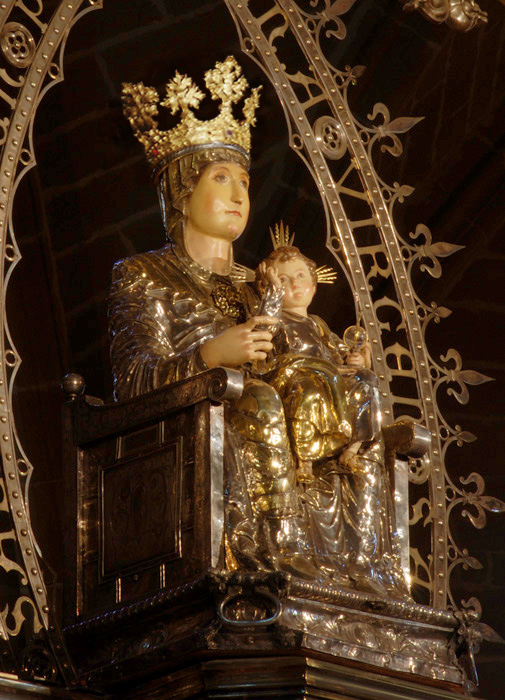
Talla romànica de Santa Maria la Real de Pamplona. Segle XII.

Es considera a Santa María la Real de Pamplona, com una de les talles marianes més antigues que es conserva en la Comunitat Foral, juntament amb la del monestir d'Irache. Data del segle xii i està datada amb anterioritat a 1175-1185.
És una imatge sedent sobre tron (que va ser afegit al segle xvi juntament amb el Nen), amb Jesús assegut sobre la cama esquerra, una representació per tant de Sedes Sapientae, en la qual María serveix de tron al fill. Tota la talla, de 93 cm d'alçada, va ser xapada d'argent a excepció del rostre i les mans, com era habitual en aquella època, per encàrrec de Carles II al segle xiv.

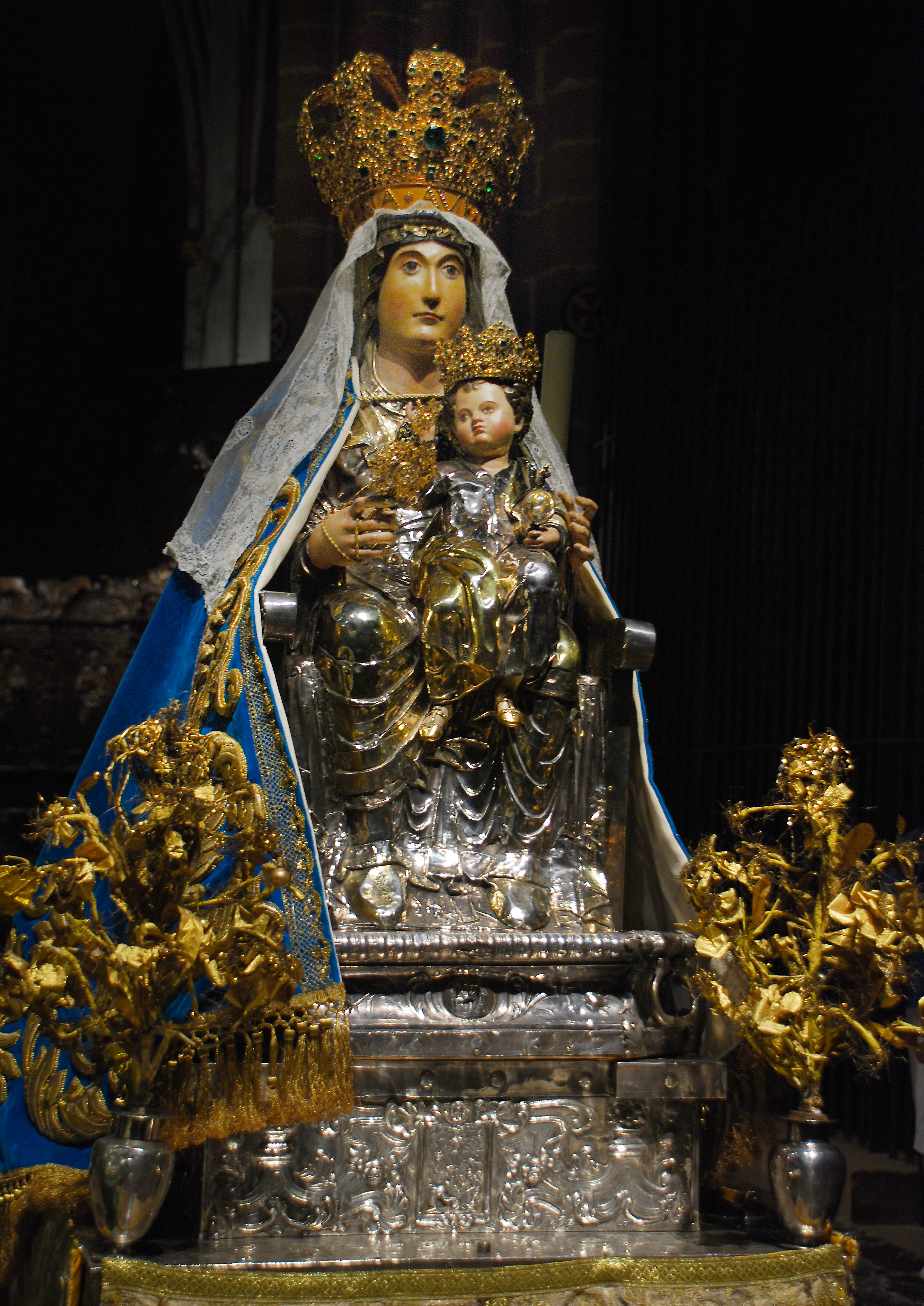
Imatge de Santa María la Real el dia de l'Assumpció.

En el trancurs del temps l'advocació de la titular de la catedral ha canviat. Antigament, en època romànica i gòtica era coneguda com a Santa Maria. Amb els segles es va esdevenir Verge del Sagrari, i així va ser fins a mitjan segle xx o després de la coronació canònica, va esdevenir Santa Maria la Real. Aquest nom també va fer referència al fet que als seus peus eren coronats els reis de Navarra.
Ha estat habitual durant diversos segles, que es vestís la imatge amb capes brodades, vels i mantellines en dates assenyalades del calendari litúrgic. Existeixen gravats d'època barroca en els quals es pot observar com la imatge era totalment coberta i vestida, així com la del Nen Jesús. Aquest costum continua fins avui dia en dates importants encara que amb unes modificacions. Des de la coronació canònica, en aquestes dates, se li posa una impressionant corona real amb vuit diademes de filigrana d'or, repleta de diamants de diferents talles i maragdes, i al Nen es posa una altra corona oberta, amb igual pedreria. Ambdues van ser realitzades al segle xviii amb afegits de 1946, amb motiu de la coronació.
És notable la col·lecció de mantells brodats en or i plata que es guarden de la Verge. En algunes celebracions, com el dia de la Assumció de Maria, es posa la imatge en unes camines, ricament engalanada i es porta en processó per les naus de l'església catedral i pel claustre.

#### Reliquiari del Sant Sepulcre

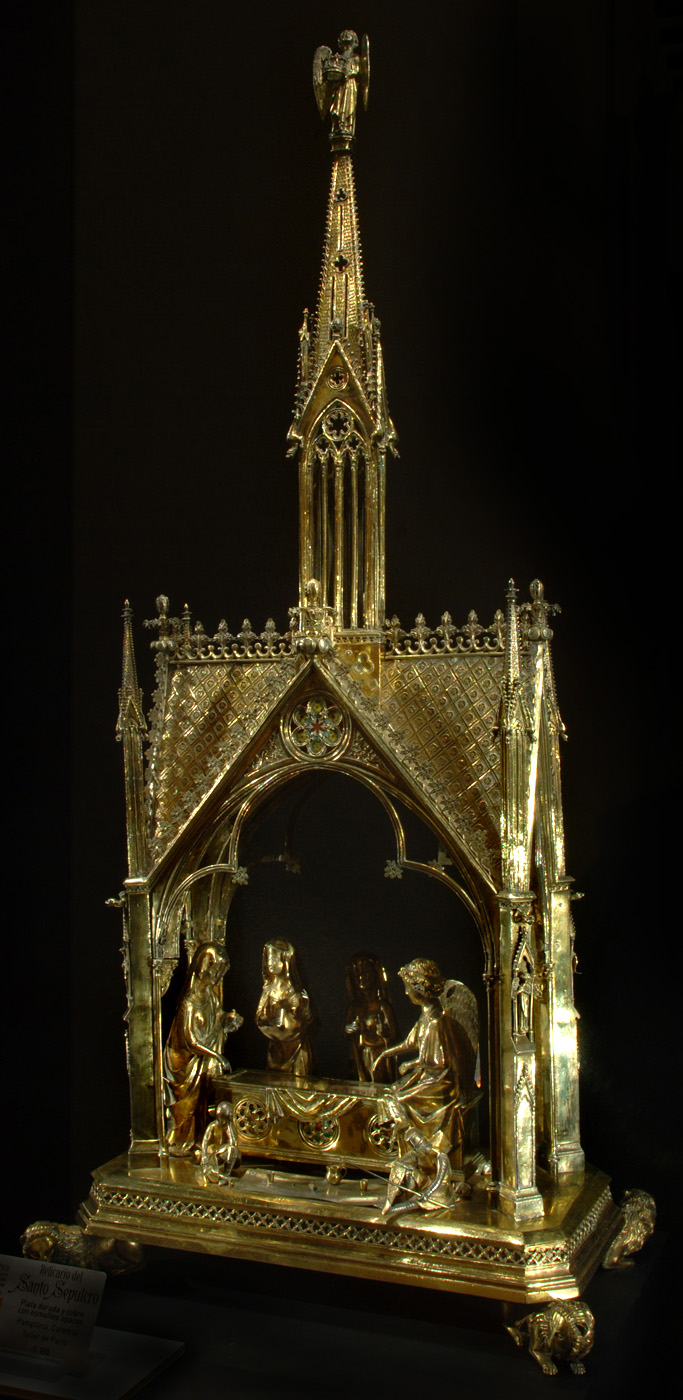
Reliquiari del Sant Sepulcre,.

El reliquiari del Sant Sepulcre (88 × 38,5 × 24,5 cm), és una obra excepcional d''orfebreria francesa, que segurament prové de tallers parisencs. És una peça única, ja que no es conserva una altra comparable a aquesta ni tan sols al seu país d'origen, i per tant, és la peça de major valor del tresor catedralici.
Hi ha diferents teories sobre l'origen i el motiu pel qual arriba a Navarra. Ambdues coincideixen a datar la peça a la fi del segle xiii, època en la qual una filla de Lluís IX de França, Isabel, es va casar amb Teobald II de Navarra.

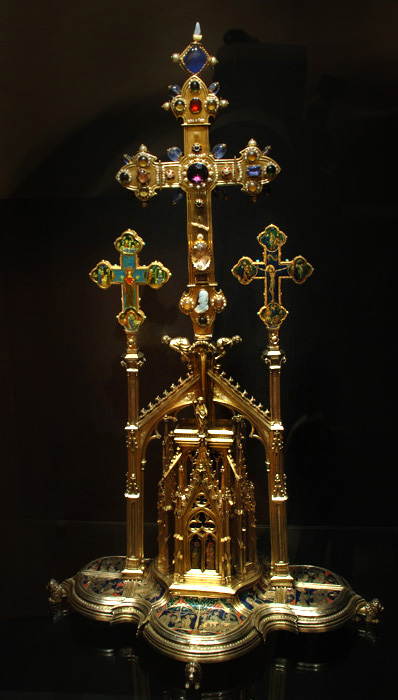
Reliquiari del Lignum Crucis,.

Està fet d'argent i coure sobredaurats i decorat al seu torn amb esmalts opacs. Es presenta a manera de templet obert, de planta rectangular sobre quatre potes amb forma de lleó. Amb quatre pilars, un en cada extrem, s'obren al capdavant i per la banda posterior, uns arcs trilobulats sota gablets amb una rosassa a l'interior. Coberts per una teulada a dues aigües amb cresteria. Remata el conjunt una agulla en cuculla calada coberta per arcs apuntats amb traceries, a l'estil de la Sainte Chapelle de París, construïda uns anys abans.
A l'interior del templet està esculpida l'escena de les Tres Maries davant el Sepulcre. Les tres dones vesteixen túnica i cobreixen els caps amb un drap, somriuen (somriure gòtic) davant la notícia de l'àngel que està assegut a l'entrada del sepulcre i assenyala l'interior amb el dit. Sota ells, dormits dos soldats de menor grandària i vestits a la més pura moda medieval de l'època.

#### ReliquiariLignum Crucis
El reliquiari del Lignum Crucis (65 × 40 × 30 cm.) també sembla tenir orígens parisencs. Per la similitud amb obres coetànies, se situa començament del segle xiv, inclou el 1401 dues creus esmaltades amb les relíquies de la Veracreu i de la túnica de Crist, regalades per Manuel II Paleòleg a Carles III el Noble.
Està fet d'argent sobredaurat amb esmalts translúcids. La base quadrilobulada, es recolza sobre quatre lleons. Sobre aquesta base hi ha els esmalts de gran qualitat que representen escenes de la Passió de Crist, i al centre hi ha un templet tancat, d'intricada arquitectura gòtica, amb esmalts als fronts dels apòstols.
```
Emmarca el conjunt un arc polilobulat inscrit en gablet amb cresteria vegetal, amb les talles de 
sant Pere
 i 
sant Pau
 a banda i banda i coronat per tres creus. Únicament la de l'esquerra és original, les altres dues van ser robades als anys 30 del 
segle
 
xx
. Després d'aquest robatori es va recuperar la peça però no les dues creus. Les actuals són reconstruccions modernes a partir de models gòtics.
```

#### Custòdia i templet processional
El renaixement porta amb si canvis substancials en la construcció i decoració de les peces. D'aquesta època són la custòdia i el templet que es conserva a l'interior del temple.
Aquesta custòdia (84 × 42 × 37 cm) és d'argent sobredaurat i va ser construïda als tallers de Pamplona com ho indica la marca PPLON. Està datada en la dècada de 1540-1550 encara que amb afegits posteriors.
Es pot considerar plateresca. Té una forma de templet, sobre un pedestal polilobulat del que arrenca un cos troncocònic, en el qual s'assenta el templet de base quadrada i afegits laterals en forma triangular, cobert per una volta de creueria, i rematat a l'exterior per un tronc de piràmide damunt del qual hi ha un grup escultòric rematat per un crucifixat. Tot això rematat per diverses figures, el templet es decora amb balustres i panells ricament tallats. De posterior factura són els dos àngels que sostenen el templet, dins del qual es troba el viril.

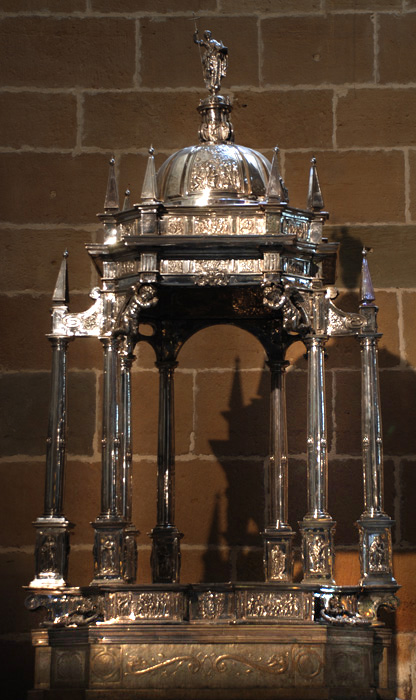
Templet per a la processió del Corpus,

Una altra obra excepcional en el tresor és el templet processional, fet d'argent (200 × 92 × 92 cm) el 1596 per ordre del bisbe Antonio Zapata. De base rectangular amb angles axamfranats, es presentava com un templet obert sostingut per vuit pilars amb basament, basa, columnes i capitells, disposats en els angles de la peanya. Tot això cobert amb un fris corregut, amb piràmides molt apuntades en les rematades dels pilars, i inscrita a l'interior una cúpula de mitjana taronja rematada per una figura.
La peça ha sofert diverses modificacions al llarg de la història. La més incisiva és el desplaçament dels dos pilars de l'enfront dels laterals, per millorar la contemplació de la forma que es posa a l'interior, per a això s'hi van afegir diverses peces, com uns angelots i unes noves rematades. Malgrat aquestes modificacions, pot classificar-se com a plateresca.
El templet va ser creat per ser col·locat de forma permanent en el retaule major d'estil manierista. Fa ser fet pel mateix artista que va fer el disseny del retaule, però també es va pensar com a templet per emmarcar la custòdia en la processó del Corpus. Des del mateix any el que va ser realitzat, va sortir en processó. Molt feixuga, durant molt temps va ser treta sobre una carrossa de fusta. Aquesta carrossa va ser llegada al desús amb els anys i el templet va deixar de sortir en processó, portant el dia del Corpus únicament la custòdia sota pal·li. L'any 2006 l'associació d'Amics de la Catedral de Pamplona, va recuperar la tradició de carrossa i en va construir una de nova i des de llavors, novament surt en processó pels carrers de la ciutat albergant a l'interior la custòdia.
Entre les nombroses peces d'orfebreria del tresor,  destaquen a més d'altres peces com l'Evangeliari renaixentista, relacionat iconogràfica i estilísticament a la custòdia. Fet d'agent sobredaurat amb ànima de fusta, alberga a l'interior un còdex medieval en pergamí amb els evangelis datat el 1228. En ser substitutiva de la coberta gòtica preexistent, manté un estil iconogràfic similar a les d'aquesta època. També excel·lent és el reliquiari de santa Úrsula, de mitjan segle xvi, fet de fusta coberta d'argent parcialment sobredaurada, és una bella talla, ricament treballada, que és un bell exemple de la moda renaixentista. A més d'aquestes, la catedral conserva nombroses obres d'or i argent entre reliquiaris, creus processionals, calzes, safates, canelobres, i un llarg etcètera de peces que serveixen en la litúrgia, així com brodats de casulles i frontals d'altar o les diferents corones de Santa María la Real, entre les quals destaquen la de la Verge i el nen Jesús del xviii amb afegits de 1946, fetes de filigrana d'or i decorades amb centenars de diamants i maragdes.

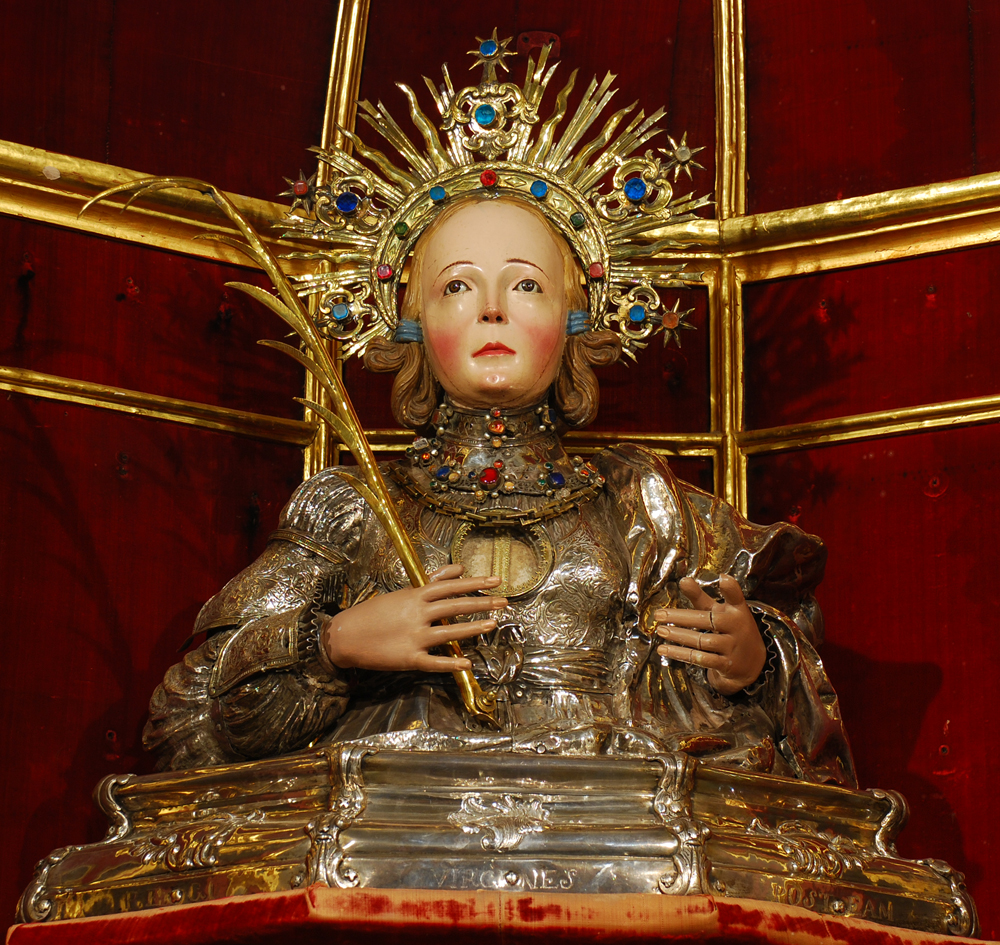
Reliquiari de plata de Santa Úrsula (Segle XVI).
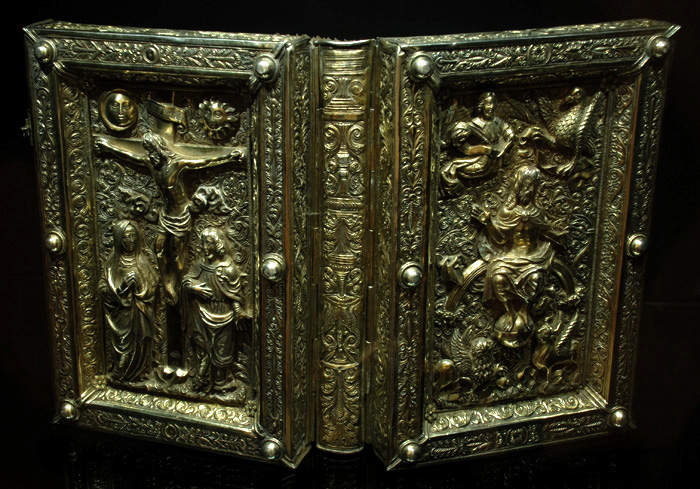
Coberta de plata per a un Evangeliari (segle xvi).
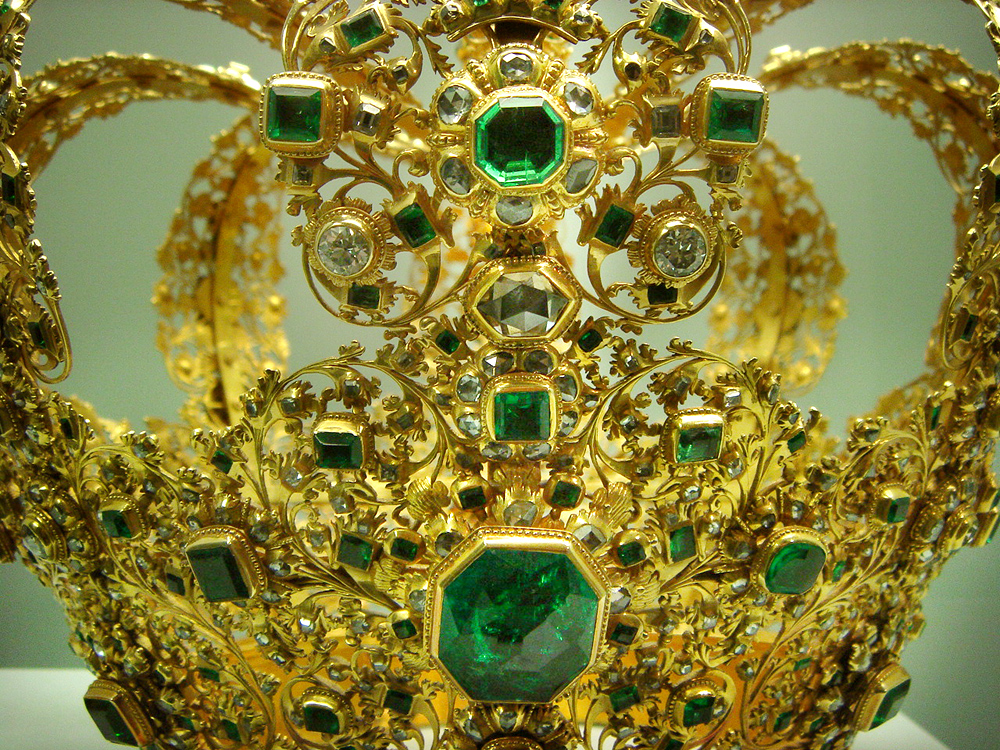
Corona d'or, diamants i maragdes de Santa María la Real (segle XVIII i afegits de 1946).
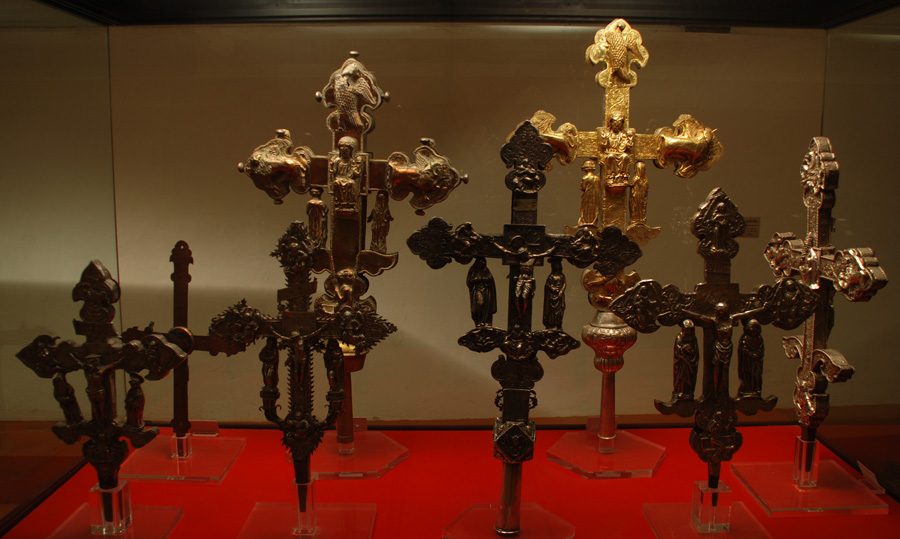
Conjunt de creus parroquials gòtiques de Navarra.

### Sepultures
La catedral de Pamplona té entre els murs una variada mostra de sepultures, entre la qual és notable la col·lecció de sepulcres gòtics, i sobre els quals destaca de manera inqüestionable, el de Carles III el Noble. Com era costum, els reis eren enterrats a les esglésies per les quals professaven una especial devoció i tenien un significat important pel seu llinatge o regnat. Per la seva banda, els bisbes, tenien dret a ser enterrats en l'última catedral en la qual havien exercit el seu càrrec, com succeeix avui dia. També les tombes dels Canonges, diferents ciutadans, i personatges il·lustres, tenien cabuda entre el murs del conjunt catedralici. En Pamplona existeixen exemples de tots aquests enterraments, que es van dur a terme des de l'edat mitjana fins a principis del segle xix, moment en el qual es va deixar d'enterrar dins de les esglésies. Aquesta pràctica ha estat prohibida fins a 2010, any en què ha estat recuperada.

#### Sepulcre de Carles III el Noble
Una de les peces més importants del conjunt catedralici és el sepulcre de Carles III el Noble i Lleonor de Trastàmara. Aquest monument funerari, és considerat com una obra mestra del l'escultura funerària de principis del segle xv.

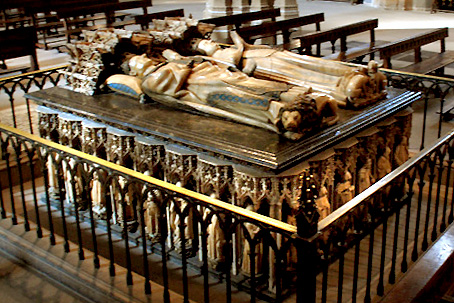
Sepulcre de Carles III el Noble i Elionor de Castella i de Manuel.

Situat en el centre del segon tram de la nau central, presenta forma de jaç sepulcral exempt amb unes dimensions de 2,73 metres de llarg, 2,12 d'ample i 1,08 d'alt. Sobre ell, es troben les figures jacents dels reis baix grans dossers de fina traceria calada, tot això en alabastre. Els fronts del llit sepulcral, estan coberts amb 28 figures de plorants, cadascun sota petits dossers i separats per columnetes i rematats per pinacles, que al seu torn es troben sobre un petit sòcol. El llit està realitzat en marbre fosc i les figures tant de plorants com dels reis, així com les arquitectures, en alabastre.
Els dossers dels plorants es troben primorosament tallats. Compostos per dues altures, la inferior presenta un revoltó de quatre nervis convergents. La superior, simula una habitació amb dos finestrals biforats en cada cara i separats per grans florons de la rematada dels arcs. Cada dosser acaba en una superfície plana amb una vora de talla floral de gran preciosisme.

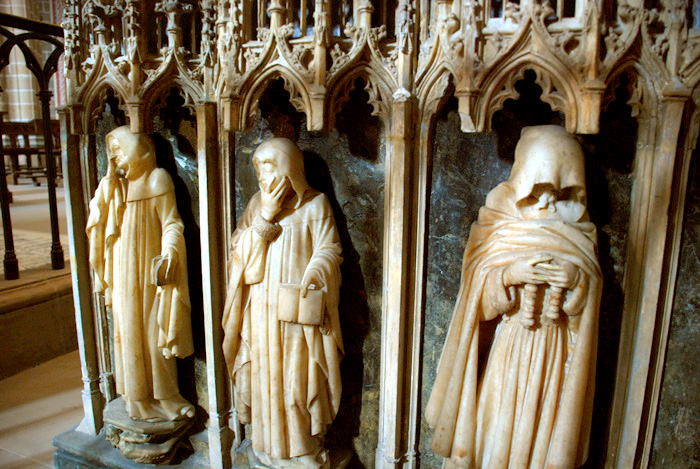
Tres dels plorants en un lateral del llit sepulcral.

Les figuretes s'alcen sobre mènsules, adornades amb flora, monstres, escenes de caça i atlants. Les estàtues mesuren entre 0,48 i 0,55 metres.
Són de desigual factura pel que es creu que van sortir de la mà de més d'un artista. Representen únicament a homes de diferents estatus, clergues, bisbes, ciutadans… Estan finament treballats, acompanyats de diferents objectes en els quals es repeteix en gran manera el Llibre de les Hores. Estan vestits a la moda i les seves vestidures treballades amb un gran realisme. La disposició actual és diferent a l'original, perquè es va desplaçar el sepulcre. Per una cita antiga que en descriu la posició, advertim que les figures van aparellades i que ambdues, es mostren de forma contraposada quant a la seva postura, la qual cosa abundaria en aquesta idea de parelles, tancant en si mateixes la composició.
En els grans dosserets sobre els monarques, és on observem el màxim preciosisme amb el qual va ser tallada l'obra, en el seu embullat conjunt de traceries, pinacles i boterells. Representa una cobertura d'un temple gòtic que constés de tres cossos octogonals, més dos petits trapezoidals, amb les seves voltes nervades rematades amb claus florals. El segon pis està totalment buidat, deixant veure així el detall dels finestrals amb els mainells i complicades i diferents traceries, totes elles adornades a l'exterior amb els boterells rematats per pinacles.
Els reis estan recolzats sobre grans coixins que encara mantenen part de la policromia i daurats originals. Mostren una actitud serena, amb els ulls oberts, amb trets que els representen en la plenitud de la vida, però sense perdre un àpex de realisme. El rei està representat com un home madur, de gran nas, petits llavis, amb un rostre bondadós en el qual no falten les arrugues, i en el qual veiem també els músculs com els del coll. Les mans juntes sobre el pit en posició orant, robustes i alhora delicades, en les quals observem un sorprenent treball de les arrugues i les venes que les recorren, conferint-los un realisme gens comú.

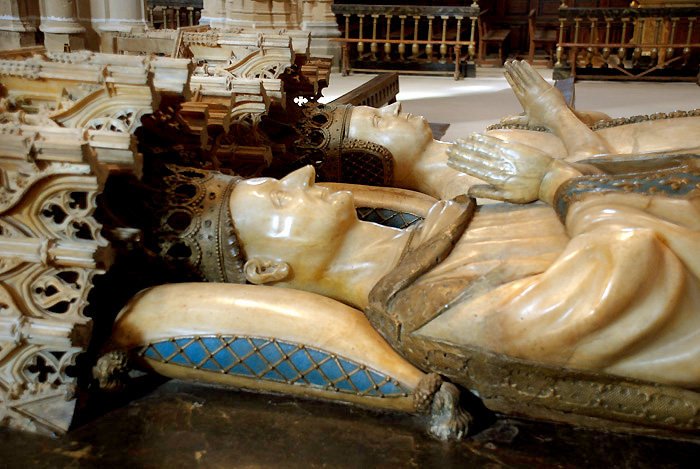
Detall dels reis.

Vesteix una estamenya llisa amb una sobretúnica ricament decorada en la vora amb una sanefa de flors de llis de bronze. Sobre això, la capa. Nuada en l'espatlla dreta, recollida amb el braç esquerre, doblegada tota ella amb gran realisme i també amb una orla que antigament estava decorada amb perles. Als peus, hi ha un lleó, símbol de fortalesa i poder, i per tant, associat als monarques.
La regna, Elionor de Castella i de Manuel, apareix amb un lleu somriure en el seu jove i arrodonit rostre. En la mateixa posició que el rei, és de trets més delicats i fins. Vestida amb una túnica primorosament ondada sobre els peus, i sobre ella una peça a manera d'armilla amb un cordó de bronze ricament tallat, igual que la peça que recull la seva cabellera. Al recer dels plecs del final de la túnica hi ha dos llebrers. Els gossos, símbols de fidelitat, representarien la subjugació de la reina consort davant el veritable monarca.
Tots dos són coronats amb sengles corones obertes, amb setze florons de bronze, la meitat més grossos que la resta. Antigament eren decorades amb perles on avui podem veure els caboixons que les albergaven.

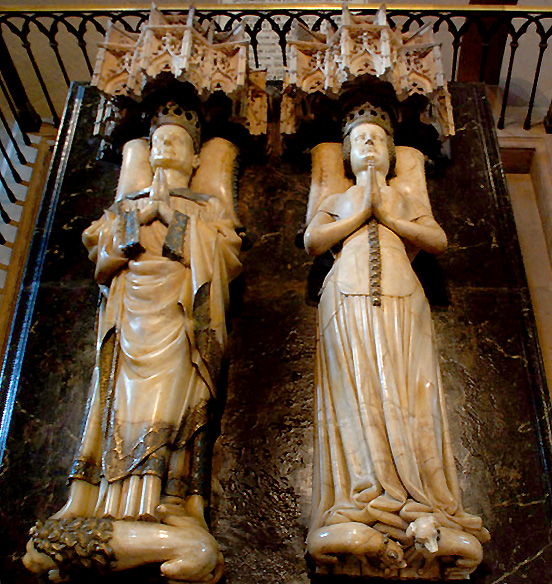
Figures jacents dels monarques.

El conjunt era policromat. Encara posseeix part d'aquesta policromia molt sumptuose, perquè sabem entre altres coses que parts del llit van ser daurades amb làmines d'or. La sanefa de la sobretúnica i el coixí, conserven la policromia blava, així com el vermell del capel cardenalici del plorant. Sobre l'interior dels coixins queden restes d'una sanefa de fins dibuixos gòtics i una inscripció.
El sepulcre va ser realitzat per Jehan Lome de Tournay entre 1413 i 1419, En vida del monarca, per la qual cosa es pot assegurar que n'és un retrat fidel. Però no de la reina que va morir el 1416, per la qual cosa és cert que la imatge és fidedigna. Malgrat això, amb el monarca viu i també tota la gent que li havia envoltat en vida, és d'esperar que com menys sigui una aproximació realista.
Sobre els grans dossers i al voltant del llit sepulcral es troba una inscripció. La del dosser del rei i el llit, fa referència a aquest monarca, i la del dosser de la reina, a ella mateixa. Tots dos van haver de ser tallats amb molts anys de diferència a la creació del sepulcre, ja que alberguen nombrosos errors com confondre el nombre cardinal del rei (posant Karlos IIII en comptes de III), errant en les dates de defunció, etc.
El sepulcre va ser realitzat per un conjunt de maçoners, portant les obres Jehan Lome de Tournay. Com era costum habitual, les parts més importants i delicades les tallava un maçoner de major renom, i per a la realització de parts estructurals, decoració, talles de menor importància, etc., es contractava a diferents mestres que agilitessin així la realització de l'obra.

#### Altres sepulcres
En les diferents dependències de la catedral es troben a més diversos sepulcres.
Dins de l'església (capella de Sant Joan Evangelista), el del bisbe Sanç Sánchez de Oteiza, bisbe de Pamplona entre 1420 i 1425. És un nínxol baix arc apuntat, amb traceria i arc conopial flanquejat per pinacles i amb la figura jacent del bisbe, i en el front de l'arca sepulcral, vuit plorantes. Per les dates i estil es considera obra també de [Jehan Lome de Tournay i el seu taller.

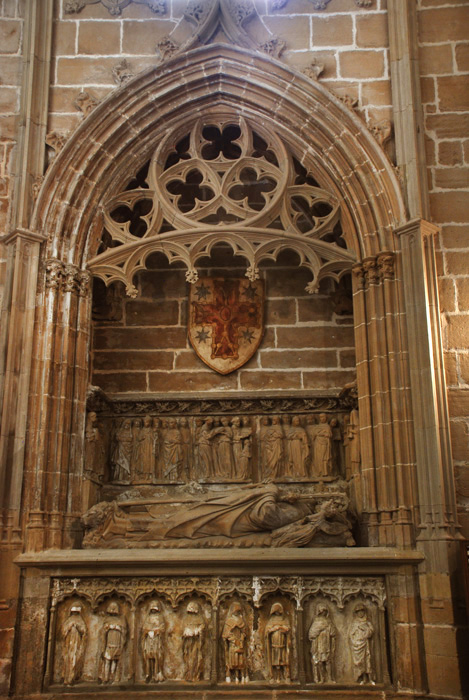
Sepulcre del bisbe Sanç Sánchez de Oteiza.
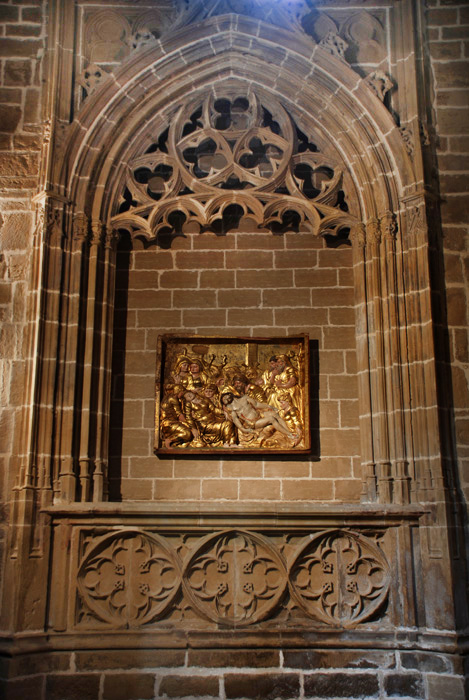
Sepulcre buit.
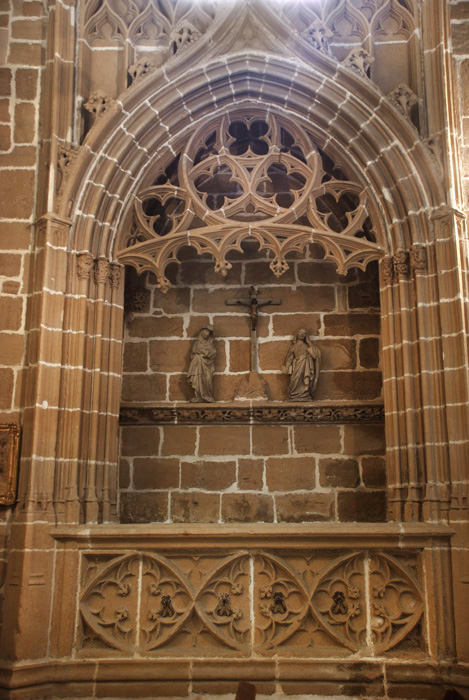
Sepulcre del calvari.
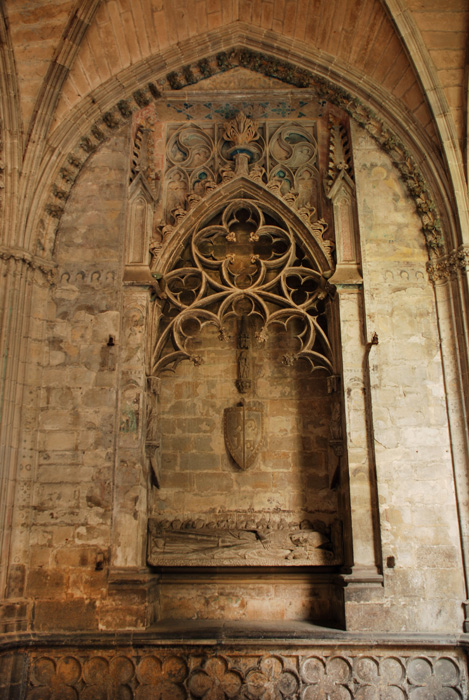
Sepulcre del bisbe Sánchez de Asiaín.
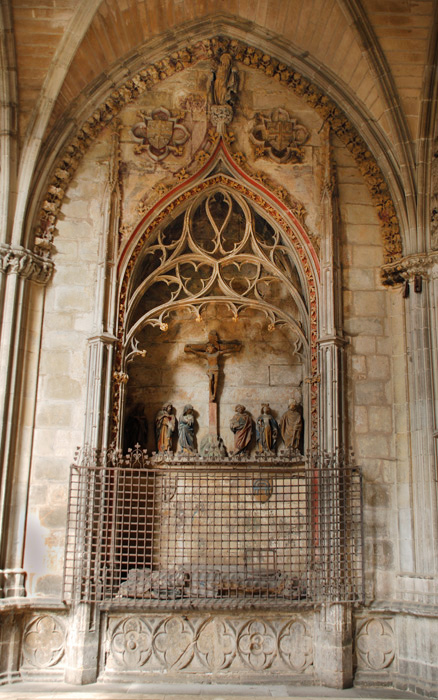
Sepulcre de los Garro.

En la capella de Sant Andreu hi ha un sepulcre similar encara que menys decorat i que mai ha estat ocupat. En la capella de Santa Catalina hi ha un altre nínxol amb traceria però sense figura jacent, i amb l'única representació d'un calvari. Tots dos són del segle xv.
Sobre la porta d'accés a l'escala del sobreclaustre, es troba una lauda sepulcral amb una nena jacent, sota dosser i amb un lleó als peus, envoltada per quatre àngels que sostenen un llençol sobre la qual està tombada la figura. Es creu que va poder pertànyer a la Infanta Blanca de Navarresa, filla de Carles II i morta el 1370.
Les portes d'accés a les sagristies, estaven preparades com a sepulcres. El de la sagristia dels Beneficiats, estava ocupat per una tomba que es va traslladar a l'interior del passadís d'accés a aquesta. Ambdues presenten arc apuntat, rematat per arc conopial, escuts, i tot el conjunt flaquejat per pinacles.
En el centre de la capella Barbazana es troba la figura jacent del bisbe Arnaldo Barbazán, vestit amb les vestidures pròpies del càrrec, mitra i bàcul.
|  |  |  |  |

En els murs del claustre es troba el sepulcre del bisbe Sánchez de Asiaín, de 1370, que morfològicament és molt similar al de Sanç Sánchez de Oteiza, encara que no presenta plorants i a l'interior del nínxol conservava un mural policromat avui traslladat al Museu de Navarra. També en el claustre, encara que molt posteriors, estan els sepulcres de Thierry Dumont, Comte de Gages i virrei de Navarra i el del militar i guerriller Espoz i Mina.
En la cripta de la Barbazana es va construir a principi del segle xix una sèrie de nínxols per albergar els cossos de bisbes que eren enterrats sota el sòl de l'església catedral, i per albergar futurs cossos, com una mena de panteó per als mitrats.

#### Cripta Real
En aquesta cripta, sota el sepulcre de Carlos III, es conserven les restes de diferents monarques del Regne de Navarra, així com dels consorts i infants. És un petit espai fet de paraments de carreus, coberta per una volta. Dins hi ha una sèrie de caixes amb les restes òssies dels monarques i els seus familiars. Aquesta edificació no és visible, però en la capçalera del sepulcre hi ha una placa inserida en el sòl, en la qual es detallen en llatí el nom dels membres de la reialesa enterrats, així com la data de defunció.

#### Tombes i columbaris

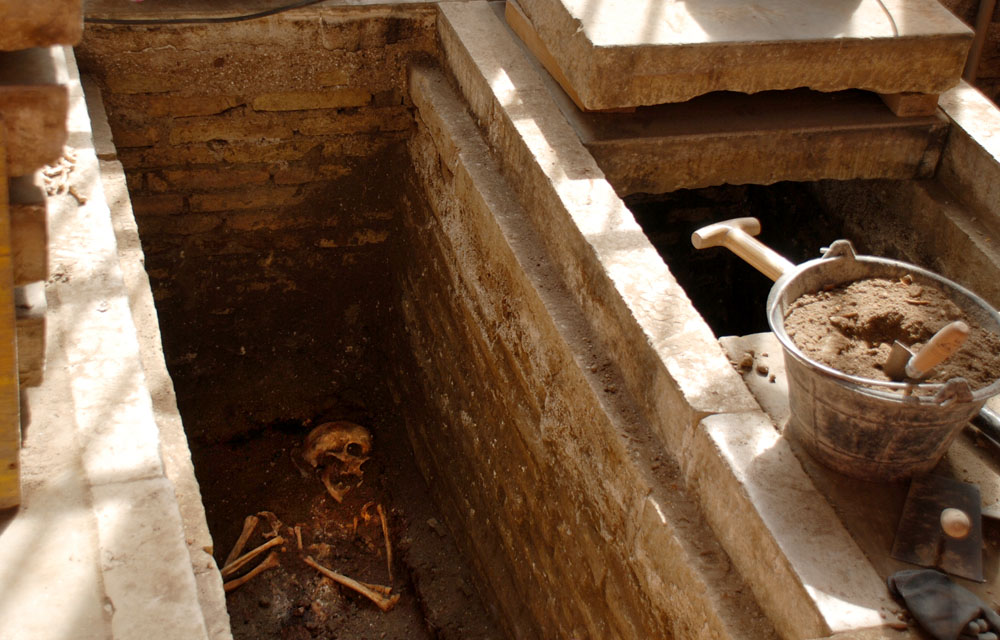
Tumbes del claustre.

A més dels sepulcres, també hi ha diferents sepulcres molt més senzills, disseminats al llarg del conjunt catedralici. Alguns dels bisbes que van ocupar la càtedra a la seu pamplonesa en segles més recents, es van sebollir en el sòl de l'església sota senzilles làpides. Uns altres d'aquests bisbes, troben repòs en uns nínxols de la cripta de la capella Barbazana.
Durant les excavacions dels anys 90 del segle xx, es va trobar en el sòl del presbiteri (com s'esperava), una urna de plom amb una petita caixa de fusta a l'nterior, que contenia les restes de Magdalena de Valois, germana de Lluís XI de França i mare de l'última reina de Navarra, Catalina de Foix.
El sòl del claustre és un gran cementiri on es van enterrar centenars de persones amuntegades en unes 328 tombes. Aquestes sepultures, així com el canvi del sòl del claustre, es van realitzar durant el segle xvii per donar cabuda a més enterraments i homogeneïtzar la superfície, doncs havia de presentar una imatge desigual a causa del gran nombre de laudes de diferents èpoques. Des de final de 2010 s'està buidant l'espai per instal·lar a l'interior uns columbaris que alberguin les urnes amb les cendres de les persones que desitgin ser enterrades en la catedral, i recuperar així l'ús com a lloc de repòs dels feligresos.
Està previst que posteriorment també es puguin inhumar les restes en el sobreclaustre i en la cripta de la Barbazana.

### Reixes

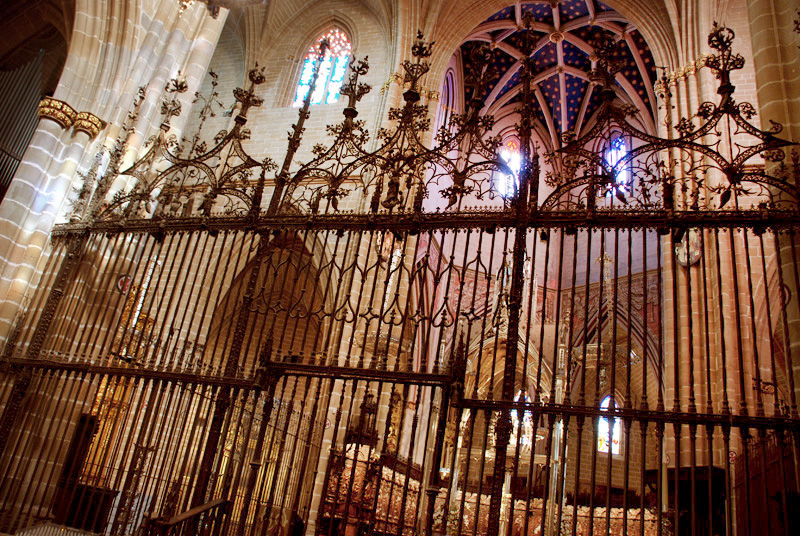
Reixa gòtica que tanca el front del presbiteri.

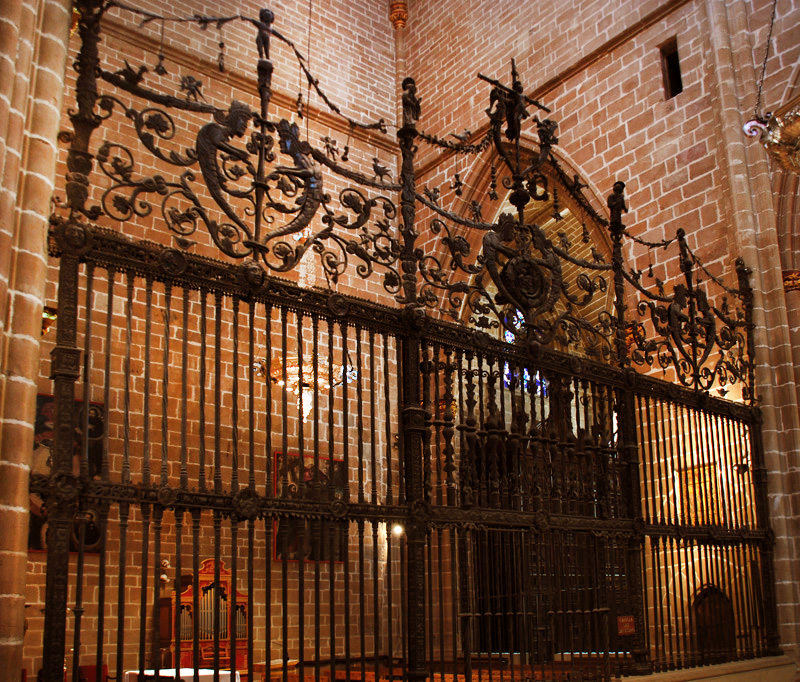
Reixa renaixentista que tana la capella del Santíssim.

Actualment es conserven dos grans i valuoses reixes a l'interior de la catedral, la que tanca el presbiteri i la que tanca la capella del Santíssim. Antigament totes les capelles eren tancades per senzills reixats gòtics que van ser eliminades a principis del segle xix i substituïdes per petites balustrades, en un intent de crear un espai diàfan a l'interior del temple, conseqüència dels nous corrents artístics i ideològiques. Aquestes peces es van vendre a l'Ajuntament de Pamplona el 1806, que en va reutilitzar el ferro per crear les reixes que tanquen actualment l'exterior la capella de Sant Fermí, a l'església de San Lorenzo.
La reixa que tanca el frontal del presbiteri és gòtica. Acabada el 1517 i executada per Guillermo d'Ervenant, i coneguda com La Regna de les reixes gòtiques de l'època, consta de dos cossos i una cresteria superior, que cobreixen l'espai entre dos pilars, sostinguda per quatre pilastres profusament decorades en totes les seves cares per figuretes i dosserets. Les seves dimensions són de 3,5 metres d'ample en cadascuna dels seus tres carrers i 7 metres d'alt en les seves cresteríes. La part alta està composta per agulles i arcs conopials entrecreuats i rematats en florons, intercalant entre ells grups escultòrics. La porta és a en la part baixa dels dos pisos, en el tram central i s'emmarca en dos barrots trenats en la part superior, i quadrats en la inferior, amb petites figures decoratives. Aquesta rica decoració, en fa una de les obres mestres del seu gènere a Espanya.
La reixa de la capella del Santíssim, actualment al braç sud del creuer, tancava antany el cor i era enfrontada a la reixa del presbiteri fins a l'any 1940. És plateresca, executada entre 1539-1540, i per la magnífica forja i estil, és considerada com a obra del mateix autor del cor que tancava, Esteban d'Obray.
L'esquema és similar a la reixa del presbiteri, comparteix dimensions i distribució en tres carrers i dues altures rematades amb cresteria, però la decoració i detalls arquitectònics són de gust clàssic, apareixent capitells, pilastres, medallons i frisos. Manté una unitat estilística amb els motius tallats en el cadirat del cor. Els carrers són emmarcades per vuit pilars decorats pel front i amb capitell corinti. Als carrers laterals hi ha vint barrots llisos disposats en aresta al pis inferior, i al superior, llisos i retorçats de forma alternativa. El carrer central més complexa, s'hi troben barrots retorçats en ambdós pisos, i a més al superior, onze balustres ricament llaurades. Els pisos estan dividits per un fris cobert de medallons amb imatges de la Verge, reis i sants.
La crestería està formada per grotescos, del fullatge vegetal surten cossos d'animal que es converteixen en persones. Sobre aquesta decoració hi ha una garlanda sobre la qual se situen uns nens alats amb espasa que s'enfronten a ocells. Damunt uns nens sostenen els ensarts que van a parar a balustres sobre les quals hi ha figures exemptes de la Verge i diferents sants, i iguala d'aquesta manera a l'alçada de la reixa gòtica. A la part central s'eleva un gran crucifix flanquejat per àngels que recullen la sang de Crist en calzes, el tema culminant de la redempció.
Una altra reixa molt antiga és la que es conserva al claustre, on tanca els dos costats interiors del lavatori. Correspon a l'esquema de les reixes romàniques, i podria haver format part de l'anterior catedral. La llegenda i una placa situada sobre la reixa, indiquen que s'hauria forjat amb el ferro de les cadenes tallades per Sanç el fort en la batalla de Las Navas de Tolosa el 1212 i que són les que es representen en l'escut de Navarra.

### Vidreres
En tota construcció gòtica hi ha els vitralls, escultura de llum essencial de l'estil gòtic  que posava l'arquitectura al servei de la llum. L'edifici era una mena de marc dels vitralls. Per tant, la catedral pamplonesa no es manté al marge d'aquesta teoria, encara que amb matisos.

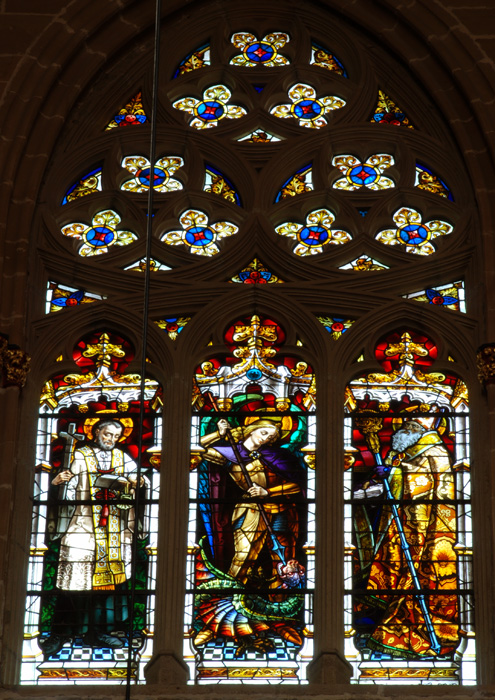
Vidriera de la nau central

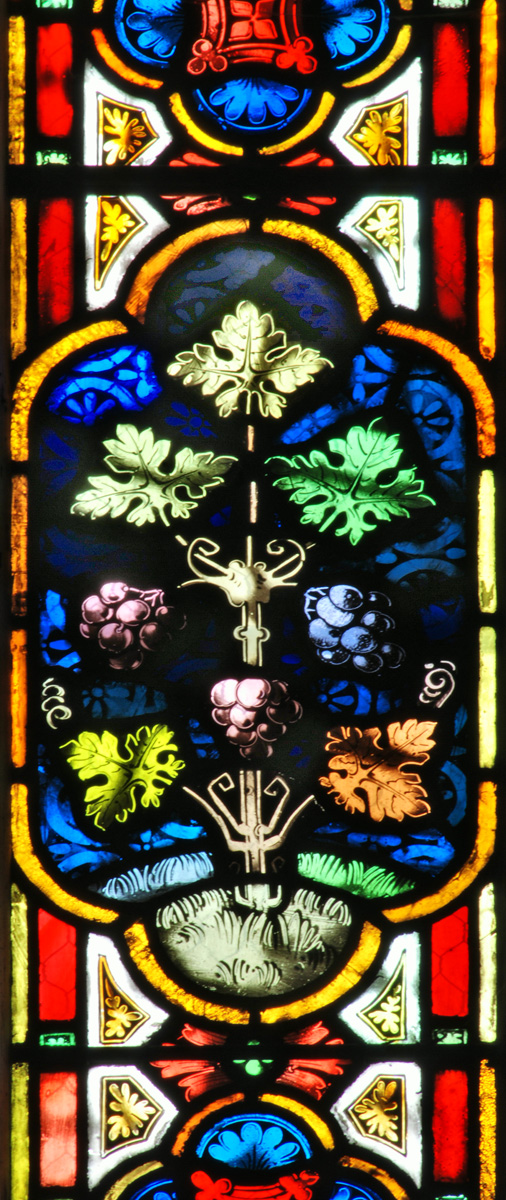
Detall diuna vidrera del refectori

Els vitralls actuals són gairebé totes del segle xx. Únicament se'n conserven quatre originals del segle xvi, de bona factura, i atribuïts a Juan Carlos Bionde. La gairebé total pèrdua dels vidres, es deu a les successives explosions del molí de la pólvora, situat prop del conjunt. Va ser d'especial virulència l'explosió de 1733, en la qual la gran majoria dels vitralls, moltes de les traceries i els pinacles que coronaven l'exterior de l'església, es van enfonsar.
Durant llarg temps va estar la catedral sense aquestes tancaments i va patir el dany per la pluja. Algunes de les finestres van ser tapiades, fins que finalment, es van fer vitralls nous a la nau central entre 1919-1937 per la casa Mumejean de Sant Sebastià, que es va inspirar les quatre conservades del segle xvi. Entre l'any 74 i el 83 d'aquest mateix segle, Carlos Muñoz de Pablos, pintor i vidrerista segovià, va executar les de la capçalera, creuer, girola i la que es troba sobre la porta d'accés al claustre.
S'hi representen escenes dels evangelis, la Verge, sants i personatges relacionats amb la catedral com a reis, bisbes o papes. En les del presbiteri es van pintar escuts heràldics de poblacions i personatges navarresos que van tenir relació directa amb la catedral. Sobre la porta del claustre, l'escut del Cabildo i a la dreta l'escut i inscripció dels donants de les vidrieres dels anys 70-80 del segle xx. Els vitralls de les capelles, encara que a l'origen eren molt colorats, es van restituir sense dibuix ni color per a millorar l'entrada de llum natural.
També són notables els vitralls del refetor, realitzades el 1891 per la casa Mayer de Múnic, que representen motius florals i geomètrics en els laterals, així com els quatre evangelistes i els dotze apòstols en el frontal, i els vitralls de la capella Barbazana, realitzades per Sant Cuadrado de Madrid el 1956 i que representen al frontal la Verge, l'Esperit Sant i els apòstols, i al finestral lateral diferents sants navarresos i escuts heràldics.
La petita talla dels vitralls de la catedral pamplonesa és remarcable. S'ha volgut veure en el cru clima navarrès l'explicació d'aquest fet, però no sembla que sigui rellevant. Una altra cosa que va poder influir, és l'ensulsiada de l'anterior església romànica, per la qual cosa la por a una nova ensulsiada podria haver afectat la mida de les obertures. Finalment, almenys pel que fa a la nau central, hi ha un fet que en determina per força l'alçada. Ambdues naus laterals comparteixen alçada amb les capelles, la qual cosa obliga a projectar la coberta d'ambdues fins a la meitat de l'alçada del parament de la nau central, i per tant, les finestres no poden ser més llargues posat que no entraria la llum per culpa d'aquesta coberta.

### Orgues
La catedral té tres orgues, tots de nova factura, encara que al llarg dels segles ha tingut nombrosos òrgans de diferents èpoques, estils i grandàries. Ja al segle xv es té coneixement d'un orgue a la catedral pamplonesa, en concret en un document de 1479 es parla de la construcció d'una nova càmera de fusta per a l'orgue. Dels instruments sobre els quals hi ha major documentació són els barrocs, com l'orgue gros del cor i que el 1888 a causa del seu deplorable estat, es va substituir per un de doble façana amb caixa neogòtica reaprofitant en tant que sigui possible tubs de l'instrument barroc, i uns altres més petits com els que hi havia a les capelles la de Santa Catalina i la de Sant Joan Baptista, tots avui desapareguts.

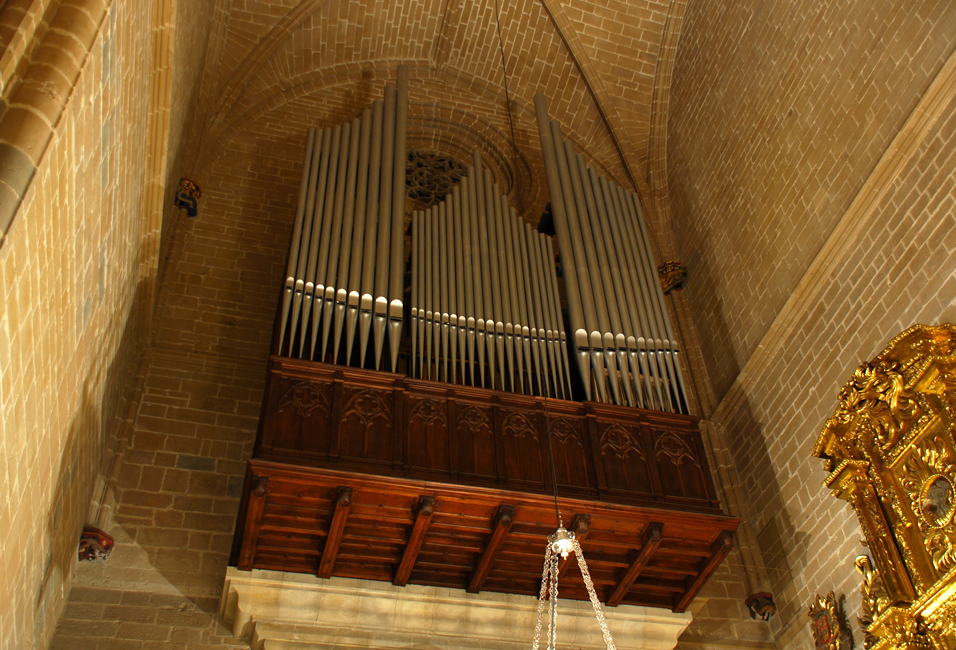
Orgue major de la catedral, situat sobre la porta del braç nord del creuer.

Entre els quals es conserven avui dia, està l'orgue principal, construït el 1946 per Organería Espanyola. És un orgue elèctric que consta de tres teclats, 34 jocs i centenars de tubs, el més gros de Navarra. És de caixa moderna, encara que conserva alguns dels tubs de l'orgue anterior barroc-romàntic, que va ser construït el 1607, encara que havia sofert importants reformes el 1657 i 1684. L'instrument se situa en el braç nord del creuer, adossat al mur sobre la porta de Sant Josep, cosa que empitjora notablement la qualitat de l'acústica.

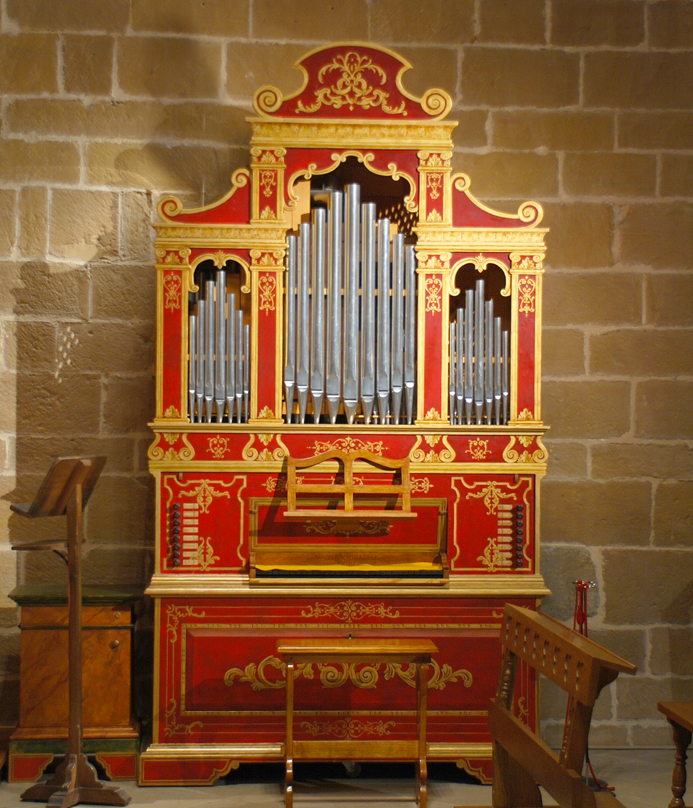
Orgue de d'estil barroc.

L'any 2008, per encàrrec del director de la capella de Música de la Catedral de Pamplona, es va instal·lar un orgue barroc a la capella del Santíssim, construït expressament per a tal fi. Va ser una donació de la fundació Navarra Fuentes-Dutor. És un petit orgue d'estil barroc, la caixa del qual s'inspira en altres espanyoles del segle xvii, que fa joc per l'època amb el retaule que està al seu costat. Va ser dissenyat i fabricat per Walter Chinaglia, que també el va muntar a la catedral. Aquest instrument es fa servir en la missa de diari, que es celebra en aquesta capella, l'altar major es reserva a misses solemnes o les de cap de setmana.
Anteriorment, el 2006, aquest mateix factor havia realitzat un orgue medieval per a la catedral pamplonesa, a partir d'una imatge d'una talla en pedra d'un òrgue tocat per un àngel en una arquivolta del conjunt escultòric de l'Epifania, al claustre. Es va basar en aquest relleu del segle xiv per Jacques Perut per a construir l'instrument a grandària natural.
Aquests orgues van ser afinats igual que l'òrgue gros perquè, en cas de desitjar-ho, puguin ser tocats tots alhora com es fa per exemple a L'Escorial.

### Campanes
Les dues torres de la façana oest de la catedral alberguen onze campanes de bronze. La més antiga és la Gabriela de l'any 1519. Vuit de les campanes s'allotgen a la torre sud, totes d'ús litúrgic. Quatre són campanes romanes i les altres quatre, xolles, ocupant totes les obertures de la torre (les romanes els mes grosses i les xolles els més petites). La torre nord en conté tres, entre d'altres la major del conjunt i la que és al seu torn, la campana més grossa en ús de tot Espanya i les campanes de les hores.

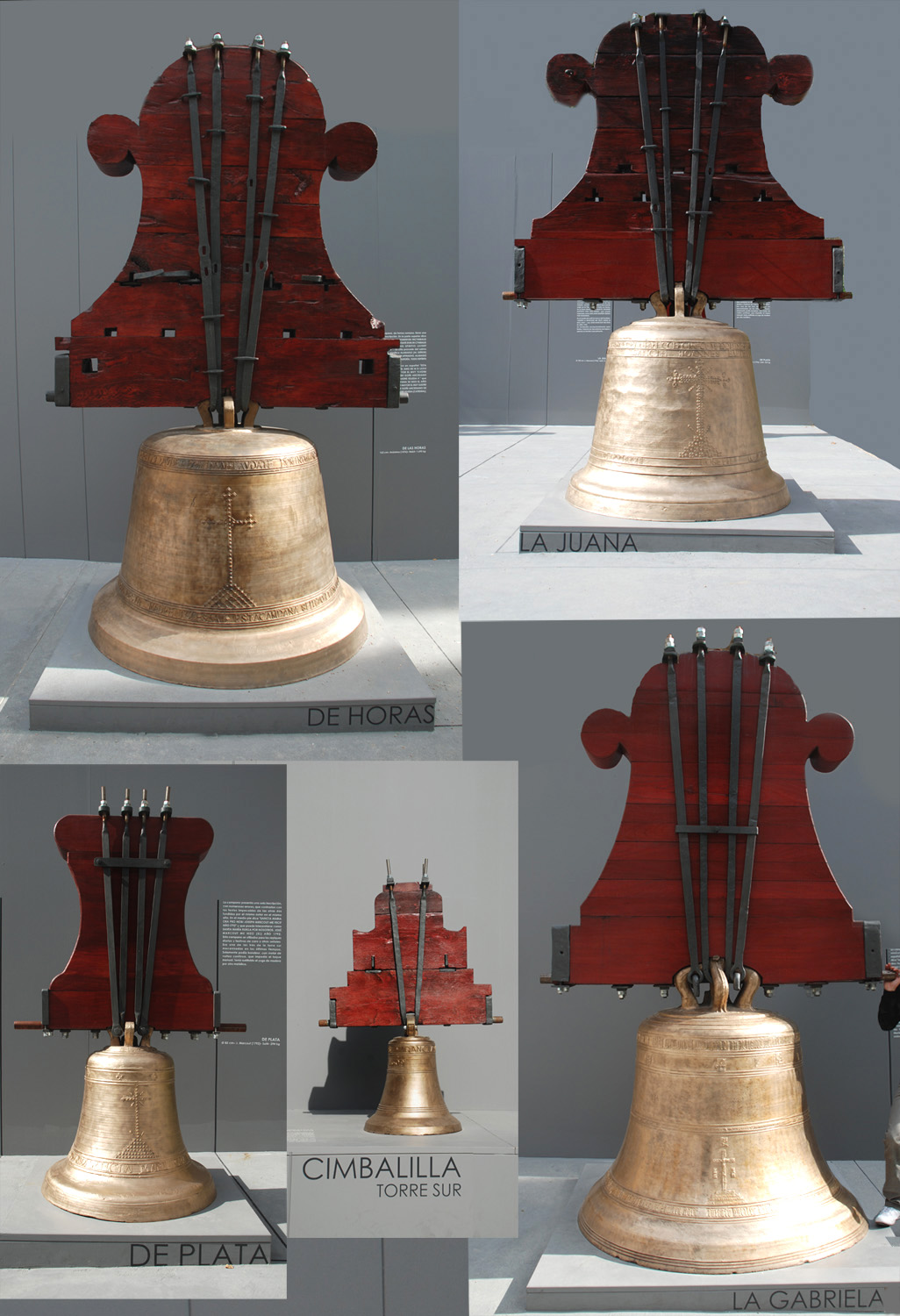
Diferents fotografies de las campanes en grandària proporcional respecte a les altres (la Gabriela i el seu jou amiden més de 3 metres d'alçada)

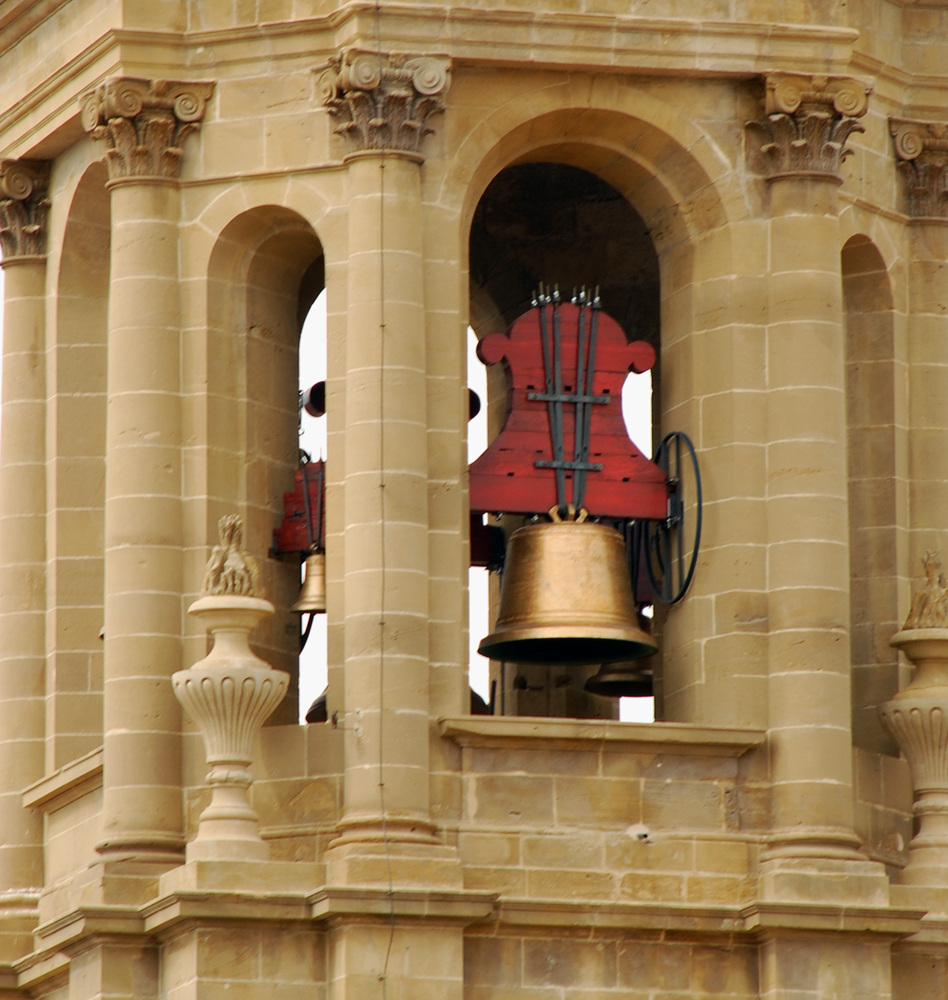
Cara posterior de la torre sud

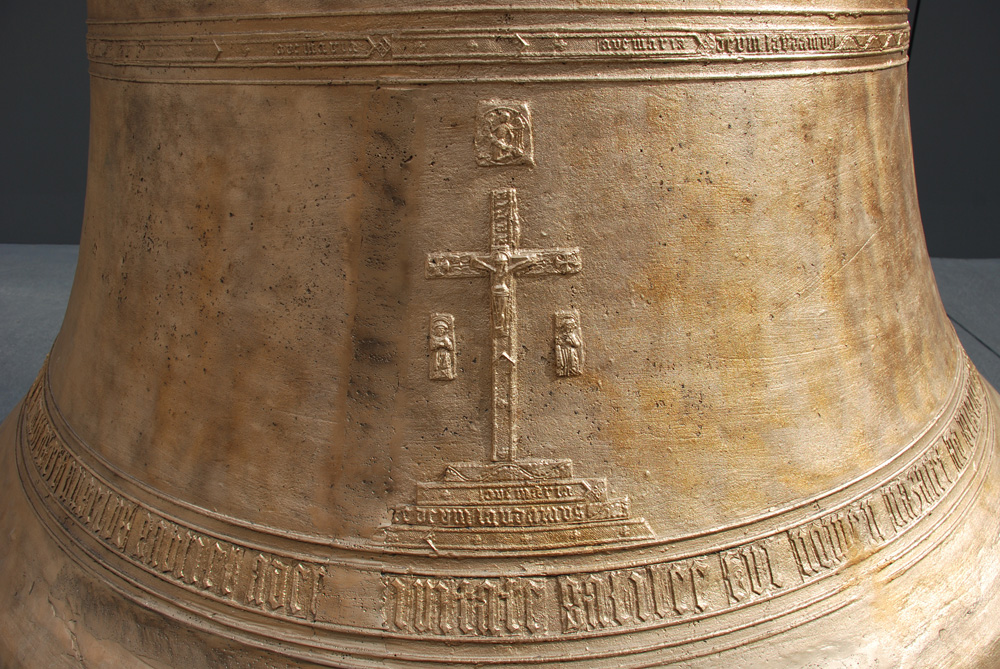
Detall de la Gabriela i la soldadura de l'esquerda

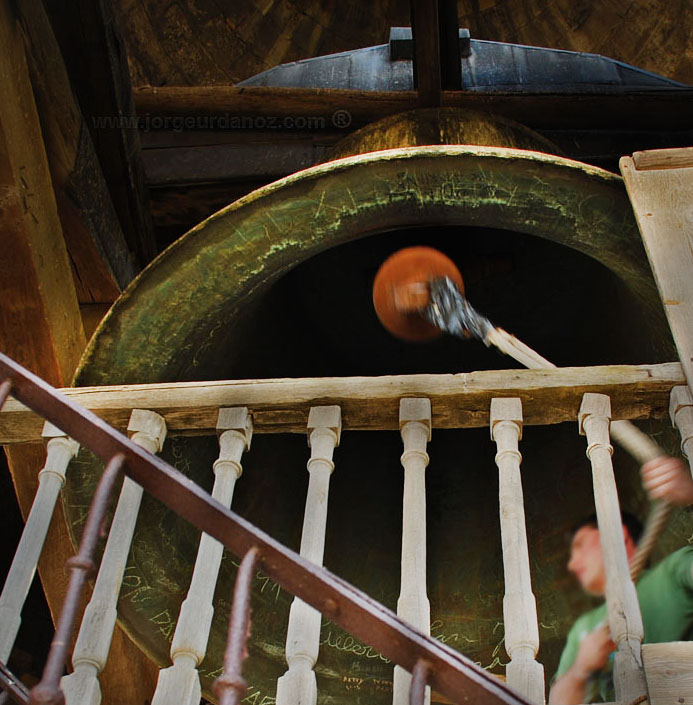
Tocant la campana María

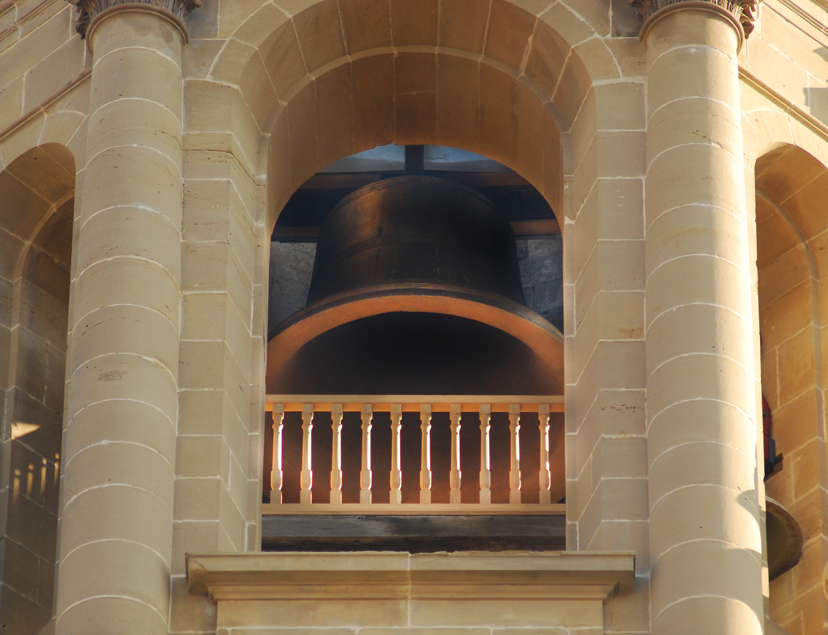
Campana Maria després de la restauració

La campana més important de tot el conjunt, és la Gabriela. És una campana romana de 1519 amb unes dimensions d'1,67 metres de diàmetre per 1,35 d'alçada i més de 2.700 quilos de pes. Recorre la superfície tres línies de text que reprodueixen versicles de la Bíblia, així com nombrosos medallons, flors de llis, i dues representacions del calvari, així com un àngel Gabriel, pel qual podria prendre el nom. Des de 2011, ocupa l'espai principal de la torre sud que dona a l'atri, encara que fins a l'any 2009 era a la mateixa obertura però de la torre nord. Aquest canvi s'ha fet per poder voltejar de nou la campana, ja que en el seu emplaçament original era impossible a causa de la tarima de fusta que es fa servir per tocar la campana Maria.

### Torre sud
En aquesta mateixa torre sud hi ha:

#### La Juana
1,30 m. de diàmetre i uns 833 kg. de pes, fosa el 1792 per José Marcout. Rep el nom de la invocació a Sant Joan Baptista que porta gravada.

#### De les nou
1,21 m. de diàmetre i uns 436 kg. de pes, fosa el 1609 per Juan de Villanueva. Feia el primer dels tocs, a les nou, per cridar els canonges a l'oració diària de les laudes.

#### Cimbalilla
0,50 m. de diàmetre i uns 72 kg. de pes, fosa el 1609. Amb aquesta campana s'avisava per al toc de les altres, per la qual cosa era unida per una corda a la casa del campaner, que la veia des d'una finestra l'altar major.

#### D'argent
0,80 m. de diàmetre i uns 319 kg. de pes, fosa el 1792 per José Marcout. Es tocava juntament amb la de pàrvuls quan moria un pàrvul (nen mort abans de l'ús de la raó).

#### De pàrvuls
0,80 m. de diàmetre i uns 225 kg. de pes, fosa el 1792 per José Marcout. Es tocava juntament amb la d'argent quan moria un pàrvul.

#### Oracions
1,50 m. de diàmetre i uns 1351 kg. de pes, fosa el 1802 per Bernardo de Mendoza a partir d'una del segle xvi esquerdada. Servia per tocar les oracions de dies laborables, diumenges i festes menors.

#### Santa Bàrbara
0,51 m. de diàmetre i uns 77 kg. de pes, fosa el 1836. Es tocava per avisar de les tempestes.

### Torre nord

#### La Maria
A la torre nord presideix la més grossa, La Maria. A diferència de la resta allotjades en els arcs exteriors, és al centre de la torre a causa de les dimensions, uns 2,5 m de diàmetre, 2,25 m d'alt i amb un pes estimat que oscil·la entre 10 000 i 12 000 kg. Recorre els seus vuit metres de perímetre una invocació mariana, escrita en llatí com és costum, així com la data i signatura de l'autor, Petrus de Villanueva em fecit Anno dei 1584 die 15 septembris. Amb un so greu i penetrant, es toca de forma manual, no per volteig, si no per balanceig del batall de ferro d'uns 300 kg, en les ocasions més solemnes.

#### D'hores
En les obertures laterals d'aquesta mateixa torre, hi ha la campana c'hores, que és la que toca les hores (de dimensions molt similars a la Gabriela encara que pesa una tona menys), fosa el 1576.

#### De cambres
0,92 m. de diàmetre i uns 436 kg., fosa el 1592, la qual cosa confereix al conjunt una gran importància, ja que amb aquests, són quatre els bronzes del segle xvi que es conserven a les torres.

### Restauracions de les campanes
Totes les campanes han estat restaurades l'any 2010. Per això, van ser baixades de les torres l'octubre de 2009 i portades a un taller valencià, a excepció de la Gabriela que va ser portada a una fosa alemanya per segellar l'esquerda que en recorria tota la longitud i per la qual no s'havia pogut sentir el seu toc des de moltes dècades, i a excepció també de La Maria, que per les dimensions és impossible baixar de la torre (la torre es va acabar de construir amb la campana a l'interior). En la intervenció s'han recuperat o en algun cas, substituït, els jous de fusta, i s'han netejat els bronzes, recuperant així el color daurat tan característic i alhora se'n va millorar la sonoritat fins a uns 30%.
Diverses de les campanes havien sofert modificacions en les últimes dècades per facilitar-ne el 
toc, com la substitució dels seus jous per uns altres de metall, o la incorporació de sistemes de toc automatitzats, com els martells elèctrics, fixant per això les campanes de volteig. Aquests sistemes s'han eliminat per recuperar els tocs tradicionals. Per exemple, La Gabriela podrà ser voltejada de nou gràcies al nou emplaçament i la reconstrucció d'un suport que en permet el volteig. Això na s'havia fet des de fa segles i ara és la major campana de volteig d'Espanya.
A la torre nord hi havia la casa del campaner, i des de l'interior per un sistema de sogues i corrioles, podia tocar les campanes diàriament si haver d'accedir a l'alt de la torre. Se sap que les campanes es voltejaven cap a dins en comptes de cap a fora, cosa que solia fer-se per seguretat encara que el gir anés més lent. Uns ganxos que es trobaven en la paret, evidenciaven que les campanes se subjectaven invertides entre bandatge i bandate.
Actualment es toquen de forma manual diverses campanes, encara que especialment La Maria en les festivitats més solemnes. Se sol acompanyar aquest so amb un repic continuat de la campana D'hores, que segurament substituiria al que s'hauria fet en el seu moment amb la Gabriela abans que aquesta es ratllés.
Una peça excepcional pel valor cultural (però no artístic) és el xerrac de fusta que s'utilitzava durant la Setmana Santa en substitució de les campanes. És un xerrac del segle xviii de costats circulars, quatre aspes i cinc martells per cada aspa. L'any 2005 es va recuperar aquesta peça i el 2010 se'n va fer una rèplica per ser usada en aquesta festivitat.

## Intervencions
Tot el conjunt catedralici ha sofert nombroses intervencions al llarg de la història, principalment les degudes al canvi de gust en els estils arquitectònics, dutes a terme en les diferents fases constructives. Al marge d'aquests canvis, són significatius els diferents projectes de conservació i restauració, així com les remodelacions que va sofrir al segle xx l'interior de l'església.

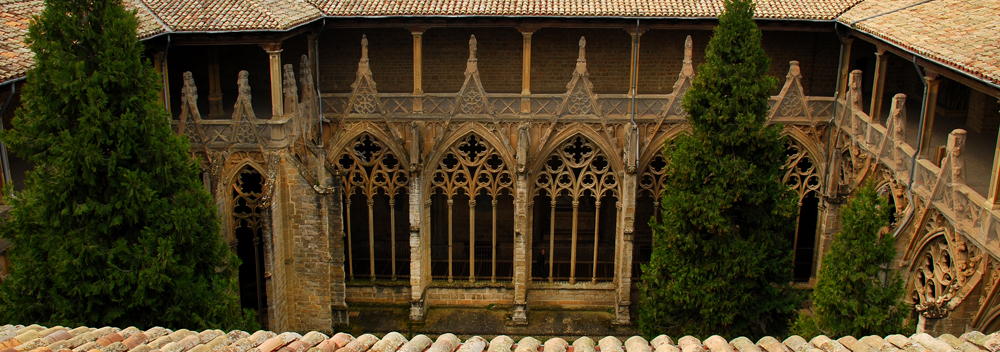
Vista superior del conjunt del claustre i el sobreclaustre.

Poc temps després d'haver acabat l'obra gòtica, es va aixecar un sobreclaustre al segle xvi i es va construir un nou refetor el 1580 (a causa que la gran sala gòtica no havia de ser molt funcional), i del que no queden restes avui dia.
Caldria esperar fins al final de segle per veure la construcció de noves obres, concretament la de la sagristia dels Canonges el 1599, encara que l'aspecte que veiem avui dia es deu a la decoració rococó duta a terme en el segle xviii.
El segle xvii va començar amb la reparació de la cuculla d'una de les torres de la façana romànica. Aquesta façana va ser un continu focus de despeses per a les arques de la catedral fins que es va decidir substituir-la a la fi del segle esdevenidor. En aquests anys també es va construir una important obra, la capella de Prudenci de Sandoval, la qual porta el nom del bisbe que en va manar la construcció, i en la qual va ser enterrat en el arcsoli del mur de la dreta. És l'única capella que sobresurt de la planta gòtica, però no és amb prou feines perceptible a l'interior a causa de les dimensions reduïdes, ni tampoc ho és a l'exterior, doncs s'alinea amb el mur del transsepte nord.
A la segona meitat del segle, es va deixar d'enterrar als canonges en el sòl del claustre i es va passar a utilitzar com a lloc de descans, la redescoberta cripta de la capella Barbazana.
L'any 1724 es construeix la nova i actual sala capitular, al costat de la sagristia dels Canonges. No sembla que se'n cuidés molt ni la decoració interior ni la construcció, encara que si es va enrajolar el sòl juntament amb el de la sagristia.

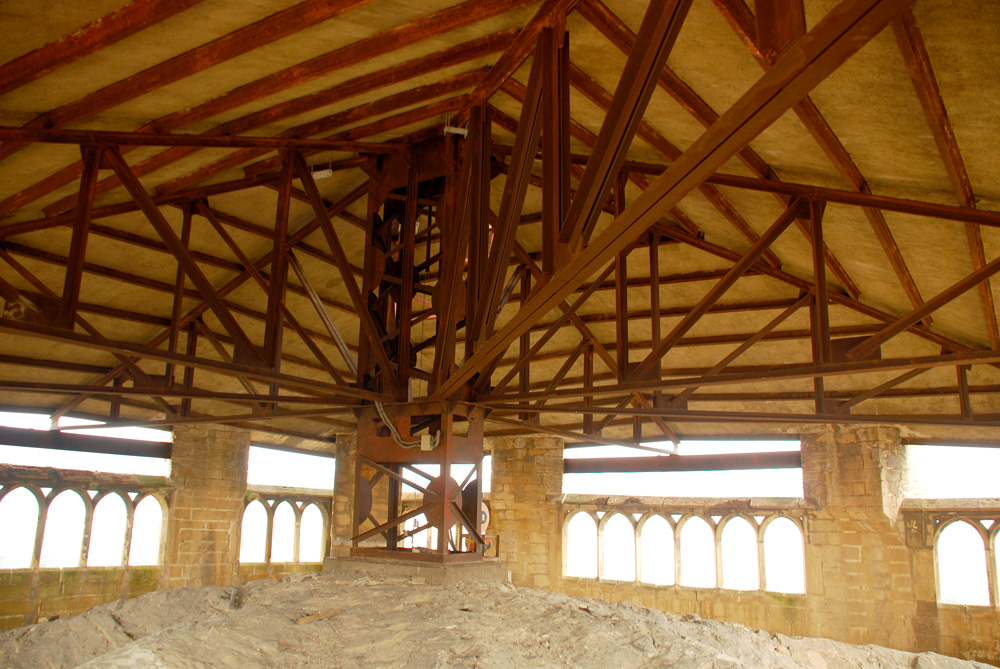
Nova coberta metàl·lica en substitució de l'original de fusta.

Un dels moments més infausts per al conjunt catedralici, va ser l'explosió del molí de la pólvora el 1733 i que va causar innombrables desperfectes en les edificacions. No era la primera vegada que succeïa, però sí que va ser la més virulenta. Va destruir gairebé totes les vidrieres i les seves traceries, va rebentar les cancel·les de les portes de l'església, de la capella Barbazana, del claustre i refetor, van caure tots els pinacles que remataven els contraforts per l'exterior de l'església, deixant des de llavors l'aspecte tan sever que veiem avui dia, i va danyar la cuculla de la torre.
Entre 1744 i 1746 es va aixecar la sagristia dels capellans o dels beneficiats. Per a la construcció es va derrocar una casa i es va obrir un accés des de la girola pel que fins a aquest moment havia estat una façana sepulcral en la qual pocs anys abans, el 1698, havia estat enterrat el bisbe Toribio de Mier. Es va traslladar la làpida amb l'epitafi al mur de la antesagristia, on es troba avui dia. En aquesta mateixa època es van eliminar les reixes de les capelles de la girola, ja que encara que només destorbava una, la de la capella del Crist dels capellans, per simetria es va decidir suprimir la resta i rebaixar el nivell del sòl al de la resta de la girola.
En ple segle de les llums, es va decidir el 1760 aixecar una gran biblioteca. L'edifici té 25 metres de llarg per 8 d'ample, i està situat entre l'angle sud-est del refetor i el sud-oest del dormitori. Per a la decoració interior es va portar fusta del Roncal. Al llarg del segle, es van ser escometent diferents intervencions menors, reparació de cobertes, de pous, adequació de sales, la redecoració en estil rococó de la Sala Capitular, canvi de coberta de la cuculla de la torre, i el 1773 es va pintar de nou l'interior de la catedral, en un to clar i imitant un especejament, com en la policromia que es va aplicar al segle xvi. Aquesta vegada es van tapar les decoracions policromades que envoltaven les claus i la volta de la capçalera.

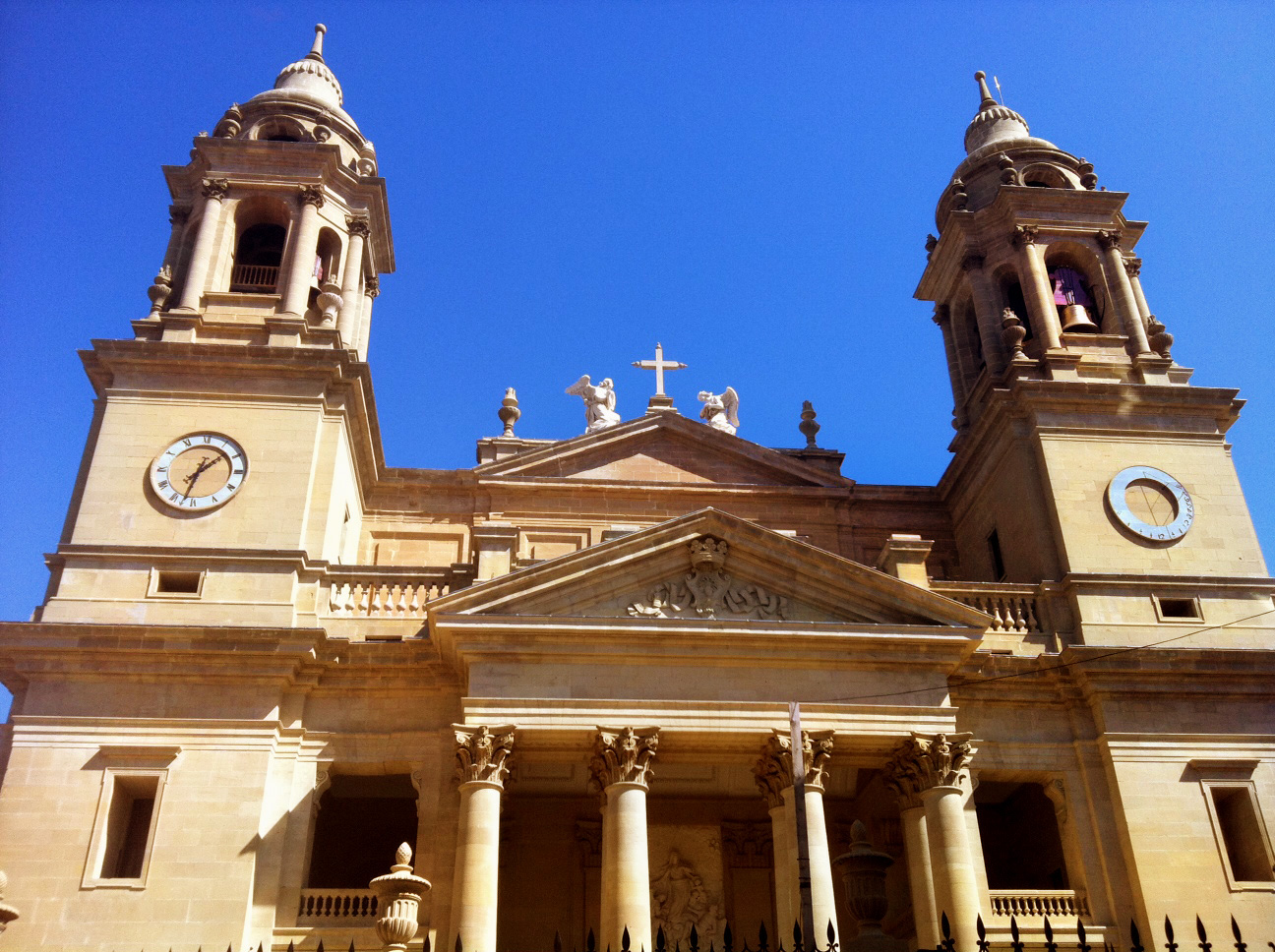
Nova façana neoclàssica projectada per Ventura Rodríguez

El segle xix va començar amb la reforma de l'interior de l'església. Es van eliminar les reixes de les capelles i es va anivellar el sòl de tot l'edifici. En escometre aquesta obra, es va decidir triar un nou emplaçament per al mausoleu dels bisbes, i es va triar la cripta de la Barbanzana. Durant la invasió francesa a Espanya, es van dur a terme molt poques intervencions, únicament es van eliminar els penells de les torres, ja que se'ls culpava d'haver atret llamps, encara que anys més tard un altre raig va destrossar la rematada d'una de les torres. Va ser llavors quan es van col·locar els parallamps.
Un dels canvis més significatius d'aquest segle, va ser la construcció de la capella del trascor. Va ser una obra important, es va col·locar marbre en sòl i bases dels pilars, es va construir un templet del mateix material, es van encarregar dos grans llenços, balustrades amb bronzes de rematada i per concloure, es va instal·lar a l'interior del templet neoclàssic, el Crist de Juan de Ancheta.
En el setge de la ciutat sofert el 1823, van caure diverses bombes en la crugia del creuer sud i en un tram del claustre, els quals van haver de ser completament reconstruïts (aquest tram del claustre és recognoscible avui dia, ja que és l'únic que no conserva la clau tallada ni policromada).
El segle xx va veure també una sèrie de canvis molt considerables a l'interior de l'església. Es va traslladar el mausoleu de Carles III a la cuina medieval durant gairebé 30 anys, fins que va tornar al centre del cor on estava, just sobre la petita cripta amb les restes dels reis de Navarra. Es van col·locar noves vidreres, i algunes altres obres menors, fins que el 1940 es va dur a terme la més important de les remodelacions. Des de feia gairebé dos segles hom somiava de canviar la disposició del presbiteri massa petit, i en aquesta dècada es va dur a terme, unint el tram del creuer al del presbiteri. Es va llevar així mateix el magnífic retaule manierista (actualment exposat a l'església de San Miguel de Pamplona) que tancava per darrere aquest altar major i en el seu lloc es va col·locar el cor, que es va retirar del centre de la nau, es va reemplaçar pel mausoleu de Carles III on avui dia es conserva. Aquesta obra comportava una reducció en l'espai del cor, que va ser col·locat en una disposició diferent a l'original, que era en forma d'"O" (part de les cadires eliminades es troben en el Museu de Navarra). La reixa del cor es va traslladar al braç sud del creuer, creant el que és avui dia la capella del Santíssim. Es va eliminar l'òrgan barroc i es va col·locar en el creuer nord un de nova factura. Així mateix, es va eliminar la capella del trascor amb el templet.
Els següents anys es van escometre una sèrie d'intervencions més concordes amb els pensaments de l'època, molt menys intervencionista. Substitució de cobertes, excavacions arqueològiques, etc.

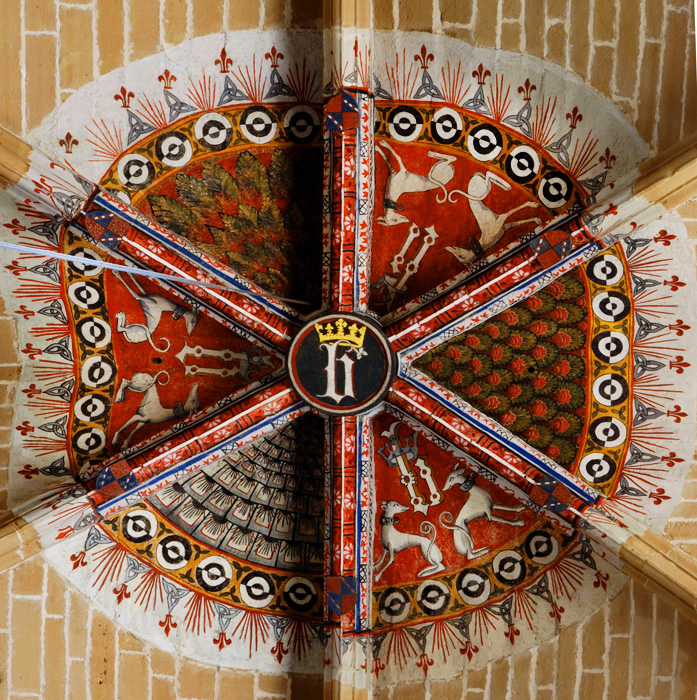
Clau policromada de la nau central.

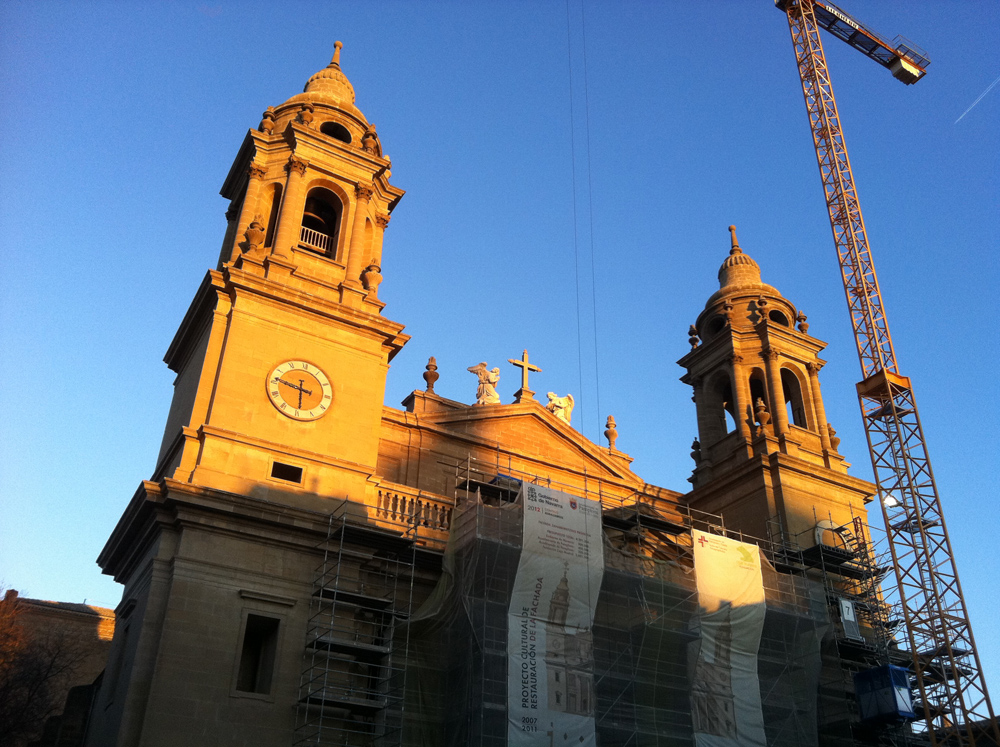
Imatge de la darrera fase de la restauració de la façana oest memtre es procedeix a retirar la bastida.

Però sens dubte, el més destacable d'aquest final de segle va ser la restauració que va sofrir tot l'interior del temple entre 1992 i 1994. En aquesta intervenció, es van dur a terme labors de neteja, consolidació, l'excavació arqueològica de tota l'església, restauració de mobiliari i retaules, substitució del sistema elèctric, noves lluminàries, i especialment interessant, va ser el descobriment de la policromía dels segles XV i xvi que adornaven claus, capitells, alguna capella i el presbiteri, i que es pot contemplar avui dia.
Actualment hi ha dos projectes intervencionistes sobre el conjunt:
El primer s'està duent a terme des de l'any 2010 i consisteix en la restauració integral de la façana oest (la façana neoclàssica de Ventura Rodríguez), de les seves torres, l'atri, les seves campanes i al mateix temps s'està realitzant un centre interpretatiu a l'antiga casa del campaner. Al mateix temps s'ha redactat un projecte per recuperar els pinacles perduts en l'exterior de la nau, així com instal·lar un sistema d'il·luminació nocturna de l'exterior del conjunt.
L'altre projecte que encara es troba en fase prèvia, consisteix a dotar el conjunt d'un nou edifici, la del segle xxi. Es vol projectar una residència, un museu i un centre de pelegrins que evidenciïn la seva època, que s'integri al mateix temps que es defineixi per si mateix. Per dur-ho a terme s'ha triat a un dels estudis d'arquitectes més prestigiosos, el mateix que ha dut a terme els dissenys de les tendes de la signatura electrònica Apple.

## Oficis religiosos

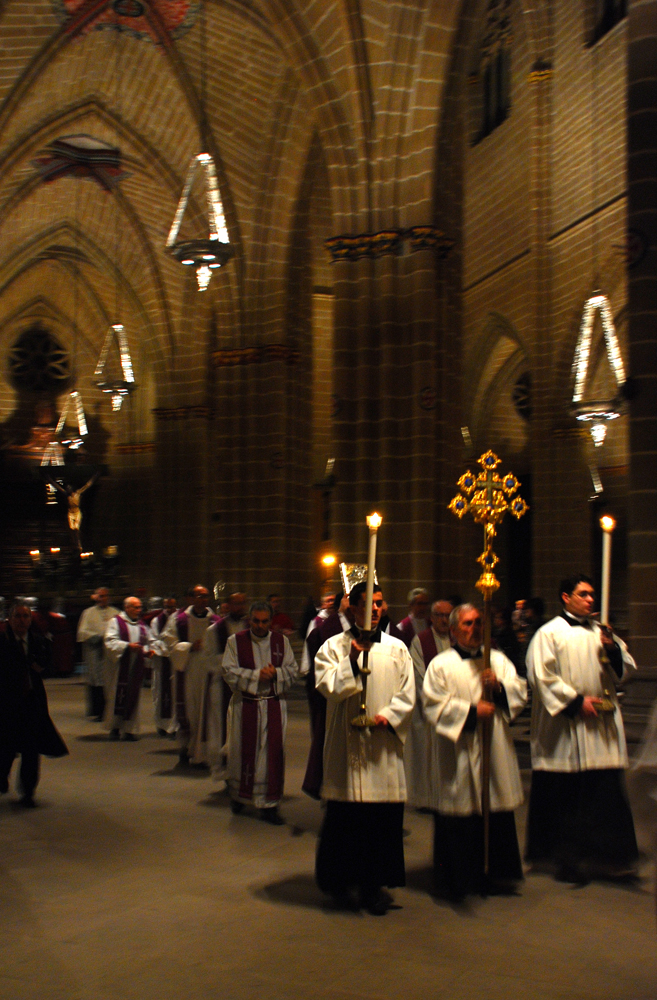
Processió per les naus de l'església.

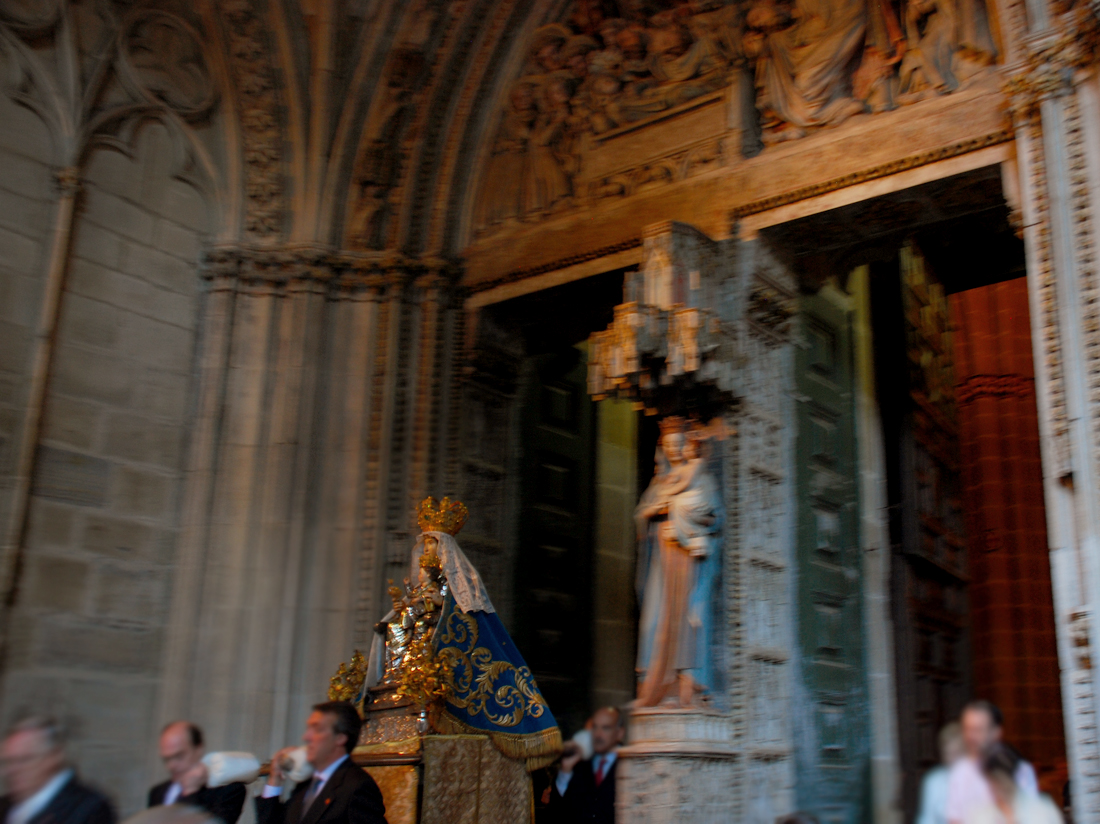
Processió de Santa María la Real pel claustre el dia de l'Assumció de Maria.

La catedral, com seu episcopal ha estat dudrant gairebé un mil·lenni l'església principal del Regne de Navarra i ha acollit els actes més importants i més solemnes de la litúrgia navarresa.
Possiblement, la celebració més significativa de totes les que s'han dut a terme en el temple, va ser la consagració real i unció dels reis de Navarra. El primer monarca del qual es té constància que va ser ungit a la seu pamplonesa va ser García el de Nájera en el segle xi, i després de moltes altres cerimònies amb altres monarques, tot acabaria amb l'última proclamació d'un rei davant la imatge de Santa Maria la Real, la de Ferran III de Navarra (Ferran VII d'Espanya) el 1815. En temps de Carles III, el cerimonial va arribar a la seva màxima expressió, com que va prendre com a referent el ritual de coronació dels reis d'Anglaterra. La particularitat més destacable del ritu navarrès, era l'alçament del monarca sobre pavès (escut) per part de certs nobles, mentre els assistents cridaven:
| « | REAL, REAL, REAL! | » |

Al llarg de l'any tenen lloc els ritus habituals del calendari litúrgic, com la missa diària amb algunes diferències amb la resta d'esglésies navarreses, com és el rés tots els dies del rosari dels esclaus, o l'eventual ordenació de sacerdots, o les processons pel claustre i l'església que es realitzen en dates assenyalades. Són especialment ressenyables aquelles cerimònies que s'emmarquen dins de la Setmana Santa, així com el dia del Corpus Christi, o les que tenen un significat especial per a la ciutat, com el dia del Privilegi de la Unió de 1423, destacant sobre totes elles la festivitat de l'Assumpció de la Verge, per ser la capitular del temple.
Excepcionals són, comparat amb la resta d'esglésies, les cerimònies de proclamació de la Kalenda en la missa de Vigília de Nadal, així com la processó del dia de Reis pel claustre i la posterior veneració de les imatges dels tres Reis Mags acompanyada de música, el sermó de les Set Paraules en Divendres Sant que dura tres hores, la processó de la Trobada en el matí de resurrecció, o la recepció de l'àngel de Sant Miquel d'Aralar entre moltes unes altres, que s'emmarquen dins de la tradició a part de les celebracions ordinàries.

## Persones rellevants enterrades a la Catedral

### Reis de Navarra
- Garcia el Restaurador (†1150).
- Sanç el Savi (†1194).
- Teobald el Trobador (†1253).
- Enric el Gros (†1274).
- Felip el Noble (†1343).
- Carles el Dolent (†1387).
- Carles el Noble (†1425).

### Reines consorts, prínceps, princeses, infants i infantes
- Reina consort Sança de Castella i de Barcelona (†1179), esposa de Sanç VI de Navarra.
- Magdalena de Valois (†1495), Princesa de Viana i reina regent de Françamare de l'última regna de Navarra, Catalina de Foix.
- Infanta Margarida de Navarra (†1403), filla de Carles III de Navarra.
- Reina consort Leonor de Trastàmara (†1415), esposa de Carles III de Navarra.
- Infanta Maria de Navarra († abans de 1425), filla de Carles III de Navarra.
- Infanta Isabel de Navarra († després de 1435), filla de Carles III de Navarra.
- Infant Remigi de Navarra (†1229), fill de Sanç VI de Navarra.
- Infant Carles de Navarra (†1402), fill de Carles III de Navarra.
- Infant Lluís de Navarra (†1402), fill de Carles III de Navarra.

### Bisbes rellevants i altres personalitats
- Francisco Espoz e Ilundain, (†1836) militar.
- Thierry Dumont, Comte de Gages (†1753), militar i virrei de Navarra.
- Bisbe Arnaldo Barbazán (†1355).
- Bisbe Sánchez de Asiáin (†1360).
- Bisbe Sanç Sánchez de Oteiza (†1425).
- Lancelot de Navarra (†1420), Patriarca d'Alexandria, fill bastard de Carles III de Navarra.
- Bisbe Martín de Peralta I (†1457).

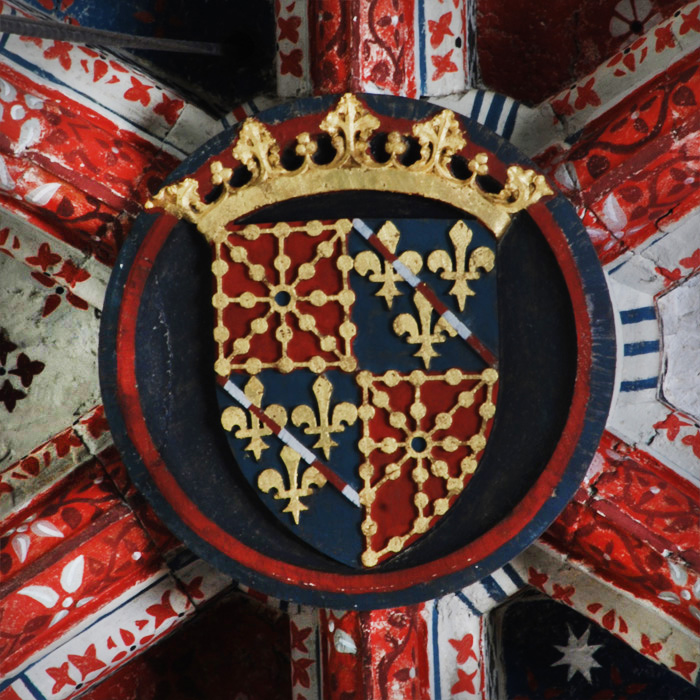
Escut de monarques de Navarra
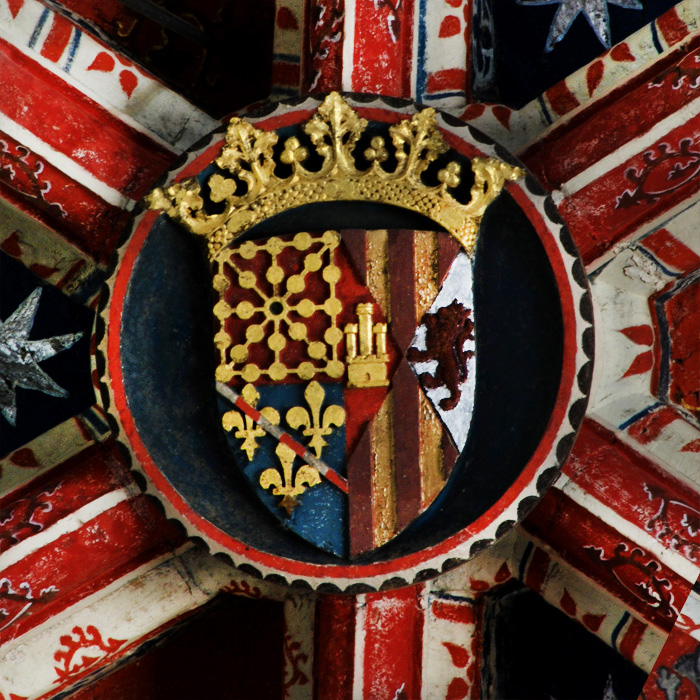
Escut de Blanca I i Joan II
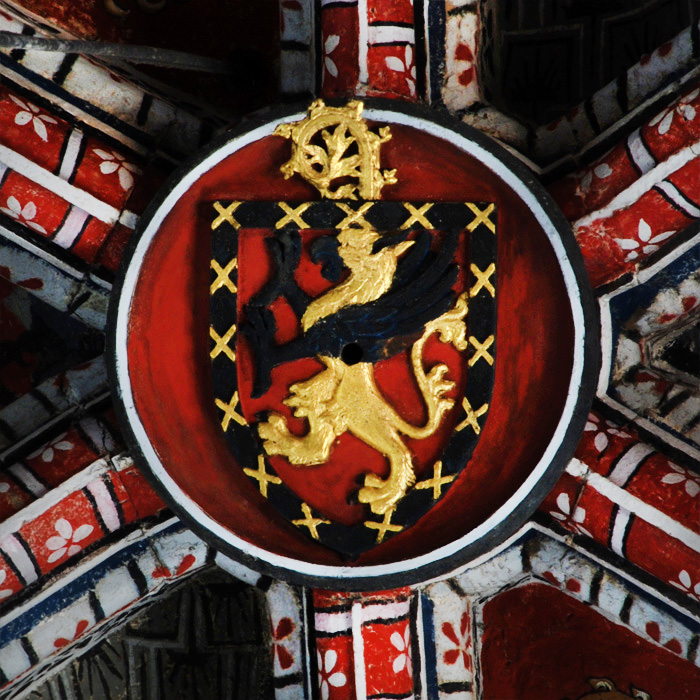
Escut de Martín de Peralta I